# Seznam výstav Muzea východních Čech v Hradci Králové
Toto je seznam krátkodobých výstav pořádaných Muzeem východních Čech v Hradci Králové a jeho historickými předchůdci, zejména Městským průmyslovým muzeem (MPM).

## Seznam výstav podle desetiletí

### Před rokem 1900
| Rok  | Název výstavy                 | Termín          | Pořadatel | Umístění | Návštěvnost | Poznámky |
| ---- | ----------------------------- | --------------- | --------- | -------- | ----------- | -------- |
| 1896 | Výstava krajkářského průmyslu | 1. až 10. srpna | MPM       | reálka   |             |          |

### 1900–1909
| Rok  | Název výstavy | Termín                             | Pořadatel                                             | Umístění                                             | Návštěvnost | Poznámky |
| ---- | --- | ---------------------------------- | ----------------------------------------------------- | ---------------------------------------------------- | ----------- | --- |
| 1900 | Práce z muzejních kursů |                                    | MPM                                                   |                                                      |             | |
| 1902 | Souborná výstava S. V. U. Mánes                                                                                                 | 31. března až 21. dubna            | MPM                                                   |                                                      |             | |
| 1902 | Výstava učňovských prací |                                    | MPM                                                   |                                                      |             | |
| 1902 | Výstava nábytku zakoupeného na výstavě v Paříži                                                                                 | 27. dubna                          | MPM                                                   | obchodní akademie                                    |             | |
| 1902 | Umění v životě dítěte: umělecká výchova mládeže                                                                                 | 25. prosince 1902 až 6. ledna 1903 | MPM                                                   | slavnostní síň obchodní akademie                     | 2 638 osob  | výstava grafických pomůcek) – první výstava pořádaná ve spolupráci se Svazem rakouských průmyslových muzeí; přednáška L. Haněla ""O umělecké výchově vůbec" |
| 1902 | Výstava přírůstků muzea, např. ze Světové výstavy v Paříži                                                                      | 23. února                          | MPM                                                   | čítárna                                              | 837 osob    | přírůstky z let 1900 a 1901 zakoupené na světové výstavě + zápůjčka pařížské firmy Christofle et Comp., nové nástroje na obrábění kovů a dřeva, soudobé průmyslové předměty |
| 1902 | Výstava prací z muzejních kurzů                                                                                                 | 6. července                        | MPM                                                   |                                                      | 1 102 osob  | |
| 1903 | Reprodukce uměleckých děl 19. století                                                                                           | 3 týdny                            | MPM, spolupráce: c. k. ministerstvo vyučování a kultu |                                                      | 2 234 osob  | doprovodný cyklus přednášek |
| 1903 | Výroční výstava prací z muzejních kurzů                                                                                         | 2 dny                              | MPM                                                   | čítárna muzea                                        | 511 osob    | práce z kurzu malířského, kreslířského, modelářského a cizelérského |
| 1903 | Výstava nejvýznamnějších exponátů muzea na krajinské výstavě v Hořicích                                                         |                                    | MPM                                                   | krajinská výstava Hořice                             |             | |
| 1903 | Výšivky a krajky | 27. září až 4. října               | MPM, spolupráce: Svaz rakouských průmyslových muzeí   |                                                      | 1388 osob   | autorka M. Klumparová; vydán katalog |
| 1903 | Umělecký průmysl 19. století | 16. prosince 1903 až 6. ledna 1904 | MPM, spolupráce: Svaz rakouských průmyslových muzeí   |                                                      | 2 353 osob  | |
| 1904 | Výstavka moderních tkanin zhotovených dle návrhů malířů R. Schlattauera a H. Švajgra                                            | 20. až 22. února                   | MPM                                                   | čítárna průmyslového muzea                           | 641 osob    | prodejní výstava; tkané práce z Valašska a výsledky z akce krajkářské na Žamberecku |
| 1904 | Výroční výstava prací z muzejních kurzů                                                                                         | 11. července                       | MPM                                                   |                                                      | 898 osob    | |
| 1904 | Výstava prací z kursu pro paličkování krajek                                                                                    | 4. září                            | MPM                                                   | měšťanská škola Žamberk                              | 812 osob    | |
| 1904 | Výstava obrazů Karla Langra | 11. září                           | MPM                                                   |                                                      | 316 osob    | 27 obrazů; Langer vedl od roku 1904 malířský kurz pořádaný městským průmyslovým muzeem |
| 1904 | Výstava prací z kursu pro paličkování krajek                                                                                    | 25. září                           | MPM                                                   |                                                      | 583 osob    | opakování výstavy v Žamberku ze dne 4. září |
| 1904 | Obrazy a plastiky českých umělců                                                                                                | 30. září až 13. listopadu          | MPM                                                   |                                                      | 2 949 osob  | autoři vystavených děl: František Bílek, Hugo Böttinger, Zdenka Braunerová, Oldřich Homoláč, Alois Kalvoda, František Kaván, Quido Kocián, Karel Langer, V. Slabý, Luděk Marold, František Šimon, Otakar Španiel, Josef Ullmann, Richard Lauda; kromě soukromých děl prodejní výstava |
| 1904 | Prodejní předvánoční výstava drobného uměleckého průmyslu                                                                       | 8 dní                              | MPM                                                   |                                                      | 867 osob    | |
| 1905 | Výstava kolekce paličkovaných krajek určená pro výstavu ve Vídni                                                                | 5. dubna                           | MPM                                                   |                                                      |             | |
| 1905 | Výstava předsádkových a obalových papírů knižních a vzorných prací z knihařských kurzů. Moderní knižní obálky                   | 11 dní                             | MPM, spolupráce: Technologické muzeum v Praze         |                                                      | 1 090 osob  | odborná přednáška |
| 1905 | Vývoj grafiky | 11. až 16. května                  | MPM                                                   |                                                      | 501 osob    | grafické práce od starých dřevořezeb po současnost, přehled reprodukčního umění |
| 1905 | Výstava přírůstků muzea za léta 1902 až 1905                                                                                    | 4. až 6. listopadu                 | MPM                                                   | čítárna průmyslového muzea                           | 958 osob    | |
| 1905 | Druhá vánoční výstavka drobného umění a uměleckého průmyslu                                                                     | 18. až 31. prosince                | MPM                                                   |                                                      | 1 854 osob  | drobné umění (H. Böttinger, J. Holub, J. Honsa, F. Kaván, J. Král, K. Langer, R. Lauda, Joža Novák, J. Petr, O. Španiel), umělecký průmysl F. Anýž, c. k. odb. škola keramická z Bechyně, Výrobní družstvo keramické Bechyně, c. k. odb. škola pro uměl. zámečnictví v Hradci Králové, Josef Kratina, J. Lankaš, K. Lindauer, Joža Novák, V. Pecina, J. Pitor, R. Schlattauer, c. k. odb. škola zlatnická z Turnova, Ústřední tržnice žambereckých krajek v Hradci Králové, F. Zitte |
| 1906 | Výstava prací uměleckoprůmyslových škol z Rakouska vystavených v St. Louis v USA                                                | 14. až 18. ledna                   | MPM                                                   |                                                      | 1 172 osob  | putovní výstava c. k. ministerstva kultu a vyučování; práce rakouských uměleckoprůmyslových a odborných škol vystavených na světové výstavě 1904 v St. Louis; knižní vazby, kovové práce, keramika, sklo a email, práce ze dřeva |
| 1906 | Chorvatské lidové umění | 24. a 25. února                    | MPM                                                   |                                                      | 430 osob    | výšivky od 17. století, kroje a jiné lidové výrobky; prodejní výstava |
| 1906 | Výroční výstavka prací z muzejních kursů                                                                                        | 15. a 16. července                 | MPM                                                   |                                                      | 1 038 osob  | práce z muzejního kurzu malířského a cizelérského |
| 1906 | Reprodukce Rembrandtových obrazů                                                                                                | 6. až 14. října                    | MPM; spolupráce: Svaz rakouských průmyslových muzeí   |                                                      | 1 386 osob  | |
| 1906 | Výstava silhouet (siluet) | 25. listopadu až 2. prosince       | MPM; spolupráce: Svaz rakouských průmyslových muzeí   |                                                      | 894 osob    | 500 děl od 38 soukromých vlastníků |
| 1906 | Třetí vánoční výstava drobného umění a uměleckého a lidového průmyslu                                                           | 16. až 31. prosince                | MPM                                                   | čítárna muzea                                        | 948 osob    | vstup volný |
| 1907 | Výstava c. k. umělecko-průmyslové školy z Prahy                                                                                 | 20. ledna až 10. února             | MPM                                                   | obchodní akademie                                    | 2 411 osob  | kresby, plastiky, práce kovové, výšivky a jiné textilie |
| 1907 | Výroční výstava prací z muzejních kursů                                                                                         | 29. a 30. června                   | MPM                                                   |                                                      | 403 osob    | z muzejního kurzu cizelerského a typografického |
| 1907 | Barevné lepty Vojtěcha Preissiga                                                                                                | 11. až 25. srpna                   | MPM, společně se spolkem Dobroslav                    |                                                      | 384 osob    | |
| 1908 | Krajky a krajkové předměty |                                    | MPM                                                   | velká výkladní skříň bývalé tržnice na Malém náměstí |             | |
| 1908 | Práce z muzejních kursů |                                    | MPM                                                   | velká výkladní skříň bývalé tržnice na Malém náměstí |             | intarzované dřevo, kovové předměty, krajky, kolekce krajkových předmětů zaslaných na uměleckoprůmyslovou výstavu do Petrohradu |
| 1908 | Eliška Mikanová-Urbanová |                                    | MPM                                                   | velká výkladní skříň bývalé tržnice na Malém náměstí |             | malby, kresby, grafiky, výšivky, dřevěné a kovové předměty vyrobené dle jejích návrhů |
| 1908 | Hořické hračky |                                    | MPM                                                   | velká výkladní skříň bývalé tržnice na Malém náměstí |             | + dřevěné hračky podle návrhu Elly Mikanové |
| 1908 | Archeologická výstava nových nálezů                                                                                             |                                    | MPM                                                   | velká výkladní skříň bývalé tržnice na Malém náměstí |             | |
| 1908 | Knižní vazby |                                    | MPM                                                   | čítárna                                              |             | |
| 1908 | II. výstava učňovských prací | 5. až 12. července                 | MPM                                                   | reálka                                               | 1 360 osob  | 27 řemeslných oborů; přednášky; v rámci výstavy soutěž o nejlepší dílo |
| 1909 | Fr. Šimon – O. Španiel – lepty a plakety                                                                                        | 18. dubna až 2. května             | MPM                                                   |                                                      | 1 175 osob  | prodejní výstava |
| 1909 | Jan Honsa, obrazy | 2. května až 10. června            | MPM, spolupráce: spolek Dobroslav                     |                                                      | 660 osob    | prodejní výstava |
| 1909 | Práce z muzejních kursů (Výstavka prací z kurzů muzejních)                                                                      | 12. a 13. června                   | MPM                                                   |                                                      | 368 osob    | práce z kurzu truhlářského, lakýrnického a knihařského |
| 1909 | Václav Jícha, akvarely | 27. června až 4. července          | MPM                                                   |                                                      | 887 osob    | prodejní výstava |
| 1909 | Výstava měřicích obrazů fotografických (architektur) král. měř. ústavu v Berlíně                                                | 17. až 25. července                | MPM; spolupráce: Svaz rakouských průmyslových muzeí   |                                                      | 514 osob    | svazová výstava |
| 1909 | Regulační plány na úpravu hradeckých kotlin                                                                                     | 26. července až 15. srpna          | MPM                                                   |                                                      | 890 osob    | |
| 1909 | Ella Mikanová-Urbanová (Výstava obrazů a předmětů uměleckoprůmyslových Elly Mikanové-Urbanové a výstavka prací kurzů muzejních) | 28. září až 3. října               | MPM                                                   | čítárna                                              | 1 113 osob  | práce z kurzu malířského, cizelérského a lakýrnického |
| 1909 | Výstava keramiky "Graniton" |                                    | MPM                                                   | velká výkladní skříň bývalé tržnice na Malém náměstí |             | |
| 1909 | Výstava starých perníkářských forem hradeckých                                                                                  |                                    | MPM                                                   | velká výkladní skříň bývalé tržnice na Malém náměstí |             | |

### 1910–1919
| Rok       | Název výstavy | Termín                            | Pořadatel                                                                           | Umístění                                             | Návštěvnost                  | Poznámky |
| --------- | --- | --------------------------------- | ----------------------------------------------------------------------------------- | ---------------------------------------------------- | ---------------------------- | --- |
| 1910      | Práce z muzejních kursů | 6. února                          | MPM                                                                                 |                                                      | 520 osob                     | z kurzu pro malíře pokojů |
| 1910      | Pohřebiště a sídliště v Třebešově – nálezy                                                                                                  | 10. ledna až 28. února            | historické muzeum                                                                   |                                                      |                              | |
| 1910      | Josef Šíma, akvarely | 27. a 28. března                  | MPM                                                                                 | čítárna muzea                                        | 242 osob                     | akvarely krajiny Hradecka a Jaroměřska; prodejní výstava |
| 1910      | Výstava prací z kursů Severočeského průmyslového muzea                                                                                      | 1. až 8. května                   | MPM                                                                                 |                                                      | 1204 osob                    | z kurzů pro kreslení a malování |
| 1910      | Ciselérské a truhlářské práce frekventantů muzejních kursů                                                                                  | 28. a 29. června                  | MPM                                                                                 | čítárna muzea                                        |                              | dekorační předměty, jemné kování a šperky |
| 1910      | Miloš Jiránek, obrazy a grafika | 22. června až 3. července         | MPM                                                                                 | čítárna muzea                                        | 947 osob                     | oleje, pastely, akvarely a grafika; prodejní výstava (vydán katalog); |
| 1910      | Umělecká keramika "Graniton" | doba trvání: 2 měsíce             | MPM                                                                                 | velká výkladní skříň bývalé tržnice na Malém náměstí |                              | |
| 1910      | Eliška Mikanová-Urbanová, kresby + výstava prací kurzu malířského, kreslířského a knihařského                                               | 9. až 11. července                | MPM                                                                                 |                                                      | 506 osob                     | výšivky a krajky, kresby, knižní vazby |
| 1910      | Jaroslav Panuška – Bohumil Vlček, obrazy a plastiky                                                                                         | 21. srpna až 11. září             | MPM                                                                                 |                                                      |                              | |
| 1910      | Jan Dědina | 25. září až 16. října             | MPM                                                                                 |                                                      |                              | |
| 1910      | Modlitební kniha Maxmiliána I. | 13. až 20. listopadu              | MPM, spolupráce: Svaz rakouských průmyslových muzeí                                 | čítárna muzea                                        | 457 osob                     | putovní výstava |
| 1910      | Lidové hračky české, ruské a slovácké | 14. prosince                      | MPM                                                                                 |                                                      |                              | hračky lidové a hračky podle návrhů E. Mikanové, M. Podhajské, J. Kysely, F. Barviga, E. Brunnera + doprovodná přednáška |
| 1911      | Slovenské uměleckoprůmyslové předměty výr. družstva v Uherské Skalici                                                                       | 29. a 30. ledna                   | MPM                                                                                 |                                                      | téměř 2000 osob              | |
| 1911      | František Fabiánek – plastiky | 2. až 11. února                   | MPM                                                                                 | foyer Klicperova divadla                             | 558 osob                     | část výstavy prodejní |
| 1911      | Richard Lauda, obrazy a Bohouš Lauda, plastiky                                                                                              | 3. až 19. března                  | MPM                                                                                 | čítárna muzea                                        | 1 025 osob                   | vstup volný |
| 1911      | České umělecké řemeslo (výstavka předmětů českého uměleckého moderního průmyslu)                                                            | 9. až 18. dubna                   | MPM                                                                                 | foyer Klicperova divadla                             |                              | díla uměleckého sdružení ARTĚL, keramika "Graniton", firma Rydl a Thon, keramické družstvo v Bechyni atd. |
| 1911      | Koželužské výrobky |                                   | MPM                                                                                 |                                                      |                              | odborná literatura koželužského průmyslu, koželužské výrobky a pomůcky |
| 1911      | Malířské práce z kursu E. Mikanové-Urbanové                                                                                                 | 29. června až 2. července         | MPM                                                                                 | čítárna muzea                                        |                              | volný vstup; výstava prací kreslířského a malířského kurzu, ruční práce Elly Mikanové-Urbanové, výstava výkresů, ručních prací a uměleckých reprodukcí žákyň kurzů |
| 1911      | Knižní vazby z muzejního kursu | 29. července až 10. srpna         | MPM                                                                                 |                                                      |                              | |
| 1911      | Výstava zahradních měst a expozice stavebního vývoje Hradce Králové                                                                         | 29. září (října) až 5. listopadu  | MPM                                                                                 | aula obchodní akademie                               | 422 osob                     | návrhy zahradních měst v Anglii, Německu a Nizozemsku |
| 1913      | M. Beránek – F. Fabiánek, obrazy a plastiky                                                                                                 | 7. až 23. září                    | MPM                                                                                 |                                                      |                              | prodejní výstava |
| 1913      | A. Hudeček – J. Mařatka,, obrazy a plastiky                                                                                                 | 23. října až 15. prosince         | MPM                                                                                 | výstavní sál muzea                                   | 1 920 osob                   | vstup 50 haléřů |
| 1914      | II. výstava umělecké reklamy obchodní a průmyslové                                                                                          | 19. února/21. února až 9. března  | MPM                                                                                 | výstavní sál muzea                                   | 578 osob                     | vstup volný; expozice německého Muzea pro umění v obchodu a průmyslu města Hagenu ve Vestfálsku a vzorné ukázky českých grafických závodů |
| 1914      | Posmrtná výstava Václava Jansy (obrazy) | 15. března až 5. dubna            | MPM                                                                                 | výstatní sál muzea                                   | 1 416 osob                   | vstupné 40 haléřů; prodejní výstava |
| 1914      | Návrhy maleb pokojových 1800–1860 | 26. dubna až 10. května           | MPM, spolupráce: Umělecko-průmyslové muzeum, Obchodní a živnostenské komory v Praze |                                                      | 503 osob                     | vstup volný; doprovodná přednáška |
| 1915      | Výstava českých výtvarníků (Současné české malířství)                                                                                       | 10. října až 30. listopadu        | MPM                                                                                 |                                                      | 1 112 osob                   | prodejní výstava - obrazy a grafiky: H. Böttinger, R. Kremlička, R. Lauda, V. Špála, H. Šrámková, L. Kuba, O. Koníček, J. Ullmann, B. Dvořák, S. Feikel, A. Boudová, A. Weisner, C. Freitag, T. F. Šimon, J. Kubín, J. Hlavín, A. Petříček, J. Hrstka, V. Schwarz, V. Hoffmann, J. Bubeníček, B. Nevolová, C. Jelínek, K. Langer, J. Bárta, Ot. Nejedlý, J. Trampota, J. Vlček, A. Kohout, A. Majer, V. Beneš, V. Rada, R. Vejrych, K. Vik, F. Prokop, B. Wachsmann, B. Peroutka, A. Hofbauer, H. Wiesnerova, L. Richter, J. Honsa, R. Adámek, J. Stretti-Zamponi, V. H. Myslivečková, Z. Kratochvíl, M. Kvěchová, O. Vaňáč, H. Emingerová; - plastiky: O. Španiel, L. Beneš, B. Kafka, St. Sucharda |
| 1915      | Grafické a knihařské práce | 8. až 31. prosince                | MPM                                                                                 |                                                      | 518 osob                     | práce pražského Technologického průmyslového muzea |
| 1916      | Lidové umění Moravy a Slovenska | 20. až 27. dubna                  | MPM                                                                                 |                                                      | 2 457 platících osob         | předměty ze sbírek Ž. Huskové a K. Fuchslové z Uherského Hradiště |
| 1916      | E. Mikanová a její malířská škola | 4. až 14. června                  | MPM                                                                                 |                                                      | 861 osob                     | výtěžek ze vstupného věnován do fondu pro válečné vdovy a sirotky |
| 1916      | Ruční práce Vyšší školy pro ženská povolání hospodářská a dívčího lycea v Hradci Králové                                                    | 2. až 4. července                 | MPM                                                                                 |                                                      | 437 osob                     | |
| 1916      | Textil ve sbírkách muzea | 5. až 30. listopadu               | MPM                                                                                 |                                                      | 1 686 osob                   | přes 1 500 sbírkových předmětů (např. výšivek, krojů, krajek) |
| 1917      | Obrazy českých umělců | 25. dubna až 7. května            | MPM                                                                                 |                                                      | 960 osob                     | |
| 1917      | Družstvo pro svéráz krojový a bytový | 12. až 21. května                 | MPM                                                                                 |                                                      | 488 osob                     | vstupné 30 halířů; výstava lidového umění, výšivek, krajek a výrobků uměleckého průmyslu |
| 1917      | Umělecký průmysl současnosti | 12. až 19. srpna                  | MPM                                                                                 |                                                      | 728 osob                     | obrazy, dřevořezby a keramika |
| 1917      | Mykologická výstava (velká výstava hub jedlých i nejedlých)                                                                                 | 7. října                          | MPM, spolupráce: František Smotlacha                                                |                                                      |                              | vstupné 20 halířů; doprovodná přednáška |
| 1917      | Nové předměty a odlitky zvonů ve sbírkách muzea (výstava vlastních sbírek předmětů kovových spojená s výstavou odlitků rekvírovaných zvonů) | 7. října až 4. listopadu          | MPM                                                                                 |                                                      | 214 osob + hromadné návštěvy | vstupné 30 halířů, |
| 1917      | Julius Jelínek, obrazy a sklo | 20. listopadu až 3. prosince      | MPM                                                                                 |                                                      | 472 osob                     | vstupné 20 halířů; prodejní výstava; akvarely, perokresby, olejomalby, sklo; |
| 1917      | Vánoční výstava umělců – vojínů z Prahy (Vánoční výstavka a trh krajek, slovácké výšivky)                                                   | 16./17. až 31. prosince           | MPM                                                                                 | čítárna muzea                                        | 812 osob                     | vstupné 20 halířů (ve prospěch chudých krajkářek); prodejní výstava umělci: V. Beneš, J. Blažíček, O. Bubeníček, K. Fiala, F. Horký, F. Jakub, C. Jelínek, K. Langer, F. Naske, O. Nejedlý, J. Ulmann, J. Vabřina |
| 1918      | Alois Kalvoda, obrazy | 3. až 24. září                    | MPM                                                                                 |                                                      | 816 osob                     | prodejní výstava, vstupné 1 K |
| 1918      | Pravoslav Kotík a Jaroslav Votruba | 6. až 10. října                   | MPM                                                                                 |                                                      | 374 osob                     | vstupné 1 K |
| 1919      | Josef Kubíček, plastiky a dřevoryty | 3. až 28. února (3. až 30. září)  | MPM                                                                                 |                                                      | 584 osob                     | vstupné 1 K |
| 1919      | Volné sdružení výtvarníků, souborná výstava                                                                                                 | 3. až 25. června                  | MPM                                                                                 |                                                      | 364 osob                     | umělci: V. Kresinger, P. F. Malý, J. Procházka, J. Rector, J. Šimůnek, K. Štika, J. Váchal, K. Vavřina, arch. V. Vavřina |
| 1919      | Kupkova družina malířů – legionářů z bojiště ve Francii                                                                                     | 1. až 14. října (3. až 15. října) | MPM, spolupráce: památník odboje                                                    |                                                      | 986 osob                     | vstupné 1 K umělci: Fr. Kupka, K. Cipra, J. Šejnoha, H. Němeček, J. Dálný + foto bojišť a Němci zpustošených uměleckých památek |
| 1919      | České malířství ze soukromé sbírky Z. Ú. Ú.                                                                                                 | 18. října až 30. listopadu        | MPM                                                                                 |                                                      | 1 072 osob                   | prodejní výstava; vstupné 1 K umělci: J. Bárta, Knüpfer, Schwaiger, Fr. Lolek, Bubeníček, Kašpar, Honsa, Harlas, Bašek, Štáfl, Ullman, Kaván, Braunerová, Švabinský, Malec, Mánes, Marold, Mařák, Aleš, Jaroš, Kejmar, Schwaiger, Martinka, Hujer, Böttinger, Navrátil, Jakší, Neumann, Kašpar, Strof, Wagner, Jansa, Věšín, Úprka, Satra, Porš, Škramlík, Piepenhagen, Bém, Špilar, Lhota, Kalvodová |
| 1919–1920 | František Charvát a Otakar Sedloň, obrazy + mramorové plastiky provedené na sochařském oddělení průmyslové školy v Hořicích                 | 9. prosince 1919 až 6. ledna 1920 | MPM                                                                                 |                                                      | 612 osob                     | prodejní výstava; vstupné 1 K |

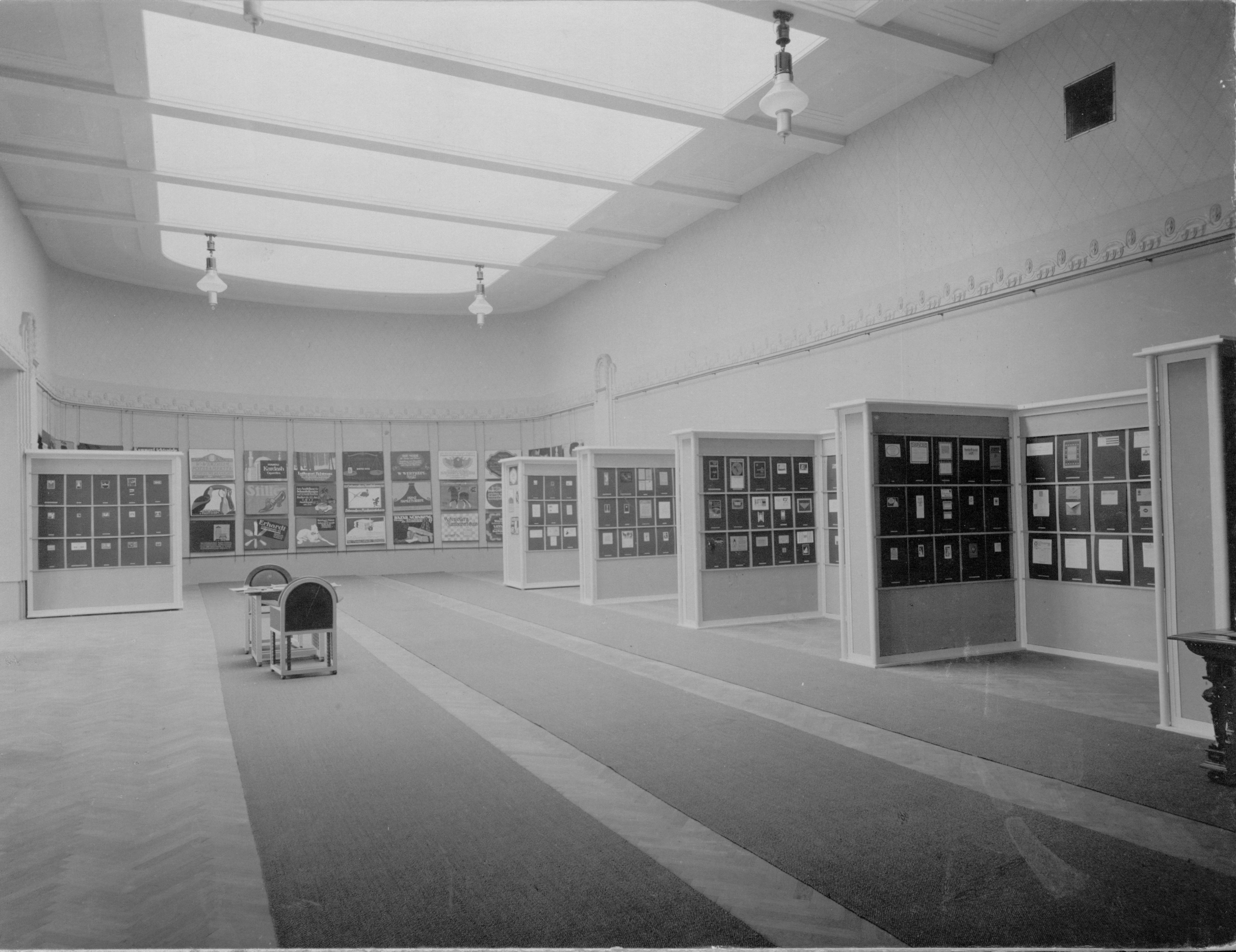
II. výstava umělecké reklamy obchodní a průmyslové, 21. 2.–⁠ 9. 3. 1914
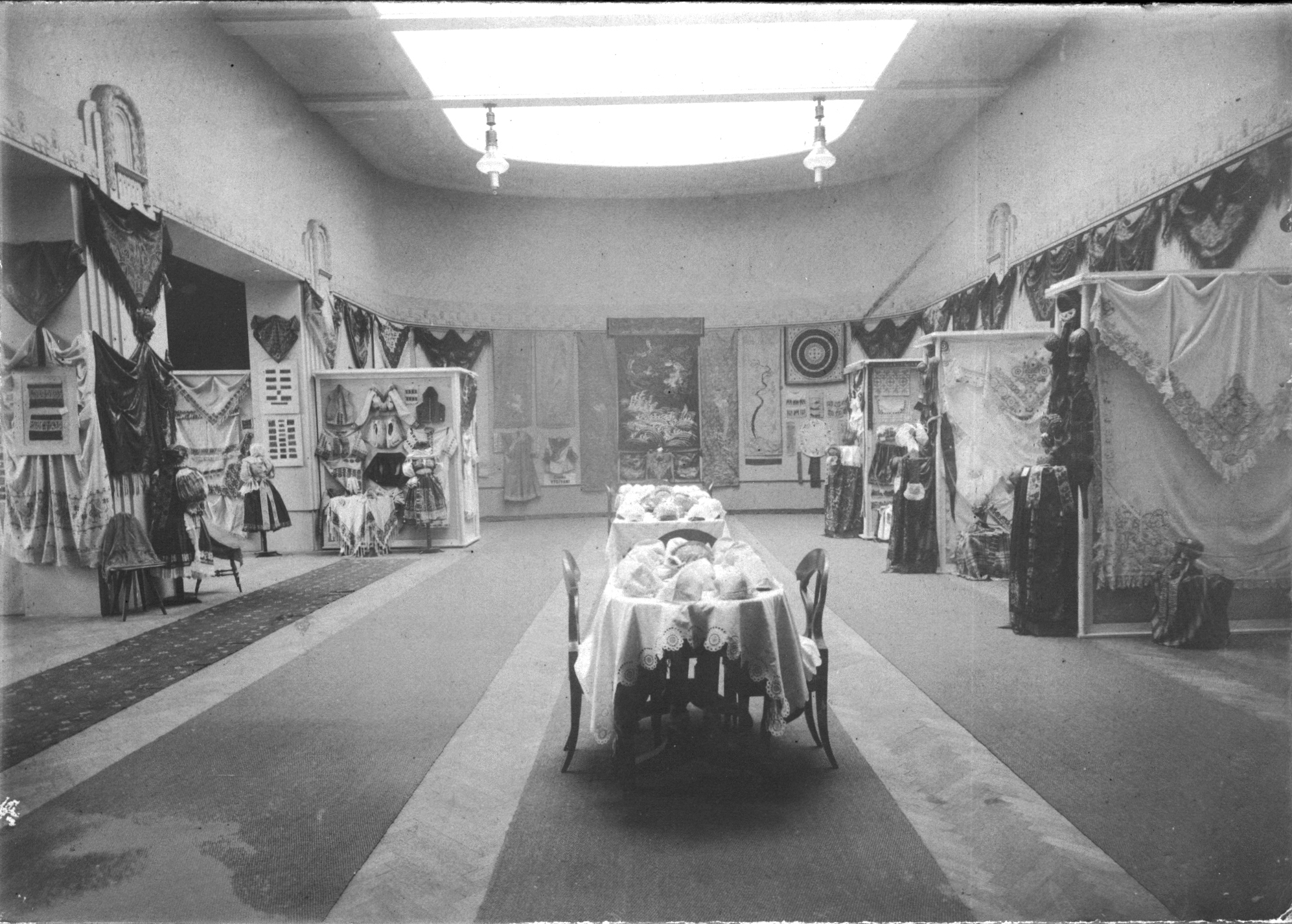
Výstava textilních sbírek, 5. 11. –⁠ 30. 11. 1916
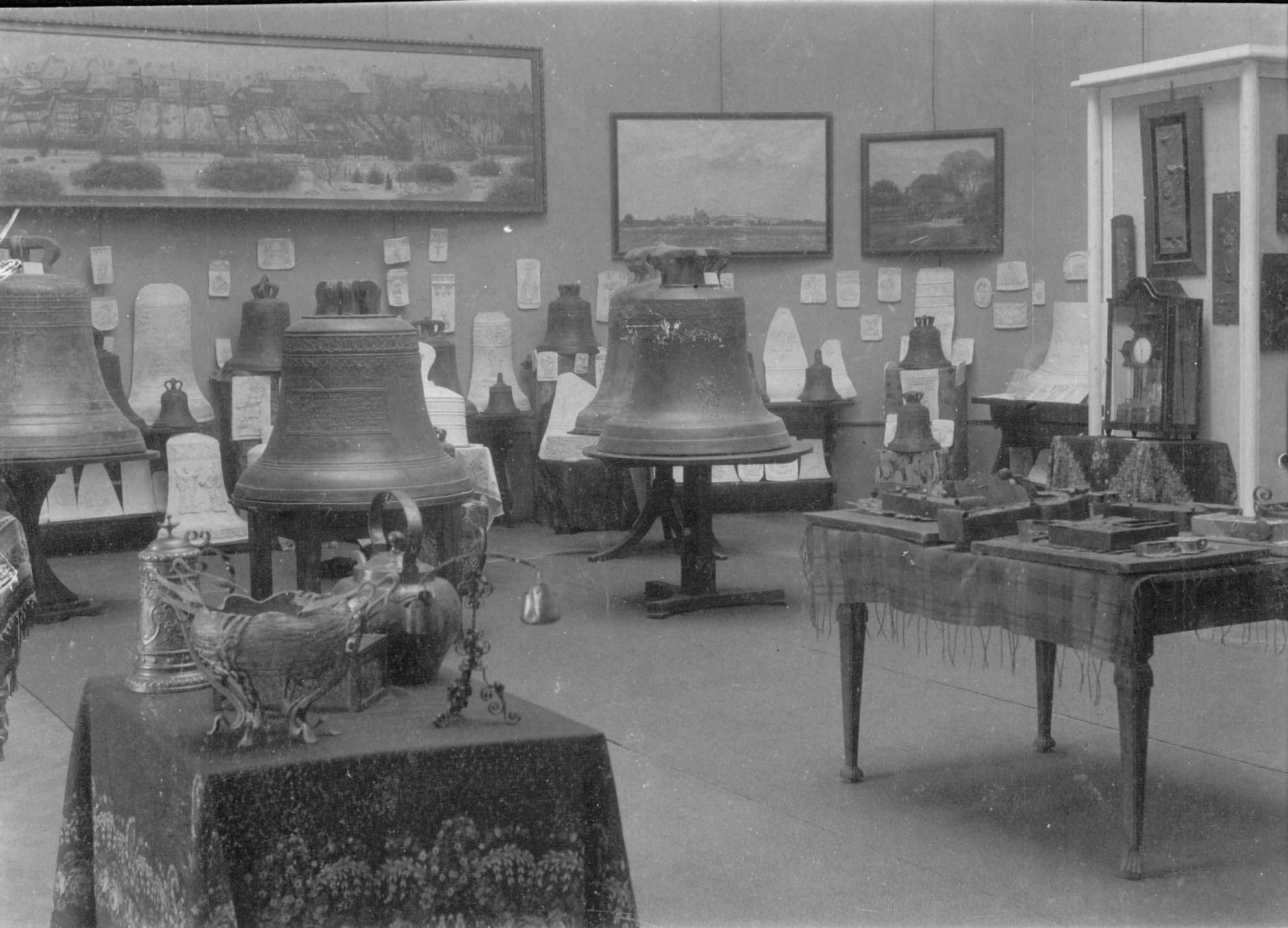
výstava Nové předměty a odlitky zvonů ve sbírkách muzea, 7. 10. –⁠ 4. 11. 1917

### 20. léta 20. století
| Rok       | Název výstavy | Termín                              | Pořadatel | Umístění                                                                  | Návštěvnost          | Poznámky |
| --------- | --- | ----------------------------------- | --- | ------------------------------------------------------------------------- | -------------------- | --- |
| 1920      | Obrazy a keramika z Telče a z Bechyně | 8. až 14. ledna                     | MPM |                                                                           |                      | |
| 1920      | Václav Šrámek z Třebechovic, obrazy | 20. ledna až 10. února              | MPM |                                                                           |                      | prodejní výstava; vstupné 1 K |
| 1920      | Naše dílo | 15. února až 12. března             | MPM |                                                                           |                      | vstupné 1 K |
| 1920      | Hradečtí výtvarníci: Šimon, Škrábal, Škodová | 21. března až 15. dubna             | MPM |                                                                           |                      | prodejní výstava; vstupné 1 K; umělci: Liboslav Šimon, Rudolf Škrábal, Emča Škodová, Josef Škoda |
| 1920      | Bohumil Kubišta, posmrtná výstava | 1. až 18. května                    | MPM |                                                                           |                      | vstupné 1 K |
| 1920      | Bohumil Lizner, obrazy | 1. až 30. července                  | MPM |                                                                           |                      | vstupné 1 K |
| 1920      | Východočeská vzorková výstava | 1. až 30. července                  | MPM |                                                                           |                      | |
| 1920      | Legionářská výstava 4. čs. pěšího pluku Prokopa Velikého (Legionářská výstava snímků, obrázků z bojů 4. střeleckého pluku Prokopa Velikého Na Rusi | 24. října až 10. listopadu          | MPM |                                                                           |                      | vstupné 3 K |
| 1920      | Jindřich Vlček, akvarely | 15. listopadu až 14. prosince       | MPM; spolupráce: Památník Odboje                                                                                 |                                                                           |                      | Jindřich Vlček, malíř legionář |
| 1921      | Kruh výtvarných umělkyň Praha | 13. až 31. března                   | MPM |                                                                           | 699 osob             | vstupné 1 K; umělci: J. Burghauserová, Z. Burghauserová, M. Dokoupilová, V. Dysmanová, M. Fialová, M. Fischerová-Kvěchová, O. Fridrichová-Steinzová, V. Hachla-Myslivečková, O. Hlavínová, M. Chodounská, L. Jenšovská, M. Kálalová, M. Kredbová, J. Křížková, A. Lukášová, J. Michálková, A. Mokrá, M. Moravcová, A. Sequencová, Z. Severová, Z. Starchová, H. Šrámková, B. Vohánková, J. Winterová-Mezerová, M. Podhajská, A. Macková                |
| 1921      | Práce státní odborné školy pro umělecko-průmyslové zpracování kovů                                                                                 | 26. června až 17. července          | MPM |                                                                           | 1 552 osob           | |
| 1921      | Společnost architektů | 23. července až 7. srpna            | MPM |                                                                           | 450 osob             | |
| 1921      | Obrazy a plastiky českých umělců ze soukromého majetku v Hradci Králové                                                                            | 21. srpna až 2. října               | MPM |                                                                           | 2 500 osob           | zápůjčka 188 obrazů a plastik (díla od 19. stol. po současnost) od 31 sběratelů |
| 1921      | Památník odboje, ruští legionáři – výtvarníci | 23. října až 6. listopadu           | MPM |                                                                           | 600 osob             | umělci: O. Matoušek, M. Smolka, V. Nikodém, J. Vlček, J. Malý, J. Pištělka aj. |
| 1921      | Vánoční tržnice | 8. až 12. prosince                  | MPM |                                                                           |                      | |
| 1922      | České sklo | 15. až 29. ledna                    | MPM, spolupráce: Ústav pro zvelebování živností                                                                  |                                                                           | přes 12 000 osob     | |
| 1922      | Soutěžní návrhy a novostavby sokolovny a stadionu v Hradci Králové                                                                                 | 5. až 19. února                     | MPM |                                                                           |                      | |
| 1922      | Jaroslav Rérych, krajiny, portréty, kresby | 26. února až 25. března             | MPM |                                                                           |                      | vstupné 2 K, prodejní výstava |
| 1922      | Podkarpatská keramika z okolí Užhorodu | 2. až 14. dubna                     | MPM |                                                                           |                      | prodejní výstava |
| 1922      | Práce kuchařské a číšnické školy | 15. až 18. dubna                    | MPM |                                                                           | 4 500 osob           | |
| 1922      | Koberce a umělecký průmysl "SUP" | 14. až 31. května                   | MPM |                                                                           |                      | dále vystaveny práce Mil. Dokoupilové a obrazy Adolfa Doležala (Kukleny) |
| 1922      | Osvětová a mravní výchova ve vojsku | 4. až 6. června                     | MPM, spolupráce Odbočka Svazu čsl. důstojníků v HK) u příležitosti odhalení pomníku Svobody v Jiráskových sadech |                                                                           |                      | |
| 1922      | S. V. U. Hollar, Praha a Ladislav Beneš, plastiky                                                                                                  | 15. června až 19. července          | MPM |                                                                           | 600 osob             | vstupné 2 K, prodejní výstava |
| 1922      | Řemeslnické práce učňů a mladistvého dělnictva českého severovýchodu                                                                               | 27. srpna až 10. září               | MPM, spolupráce: ústřední výstavní výbor v Hořicích                                                              |                                                                           |                      | |
| 1922      | Augustin Mervart, obrazy z Valašska | 3. až 24. září                      | MPM |                                                                           | 1 300 osob           | prodejní výstava |
| 1922      | O. Bubeníček – Č. Jelínek – J. Fiala, obrazy | 28. září až 20. října               | MPM, spolupráce: Družstvo pro stavbu Sokolovny                                                                   |                                                                           | 1 800 osob           | |
| 1922      | Poštovní známky | 28. října až 2. listopadu           | MPM |                                                                           |                      | |
| 1922      | J. Konůpek – grafika, L. Kubíček – plastiky, B. Gabrielová – keramika, Artěl, Praha, práce dětí ze škol                                            |                                     | MPM |                                                                           |                      | |
| 1922      | Václav Radimský, Polabské nálady | 8. až 31. prosince                  | MPM |                                                                           | 1 000 osob           | vstupné 2 K, prodejní výstava |
| 1923      | Dálný Východ v obrazech Václava Fialy | 4. až 25. února                     | MPM |                                                                           | 686 osob             | prodejní výstava; obrazy z Japonska, ostrovů Tichého oceánu, Dálného východu |
| 1923      | Plakát ve sbírkách muzea | 25. března až 8. dubna              | MPM |                                                                           | přes 500 osob        | umělci: Hynais, Marold, Mucha, Švabinský i zahraniční(Francie, Anglie, Itálie, Německo) |
| 1923      | Stavební živnosti a průmysl | 22. dubna až 6. května              | MPM | všechny prostory muzea i prostor nábřeží před budovou                     |                      | z akce obraz Ad. Doležala s pohledem na výstaviště a muzeum, věnován Františku Ulrichovi, ten poté věnoval obraz muzeu |
| 1923      | Jean d'Ylen, francouzský plakát | 20. května až 10. června            | MPM |                                                                           |                      | plakáty i dalších umělců ze sbírky závodu J. Zieglosera v Praze; dále soutěžní návrhy plakátů výstavy stavebních živností a průmyslu |
| 1923      | Práce slepců | 4. až 18. června                    | MPM |                                                                           | 400 osob             | |
| 1923      | O. Sedloň, obrazy | 8. až 29. července                  | MPM |                                                                           | 800 osob             | vstupné 2 K, prodejní výstava |
| 1923      | Výstava prací učňů (Komorní výstava učňovských prací)                                                                                              | 12. až 19. července                 | MPM, spolupráce Ústav pro zvelebování živností v HK                                                              |                                                                           |                      | prodejní výstava |
| 1923      | Výstava módy 1923 | 1. až 10. září                      | MPM |                                                                           |                      | místní módní, krejčovské, obuvnické a kloboučnické závody a firmy |
| 1923      | A. Moravec – V. Silovský – J. Rambousek, grafika                                                                                                   | 23. září až 7. října                | MPM |                                                                           | 800 osob             | vstupné 2 K, prodejní výstava |
| 1923      | E. Kodet a F. Líbal, plastiky a obrazy | 14. října až 4. listopadu           | MPM |                                                                           | přes 1 200 osob      | vstupné 3 K, prodejní výstava |
| 1923      | Brněnští výtvarníci | 11. listopadu až 2. prosince        | MPM |                                                                           | 698 osob             | vstupné 2 K, akademičtí malíři: J. Antoš, L. Dvořáček, F. Koudelka, S. de Pian, sochař R. Březa, architekt B. Fuchs; prodejní výstava |
| 1924      | František Horký, grafika a obrazy z Orlických hor a Štramberka                                                                                     | 3. až 24. února                     | MPM |                                                                           | přes 1 200 osob      | prodejní výstava |
| 1924      | 100 let od narození Bedřicha Smetany | 2. až 15. března                    | MPM |                                                                           |                      | |
| 1924      | Max Švabinský, obrazy a grafika | 23. března až 23. dubna             | MPM |                                                                           | přes 3 000 osob      | zápůjčky děl od soukromníků; částečně prodejní výstava |
| 1924      | 2. souborná výstava Augustina Mervarta | 1. až 25. května                    | MPM |                                                                           | přes 2 000 osob      | vstupné 2,50 K, prodejní výstava |
| 1924      | Technická práce v severovýchodních Čechách | 7. až 15. června                    | MPM |                                                                           |                      | k IV. sjezdu SIA |
| 1924      | Dr. Desiderius, Veselé kresby (Hugo Boettinger) | 1. až 22. června                    | MPM |                                                                           |                      | prodejní výstava |
| 1924      | Retrospektivní výstava prací st. odborné školy pro umělecko-průmyslové zpracování kovů                                                             | 29. června až 28. července          | MPM |                                                                           | přes 1 200 osob      | prodejní výstava |
| 1924      | Výstava Českolužického spolku Ad. Černý v Praze | 29. června až 28. července          | MPM | čítárna muzea                                                             |                      | k 60. narozeninám A. Černého - Rokyty |
| 1924      | Výstava sociální péče, práce dětí z Hradecka, Orlických hor, Valašska                                                                              | 5. až 28. října                     | MPM |                                                                           |                      | |
| 1924      | Výstava výtvarného odboru Umělecké besedy, Praha                                                                                                   | 16. listopadu až 9. prosince        | MPM |                                                                           |                      | vstupné 3 K, umělci: E. Frynta, M. Holý, M. Kopřiva, P. Kotík, A. Moravec, G. Musatov, V. Rabas, V. Rada, V. Sedláček, L. Sutnar, B. Ulrych, V. Živec, L. Málková-Ondrušová, B. Mudroch; prodejní výstava |
| 1924–1925 | Slovenské výtvarné umění a umělecký průmysl SUB, Bratislava, Detva, Sup, Modra                                                                     | 8. prosince 1924 až 7. ledna 1925   | MPM |                                                                           | přes 3 000 platících | vystavuje Výtvarný odbor S.U.B.v Bratislavě, S.U.P. v Bratislavě, ""Detva"" (ústav pro lidové umění v Bratislavě), dále vystavují: J. Alexy, J. Augusta, M. Galanda, J. Jareš, G. Mallý, A. Petříček, Š. Polkoráb, L. Rambouská, J. Votruba, I. Žabota, A. Balán, J. Grossmann, J. Chorvát, J. Jareš, A. Pinkas, V. Šebor, K. Šilinger, B. Weinwurm, Č. Vořech; prodejní výstava                                                                       |
| 1925      | Jihoslovanské motivy Stanislava Feikla a plastiky Josef Paši, čl. Mánesa                                                                           | 18. ledna až 8. února               | MPM |                                                                           | 1 200 osob           | vstupné 2,50 Kč, prodejní výstava |
| 1925      | Oldřich Koníček a Břetislav Benda, obrazy a sochy                                                                                                  | 15. února až 8. března              | MPM |                                                                           |                      | vstupné 3 Kč, prodejní výstava |
| 1925      | J. Č. U. V. Praha, souborná výstava Jednoty umělců výtvarných                                                                                      | 15. března až 5. dubna              | MPM |                                                                           |                      | umělci: J. Šejnost, J. Obrovský, V. Hlava, F. Jakub, J. Procházka, J. Loukota, F. Líbal, J. Pašek, J. Novák, F. Holan, F. Jelínek, R. Puchold, A. Frolka, O. Cihelka, K. Suchlík, J. T. Blažek, C. Jelínek, F. Hofman, J. Bubeníček, J. Svoboda, Č. Choděra, F. Vavřina, F. X. Diblík, A. Boudová, J. Fiala, O. Homoláč, E. Schovánek, Z. S. Špringerová, F. Naske, V. Hlava, V. Röhling, B. Jaroněk; prodejní výstava                                 |
| 1925      | Výstava učebních pomůcek pro školy | 12. až 26. dubna                    | MPM, spolupráce: Župní pedagogické muzeum v Hradci Králové                                                       |                                                                           |                      | vstupné 3 Kč |
| 1925      | Zdravotnická výstava | 31. května až 12. června            | MPM, spolupráce: Ministerstvo veřejného zdravotnictví a tělesné výchovy                                          | ve všech prostorách muzea i na okolních prostranstvích                    |                      | |
| 1925      | F. X. Procházka, obrazy a studie zvířat | 13. až 28. září                     | MPM |                                                                           | 1 400 osob           | vstupné 3 Kč, prodejní výstava |
| 1925      | Výstava průmyslové propagandy | 4. až 18. října                     | MPM, spolupráce: Ústav k podpoře průmyslu obchodní a živnostenské komory v Praze                                 |                                                                           |                      | vstupné 1 Kč |
| 1925      | Alois Moravec – Jan Pašek – Bohumil Ullrych, obrazy a grafika                                                                                      | 25. října až 8. listopadu           | MPM |                                                                           |                      | vstupné 3 Kč, prodejní výstava |
| 1925      | Výstavka Ústavu pro stavbu měst při Masarykově akademii práce v Praze                                                                              | 10. až 15. listopadu                | MPM | čítárna muzea                                                             |                      | vstup volný |
| 1925      | Adolf Doležal, obrazy a kresby | 15. listopadu až 6. prosince        | MPM |                                                                           |                      | vstupné 3 Kč, prodejní výstava |
| 1925–1926 | Spolek výtvarných umělců Mánes, souborná výstava                                                                                                   | 13. prosince 1925 až 10. ledna 1926 | MPM |                                                                           |                      | umělci: V. Beneš, B. Dvořák, E. Filla, J. Grus, J. Hubáček, F. Janoušek, O. Koníček, R. Lauda, F. Muzika, O. Nejedlý, R. Kremlička, A. Procházka, J. Rambousek, J, Slavíček, J. Gočár, P. Janák, l. Machoň, O. Novotný, V. Stretti, B. Jelínková, V. Špála, S. Tonderová-Zátková, J. Trampota, A. Zeyer, B. Benda, K. Dvořák, O. Gutfreund, J. Horejc, B. Kafka, J. Lauda, K. Pokorný, O. Španiel, O. Švec; prodejní výstava                           |
| 1926      | Zimní krajina | 30. ledna až 28. února              | MPM, spolupráce: Český ski klub                                                                                  |                                                                           | 2 227 osob           | vstupné 3 Kč, prodejní výstava; umělci: J. Antoš, O. Blažíček, O. Bubeníček, A. Doležal, C. Freitag, J. Grus, R. Havelka, F. Holana, F. Horký, F. K. Hron, A. Hudeček, A. Kalvoda, O. Koníček, F. Kaván, K. Langr, F. Líbal, B. Lizner, A. Mervart, J. Písecký, J. Rérych, O. Sedloň, J. Trampota, J. Ullman, J. Votruba, E. Hlavica, L. Kubíček |
| 1926      | Václav Radimský, obrazy | 7. až 21. března                    | MPM |                                                                           | 500 osob             | vstupné 3 Kč, prodejní výstava |
| 1926      | Druhá výstava Českého klubu fotografů amatérů | 28. března až 11. dubna             | MPM |                                                                           |                      | 114 vystavovatelů z ČSR |
| 1926      | Kočovná elektrovýstava ESČ | 22. až 25. května                   | MPM |                                                                           |                      | |
| 1926      | Hugo Boettinger, souborná výstava obrazů | 25. dubna až 7. května              | MPM |                                                                           | přes 1 000 osob      | vstupné 3 Kč, prodejní výstava |
| 1926      | Adolf Zahel, souborná výstava obrazů | 13. června až 18. července          | MPM |                                                                           | 700 osob             | vstupné 3 Kč, prodejní výstava |
| 1926      | Letecká výstava | 19. září až 3. října                | MPM, spolupráce: pobočka Masarykovy letecké ligy                                                                 | ve všech prostorách muzea a před budovou ve čtyřech hangárech             |                      | |
| 1926      | Spolek výtvarných umělců Mánes, členská výstava grafiků                                                                                            | 24. října až 14. listopadu          | MPM |                                                                           | 620 osob             | vstupné 3 Kč, prodejní výstava; vystavující umělci: A. J. Alex, Fr. Bílek, P. Dilinger, Fr. Kobliha, R. Lauda, A. Majer, A. Naumann, J. Rambousek, V. Silovský, V. Stretti, J. Stretti - Zamponi, T. F. Šimon, K. Tondl, K. Vik, J. C. Vondrouš |
| 1926–1927 | Sdružení výtvarných umělců severočeských | 12. prosince 1926 až 9. ledna 1927  | MPM |                                                                           |                      | |
| 1927      | Výstava východočeského Radioklubu v Hradci Králové                                                                                                 | 8. až 16. ledna                     | MPM |                                                                           |                      | |
| 1927      | Jaroslav Votruba – Alois Bučánek, obrazy, grafika a sochy                                                                                          | 13. února až 7. března              | MPM |                                                                           | 927 osob             | vstupné 3 Kč, prodejní výstava |
| 1927      | Ludvík Kuba, souborná výstava obrazů, akvarelů a kreseb                                                                                            | 3. až 29. dubna                     | MPM, spolupráce: Odbor československo-jihoslovanské ligy v Hradci Králové                                        | MPM, spolupráce: Odbor československo-jihoslovanské ligy v Hradci Králové | 1 230 osob           | vstupné 3 Kč, prodejní výstava |
| 1927      | Jan Lauschmann, fotografie 1922–1927 | 1. až 8. května                     | MPM |                                                                           | 580 osob             | |
| 1927      | Dánská architektura | 26. května až 2. června             | MPM, spolupráce: čs.- dánská společnost v Praze                                                                  | čítárna muzea                                                             |                      | vstupné 1 Kč; vystaven soubor reprodukcí prací dánských architektů: S. C. Larsena, prof. J. Bentensena, K. Fiskera, prof. K. Gotloba, G. N. Brandta, prof. E. Thomsena, K. Kinta a jejich žáků |
| 1927      | 10 let pěšího pluku 4 Prokopa Velikého, výstava památek                                                                                            | 29. května až 11. září              | MPM |                                                                           |                      | výstava památek při oslavách 10. výročí založení pěšího pluku 4 Prokopa Velikého a sjezdu příslušníků býv. 4 čs. střel. pluku Prokopa Velikého a býv. pluku č. 18 |
| 1927      | Souborná výstava obrazů Jana Trampoty z Orlických hor                                                                                              | 19. června až 10. července          | MPM |                                                                           |                      | vstupné 3 Kč, prodejní výstava, ta samá výstava pravděpodobně uspořádána i 3.-11. září 1927 |
| 1927      | Antonín Waldhauser a staromistrovská grafika domácí i cizí                                                                                         | 18. září až 9. října                | MPM |                                                                           | 760 osob             | vstupné 3 Kč, prodejní výstava |
| 1927      | 21 lokomotiv Dr. Desidera |                                     | MPM |                                                                           |                      | |
| 1927      | Richard Lauda, obrazy, grafika, kresby | 16. října až 6. listopadu           | MPM |                                                                           | 890 osob             | prodejní výstava |
| 1927      | Třetí výstava Českého klubu fotografů amatérů | 20. až 27. listopadu                | MPM |                                                                           | 647 osob             | vystavující umělci: V. Audrlický, B. Blahoslav, J. Fogl, J. Brix, K. Dolanský, M. Duchoň, R. Forst, R. Helvich, A. Hiršl, K. Chráska, ing. F. Kepka, A. Kohoutek, ing. J. Krupka, A. Malcová, V. Mánek, ing. S. Markovič, A. Mráz, PhDr. Č. Mrázek, ing. R. Neumann, Č. Slavík, J. Šejvl, Z. Šindelář, A. Ungerman, F. Vachek, ing. J. Vostřel |
| 1927      | Slovenská umelecká beseda, souborná výstava (XIX. Výstava výtvarného odboru Umelecké besedy slovenské v Bratislavě)                                | 20. listopadu až 4. prosince        | MPM |                                                                           | 647 osob             | vystavující umělci: J. Augusta, M. Benka, A. Holub, A. Hosenedlová, J. Jareš, J. Korezska, V. Krupec, J. Ladvenica, G. Mallý, J. Mandel, A. Petříček, L. Rambouská, M. Schurmann, K. Srp, J. Tomec, J. Tuma, J. Votruba, F. Duša, M. Galanda, A. Petříček, J. PokA. Balán, J. Grossmann, F. Faulhammer, D. Jurkovič, M. Josef, J. Nowotný, A. Szalatnai, V. Šebor, K. Šilinger, průmyslový závod ""Detva""; prodejní výstava (v katalogu uvedeny ceny) |
| 1927      | Výstava prací zemské školy gobelínové a kobercové ve Valašském Meziříčí                                                                            | 11. až 27. prosince                 | MPM |                                                                           |                      | prodejní výstava; k příležitosti výstavy v kinu Sokol promítán film o výrobě gobelínů |
| 1928      | Otto Gutfreund, posmrtná výstava | 22. ledna až 5. února               | MPM |                                                                           | přes 800 osob        | vstupné 3 Kč, prodejní výstava |
| 1928      | Soutěžní plány (návrhy) na stavbu státní průmyslové školy                                                                                          | 8. až 15. února                     | MPM |                                                                           |                      | návrhy od 30 autorů |
| 1928      | Zdeněk Kratochvíl, karikatury, kresby | 19. února až 11. března             | MPM, spolupráce: odbor Masarykovy ligy v Hradci Králové                                                          |                                                                           | 700 osob             | vstupné 3 Kč, prodejní výstava |
| 1928      | Tavík František Šimon, soubor grafik, kreseb a obrazů                                                                                              | 1. až 23. dubna                     | MPM |                                                                           | 1 200 osob           | vstupné 3 Kč, prodejní výstava |
| 1928      | Otakar Štáfl, obrazy a kresby z Vysokých Tater a jiných míst                                                                                       | 29. dubna až 17. května             | MPM |                                                                           |                      | vstupné 3 Kč, prodejní výstava |
| 1928      | České leptané sklo | 3. až 18. června                    | MPM, spolupráce: Sklářský ústav v Hradci Králové                                                                 |                                                                           | 3 996 osob           | vystavovalo 22 sklářských firem, vstupné 3 Kč |
| 1928      | Václav Leo Anderle, Lovecké motivy (Lovecké a jiné obrazy)                                                                                         | 16. července až 6. srpna            | MPM |                                                                           | 600 osob             | u příležitosti lesnického sjezdu v Hradci Králové |
| 1928      | František Charvát, Podkrkonošské motivy, souborná výstava                                                                                          | 16. září až 7. října                | MPM |                                                                           | 700 osob             | vstupné 3 Kč, prodejní výstava |
| 1928      | Rudolf Kremlička, soubor kreseb a obrazů | 21. října až 18. listopadu          | MPM |                                                                           | 800 osob             | vstupné 3 Kč, prodejní výstava |
| 1928–1929 | Jindra Vlček, obrazy, akvarely a kresby | 2. prosince 1928 až 6. ledna 1929   | MPM |                                                                           | 1 600 osob           | vstupné 4 Kč, prodejní výstava |
| 1929      | Propagační letáky a plakáty sociální a zdravotní péče evropských, asijských a amerických států                                                     | 20. ledna až 3. února               | MPM, spolupráce: okresní péče o mládež a Lidový ústav sociální zdravotní péče v Hradci Králové                   |                                                                           | 400 osob             | |
| 1929      | Sdružení výtvarných umělců severočeských, členská výstava = XXVI. Souborná výstava                                                                 | 17. března až 7. dubna              | MPM |                                                                           | 632 osob             | vstupné 3 Kč, prodejní výstava; vystavující umělci: Z. Dvořák, Z. Eichler, J. Fučík, F. Hromádko, F. Charvát, A. Kalous, V. Kautský, J. Lenhart, S. Matějček, C. Nestoupil, F. Soukup, J. Vlček, J. Vávra, B. Zvěřina, K. Beneš, J. Rejchl, J. Škoda |
| 1929      | František Šindelář, krajina Itálie a Sicilie, souborná výstava                                                                                     | 14. dubna až 5. května              | MPM |                                                                           | 675 osob             | vstupné 3 Kč, prodejní výstava |
| 1929      | Výstava památek Spolku divadelních ochotníků "Klicpera"                                                                                            | 12. až 26. května                   | MPM |                                                                           | cca 700 osob         | u příležitosti 60. výročí založení spolku |
| 1929      | Sklo státní odborné školy sklářské v Železném Brodě                                                                                                | 2. až 12. června                    | MPM |                                                                           |                      | |
| 1929      | Václav Radimský, motivy z Polabí – Ladislav Sutnar, fotomontáže                                                                                    | 29. června až 21. července          | MPM |                                                                           | 592 osob             | vstupné 3 Kč, prodejní výstava |
| 1929      | Bohumil Stanislav Urban – Antonie S. Urbanová, obrazy a plastiky                                                                                   | 15. září až 6. října                | MPM |                                                                           |                      | prodejní výstava |
| 1929      | Moderní čs. textil | 12. až 28. října                    | MPM, spolupráce: Svaz československého díla v Praze                                                              |                                                                           |                      | vstupné 3 Kč, výtvarný návrh výstavy Ladislav Sutnar, u příležitosti 1. sjezdu Svazu čsl. díla v Hradci Králové, účast 20 firem |
| 1929      | Radiovýstava, přístroje a pomůcky | 1. až 11. listopadu                 | MPM |                                                                           | přes 1 000 osob      | |
| 1929      | Jaroslav Horejc – Bohumil Lizner, sochy, obrazy a kresby                                                                                           | 17. listopadu až 8. prosince        | MPM |                                                                           | 739 osob             | vstupné 4 Kč, prodejní výstava |
| 1929      | Emanuel Salomon Friedberg-Mírohorský (1829–1908), akvarely a kresby                                                                                | 24. listopadu až 29. prosince       | MPM | čítárna muzea                                                             |                      | vstup volný, prodejní výstava |
| 1929–1930 | Krásná jízda Družstevní práce 1929 | 15. prosince 1929 až 12. ledna 1930 | MPM, spolupráce: místní skupina Družstevní práce                                                                 |                                                                           | 1 618 osob           | - vystavující: Jan Trampota, Vojtěch Sedláček, Josef Škoda, Josef Sudek; - vystaveny tři interiéry, obrazy, plastiky, hračky, keramika a knihy vydané Družstevní prací |

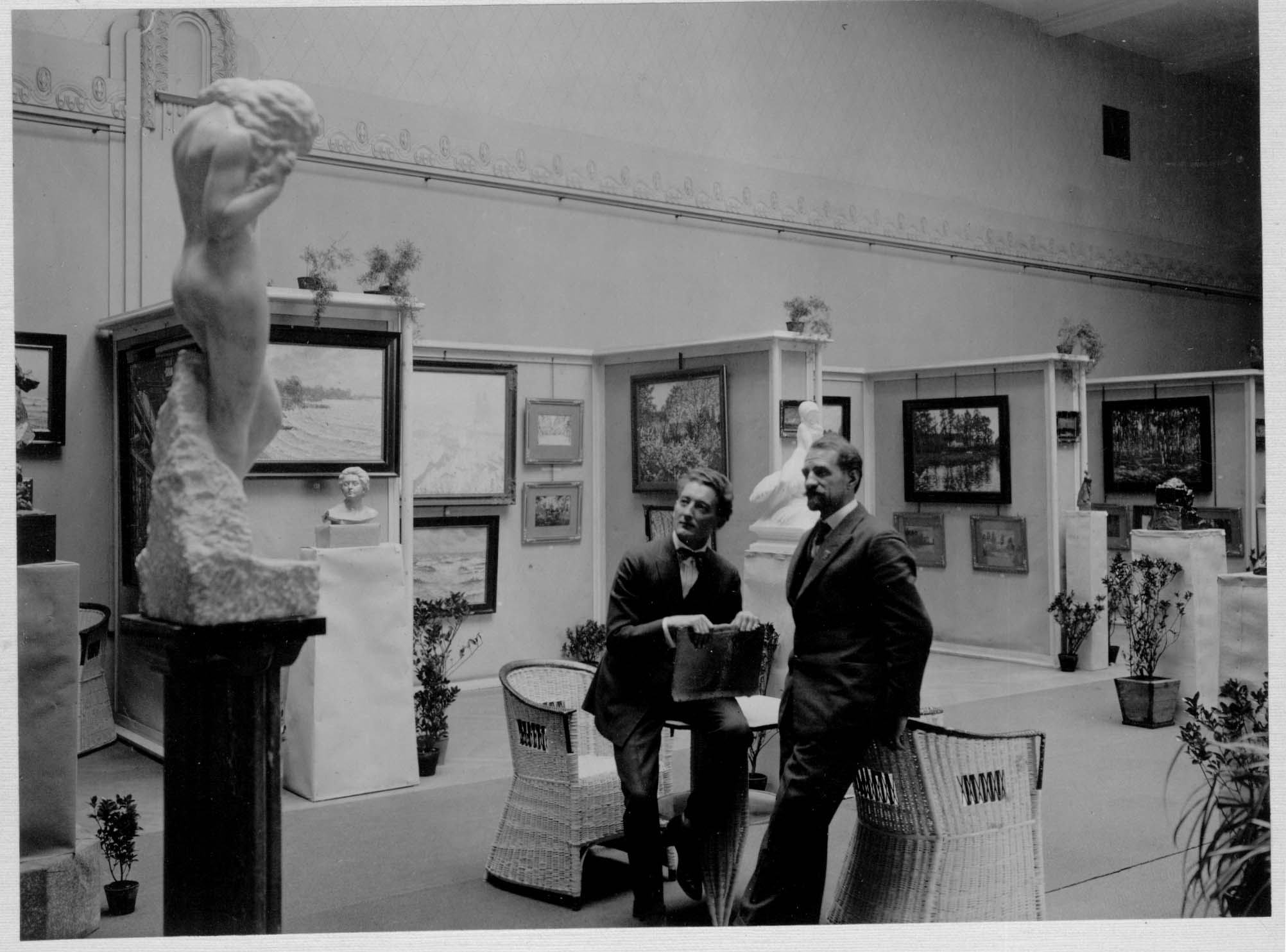
výstava E. Kodet a F. Líbal, plastiky a obrazy, 14. 10. –⁠ 4. 11. 1923
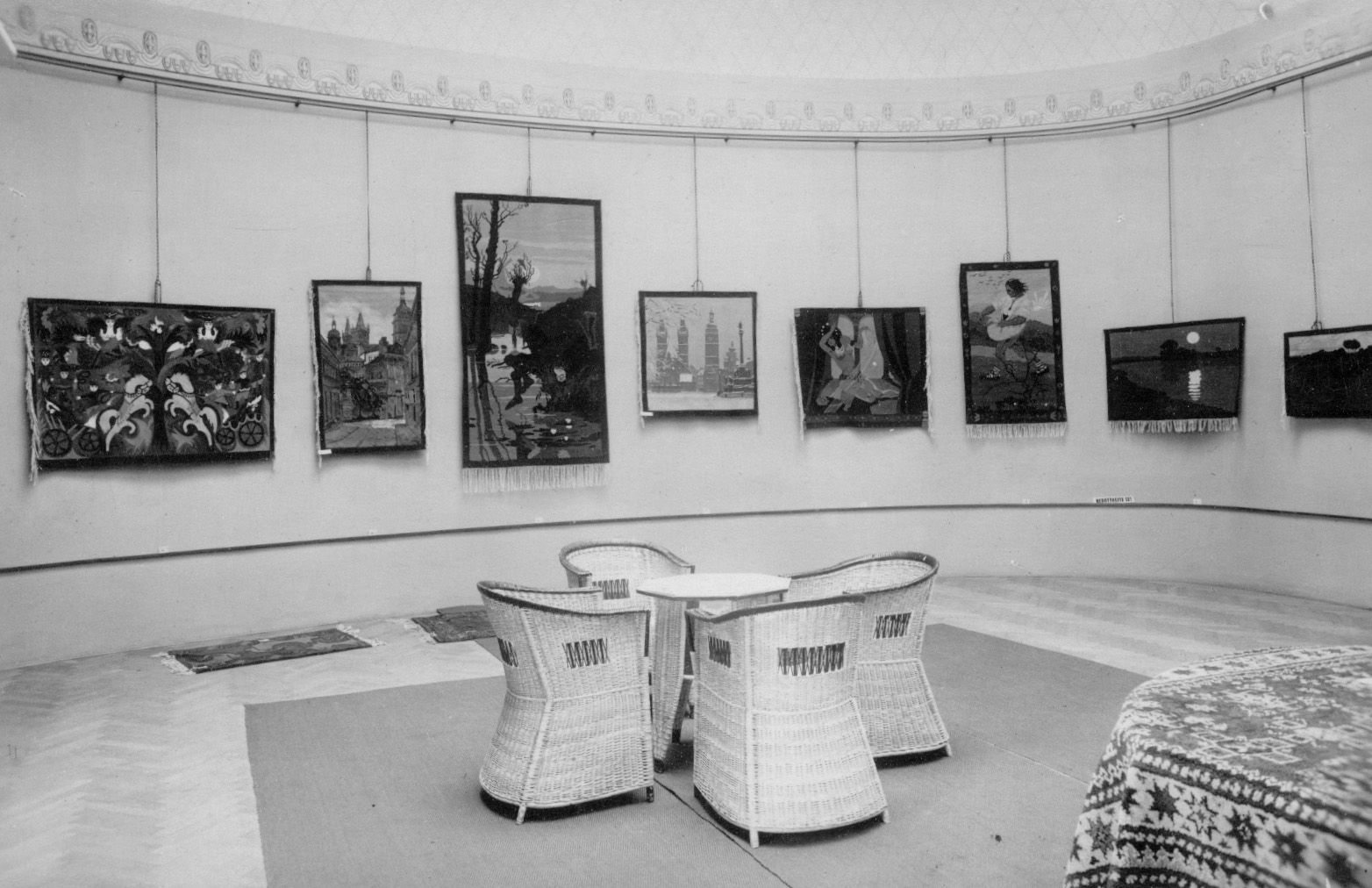
Výstava Zemské školy gobelínové Valašské Meziříčí, 11. –⁠ 27. 12. 1927
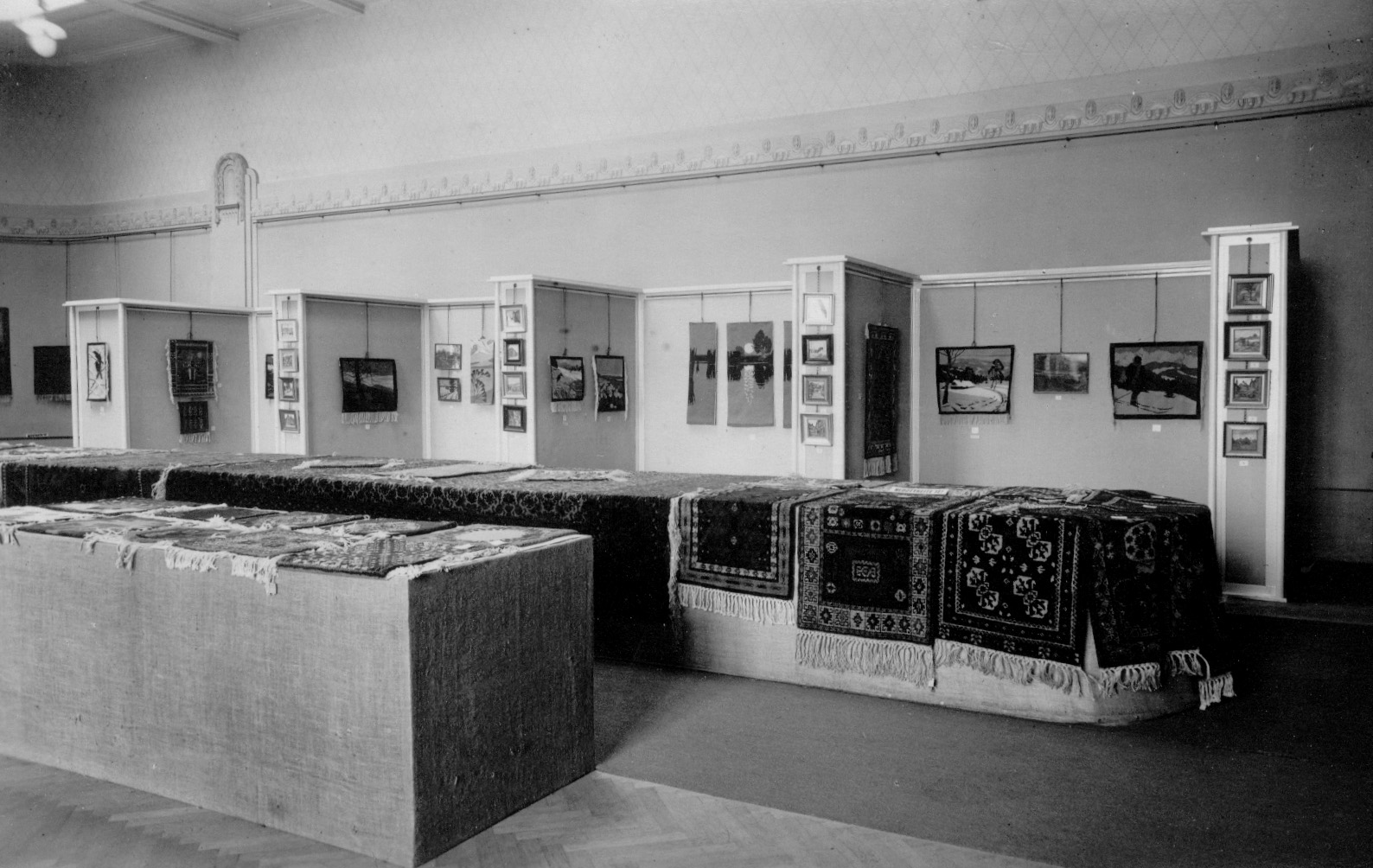
Výstava Zemské školy gobelínové Valašské Meziříčí, 11.–⁠ 27. 12. 1927
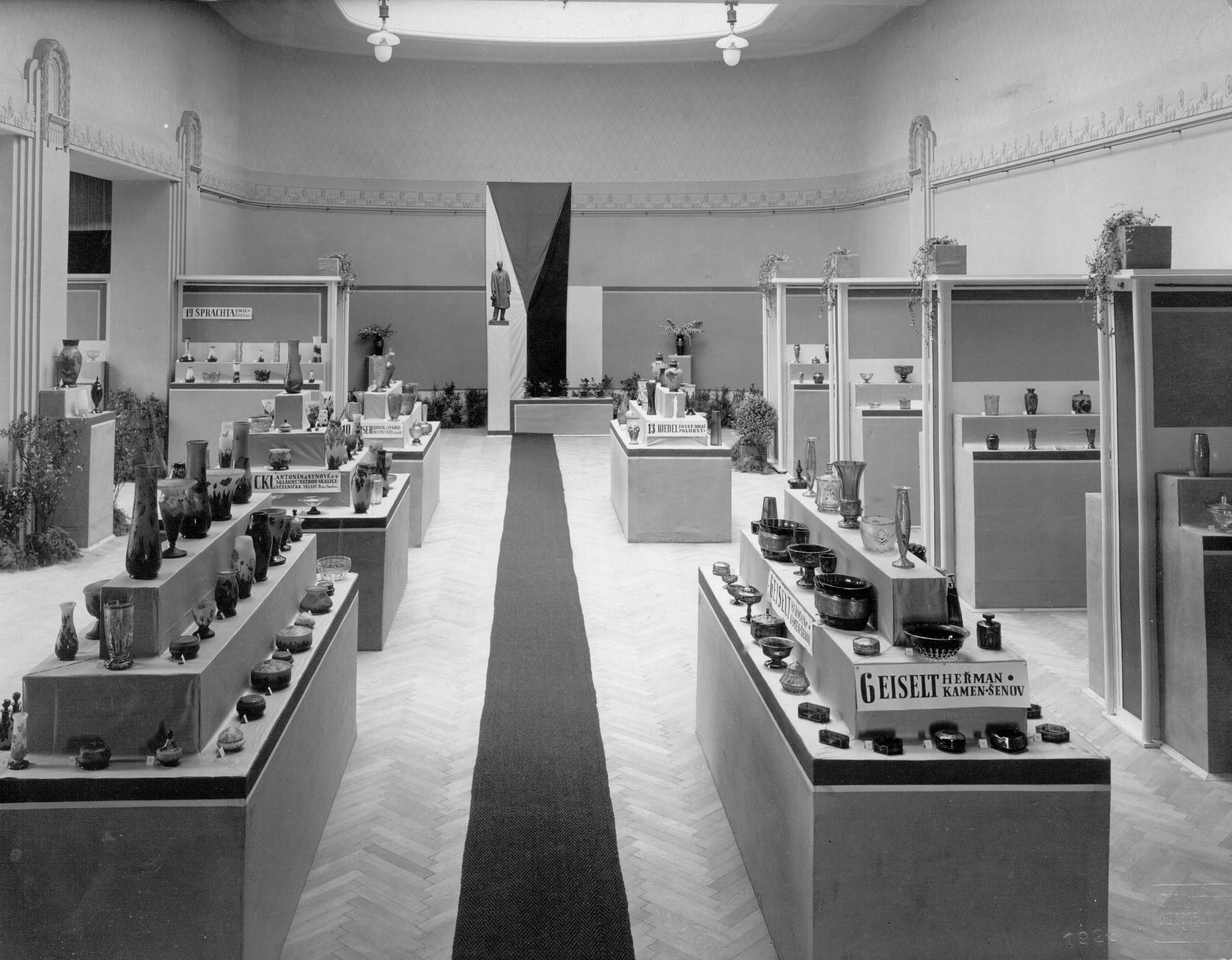
České leptané sklo, 3. 6. –⁠ 18. 6. 1928

### 30. léta 20. století
| Rok       | Název výstavy | Termín                                                  | Pořadatel                                                                             | Umístění                                 | Návštěvnost                                                     | Poznámky |
| --------- | --- | ------------------------------------------------------- | ------------------------------------------------------------------------------------- | ---------------------------------------- | --------------------------------------------------------------- | --- |
| 1930      | Josef Váchal, dřevoryty (souborná výstava grafiky)                                                                                       | 12. ledna až 30. března                                 | MPM                                                                                   | čítárna                                  | 700 osob                                                        | vstup volný, prodejní výstava |
| 1930      | Maxmilián Pirner, Jan Preisler a Vlaho Bukovac ve sbírce náchodského továrníka Leo Strasse                                               | 19. ledna až 16. února                                  | MPM                                                                                   |                                          | 917 osob                                                        | vstupné 3 Kč |
| 1930      | Spolek výtvarných umělců, Brno, souborná výstava prací                                                                                   | 23. února až 16. března                                 | MPM                                                                                   |                                          | 682 osob                                                        | vstupné 3 Kč, prodejní výstava; autoři: L. Dvořáček, B. Fuchs, A. Handzel, J. Král, V. Kristin, A. Procházka, L. Procházková, F. Srp, F. Süsser, V. Vokálek, L. Žák, E. Stavinoha |
| 1930      | Souborná výstava prací členů sdružení českých umělců grafiků Hollar; Helena Johnová – Josef Škoda, grafika, plastiky                     | 30. března až 1. května                                 | MPM                                                                                   |                                          | 750 osob                                                        | vstupné 3 Kč, prodejní výstava, vystavující: A. J. Alex, C. Bouda, Z. Braunerová, P. Dilinger, B. Jaroněk, F. Kobliha, A. Majer, A. Moravec, A. Nauman, J. Rambousek,P. Rosová-Vicenová, V. Silovský, J. Stretti-Zamponi, V. Stretti, T. F. Šimon, Dr. Karel Tondl, K. Vik, J. C. Vondrouš; Helena Johnová: grafické listy a majoliky; Josef Škoda: plastiky |
| 1930      | Anto Trstenjak, obrazy, akvarely a kresby                                                                                                | 11. května až 9. června                                 | MPM, spolupráce: čsl.- jihoslovanská liga a česko-lužický spolek v Hradci Králové     |                                          | 386 osob                                                        | vstupné 3 Kč, prodejní výstava |
| 1930      | Výstava grafiky Hollar | 1. až 29. června                                        | MPM                                                                                   |                                          |                                                                 | |
| 1930      | I. putovní výstava východočeských klubů fotografů amatérů                                                                                | 7. až 15. června                                        | MPM                                                                                   |                                          |                                                                 | |
| 1930      | Soutěžní návrhy na stavbu obecné a měšťanské školy v Pojizeří                                                                            | 7. až 15. června                                        |                                                                                       |                                          |                                                                 | |
| 1930      | Pirotské koberce a jihoslovanský drobný umělecký průmysl                                                                                 | 8. až 23. června                                        | MPM                                                                                   |                                          | 400 osob                                                        | |
| 1930      | Antoš Frolka, motivy z moravského Slovácka, akvarely a pastely                                                                           | 21. září až 12. října                                   | MPM                                                                                   |                                          | 1 100 osob                                                      | prodejní výstava |
| 1930      | Václav Špála, souborná výstava | 19. října až 9. listopadu                               | MPM                                                                                   |                                          | 700 osob                                                        | prodejní výstava, doprovodná přednáška |
| 1930      | Anna Macková, dřevoryty (souborná výstava grafických prací)                                                                              | 5. října až 31. prosince                                | MPM                                                                                   |                                          |                                                                 | prodejní výstava |
| 1930      | Čeněk Kvíčala, obrazy | 23. listopadu až 14. prosince                           | MPM                                                                                   |                                          | 720 osob                                                        | prodejní výstava |
| 1930–1931 | Hradečtí umělci – souborná výstava projektů, obrazů a plastik                                                                            | 21. prosince 1930 až 18. ledna 1931                     | MPM                                                                                   |                                          | 600 osob                                                        | vystavující: F. Bartoš, J. Heřman, F. Kratochvíl, B. Lizner, J. Rejchl, K. Seifert, J. Škoda, B. Waigant, M. Waigantová |
| 1931      | Antonín Hudeček – Ladislav Beneš, obrazy a plastiky (souborná výstava)                                                                   | 15. února až 15. března                                 | MPM                                                                                   |                                          | 1 800 osob                                                      | prodejní výstava |
| 1931      | Vojtěch Sedláček, souborná výstava obrazů, akvarelů, kreseb a graf. prací                                                                | 22. března až 12. dubna                                 | MPM, spolupráce: Umělecká Beseda v Praze                                              |                                          | 850 osob                                                        | vstupné 3 Kč, prodejní výstava |
| 1931      | Alois Wierer, obrazy, grafika | 19. dubna až 3. května                                  | MPM                                                                                   |                                          | 660 osob                                                        | vstupné 3 Kč, prodejní výstava |
| 1931      | Jaroslav Veris, obrazy a kresby | 10. až 26. května                                       | MPM                                                                                   |                                          | 750 osob                                                        | vstupné 3 Kč, prodejní výstava |
| 1931      | Památky osvobození 1918 ve výtvarném umění                                                                                               | 31. května až 21. června                                | MPM, spolupráce: museum Památníku národního osvobození v Praze                        |                                          | 4 000 osob                                                      | |
| 1931      | Pestrý týden škole a rodině, hlubotiskové obrazy                                                                                         | 13. až 30. září                                         | MPM, spolupráce: Masarykova vyšší lidová škola okres. osvět. sboru                    |                                          | 1 100 osob                                                      | putovní výstava, doprovodná přednáška |
| 1931      | Vladimír Svoboda, figurální motivy a krajiny                                                                                             | 4. až 18. října                                         | MPM                                                                                   |                                          | 400 osob                                                        | vstupné 3 Kč, prodejní výstava |
| 1931      | Otto Matoušek, obrazy, kresby, grafika                                                                                                   | 25. října až 15. listopadu                              | MPM                                                                                   |                                          | 450 osob                                                        | vstupné 3 Kč, prodejní výstava |
| 1931      | II. východočeská radiovýstava | 22. až 29. listopadu                                    | MPM, spolupráce: Východočeský radioklub                                               |                                          | 4 200 osob                                                      | |
| 1931–1932 | Ilja Repin a skupina ruských malířů z Paříže                                                                                             | 13. prosince 1931 až 17. ledna 1932                     | MPM                                                                                   |                                          | 2100 osob                                                       | prodejní výstava; vystavující: S. Archipov, J. Bilibin, M. Bogdanov-Bělskij, A. Korovin, K. Korovin, V. Levi, V. Masjutin, M. Orlov, J. Rjepin, P. Zacharov, M. Veščilov, S. Vinogradov, S. Žukovskij |
| 1932      | Otakar Sedloň, souborná výstava akvarelů a kreseb z Orlických hor                                                                        | 24. ledna až 29. února                                  | MPM                                                                                   | čítárna                                  |                                                                 | vstup volný, prodejní výstava |
| 1932      | Dobri Dobrov (Bulharsko), obrazy a kresby (souborná výstava)                                                                             | 21. února až 3. května                                  | MPM                                                                                   |                                          | 600 osob                                                        | vstupné 3 Kč, prodejní výstava |
| 1932      | Milada Marešová, obrazy a kresby (souborná výstava)                                                                                      | 21. února až 20. března                                 | MPM                                                                                   |                                          | 550 osob                                                        | vstupné 3 Kč, prodejní výstava |
| 1932      | František Aron, obrazy Podkarptskoruské (souborná výstava)                                                                               | 27. března až 17. dubna                                 | MPM                                                                                   |                                          | 500 osob                                                        | vstupné 3 Kč, prodejní výstava |
| 1932      | Bedřich Mudroch z Trutnova, obrazy a kresby                                                                                              | 24. dubna až 8. května                                  | MPM                                                                                   |                                          | 430 osob                                                        | vstupné 3 Kč, prodejní výstava |
| 1932      | I. výstava obrazů a plastik čes. umělců ze soukromého majetku členů Kruhu přátel umění v Hradci                                          | 5. června až 10. července                               | MPM                                                                                   |                                          | 700 osob                                                        | vstupné 2 Kč |
| 1932      | I. výstava památek hudebního života v Hradci Králové                                                                                     | 1. až 21. září                                          | MPM, spolupráce: Historické muzeum                                                    |                                          | 541 osob                                                        | vstupné 3 Kč |
| 1932      | Antonín Hudeček, obrazy | 25. září až 19. října                                   | MPM                                                                                   |                                          | 850 osob                                                        | vstupné 3 Kč, prodejní výstava |
| 1932      | III. východočeská radio výstava | 23. až 30. října                                        | MPM, spolupráce: Východočeský radioklub                                               |                                          | 3000 osob                                                       | |
| 1932      | Jindra Vlček, Naše legie v Rusku a Sibiři (souborná výstava obrazů)                                                                      | 6. až 27. listopadu                                     | MPM                                                                                   |                                          | 1 630 osob                                                      | vstupné 3 Kč, prodejní výstava |
| 1932–1933 | Franta Kaván, souborná výstava | 4. prosince 1932 až 1. ledna 1933                       | MPM                                                                                   |                                          | 1 960 osob                                                      | vstupné 3 Kč, prodejní výstava |
| 1933      | Hradečtí výtvarníci: Heřman, Lizner, Sedláček, Škoda, Vávra                                                                              | 15. ledna až 5. února                                   | MPM                                                                                   |                                          | 811 osob                                                        | vstupné 3 Kč, prodejní výstava |
| 1933      | Zušlechtěná výroba a výtvarná práce severovýchodních Čech                                                                                | 19. února až 12. března                                 | MPM, spolupráce: Svaz čs. díla v Hradci Králové                                       |                                          | 3 500 osob                                                      | vstupné 3 Kč, tři interiéry, textilie, krajky, užitkové sklo a keramika, svítidla, drobné dekorační předměty, vazby knih, expozice SPŠ v Hradci Králové; výstavu navštívil František Ulrich |
| 1933      | Josef Hodek – Václav Karel –Alois Langenberg, obrazy, plastiky, grafiky, kresby, knižní vazby, ex libris                                 | 19. března až 9. dubna                                  | MPM                                                                                   |                                          | 476 osob                                                        | vstupné 3 Kč, prodejní výstava |
| 1933      | Vincent Beneš – Břetislav Benda, obrazy a plastiky                                                                                       | 16. dubna až 7. května                                  | MPM                                                                                   |                                          | 749 osob                                                        | vstupné 3 Kč, prodejní výstava |
| 1933      | Železnobrodské sklo (Výstava moderního skla železnobrodského)                                                                            | 14. až 28. května                                       | MPM, spolupráce: Sklářský ústav v Hradci Králové                                      |                                          | 4 200 osob                                                      | vstupné 2 Kč |
| 1933      | Alfons Mucha, obrazy a kresby | 4. června až 16. července                               | MPM                                                                                   |                                          | 3 131 osob                                                      | vstupné 3 Kč, prodejní výstava |
| 1933      | Marta Rožánková-Drábková, obrazy | 24. září až 8. října                                    | MPM                                                                                   |                                          | 612 osob                                                        | vstupné 3 Kč, prodejní výstava |
| 1933      | Výstava československo-polské vzájemnosti                                                                                                | 15. až 29. října                                        | MPM, spolupráce: Historické museum, Československo-polská společnost v Hradci Králové |                                          | 3 000 osob                                                      | |
| 1933      | 4. východočeská radiovýstava | 5. až 12. listopadu                                     | MPM, spolupráce: Východočeský radioklub                                               |                                          | přes 4 000 osob                                                 | |
| 1933      | Jaroslav Panuška, obrazy a kresby | 19. listopadu až 10. prosince                           | MPM                                                                                   |                                          | 1 289 osob                                                      | vstupné 3 Kč, prodejní výstava |
| 1933      | Ch. R. Knapp (USA), akvarely | 19. listopadu až 3. prosince                            | MPM                                                                                   | čítárna                                  |                                                                 | prodejní výstava, doprovodné přednášky |
| 1933      | Fotografie členů Klubu fotografů amatérů v Hradci Králové                                                                                | 6. až 11. prosince                                      | MPM                                                                                   | čítárna                                  |                                                                 | vstupné 2 Kč |
| 1933–1934 | Vojtěch Preissig, souborná výstava (Souborná výstava obrazů a grafiky členů SČUG Hollar se zvláštním souborem mistra Vojtěcha Preissiga) | 17. prosince 1933 až 7. ledna 1934                      | MPM                                                                                   |                                          | 800 osob                                                        | vstupné 3 Kč, prodejní výstava |
| 1934      | Výstava módy, místních módních salonů | 25. února až 4. března                                  | MPM, spolupráce: Sdružení krejčích, švadlen a modistek                                |                                          | přes 1500 osob                                                  | |
| 1934      | Ludvík Vacátko, obrazy, kresby a plastiky                                                                                                | 11. března až 2. dubna                                  | MPM                                                                                   |                                          | 1 052 osob                                                      | vstupné 3 Kč, prodejní výstava |
| 1934      | Jaroslav Grus – Karel Dvořák, obrazy a plastiky                                                                                          | 8. až 29. dubna                                         | MPM                                                                                   |                                          | 652 osob                                                        | vstupné 3 Kč, prodejní výstava |
| 1934      | Václav Pavlík a Ladislav Šmída, obrazy                                                                                                   | 6. až 27. května                                        | MPM                                                                                   |                                          | 608 osob                                                        | vstupné 3 Kč, prodejní výstava |
| 1934      | Julius Mařák a jeho žáci | 10. června až 15. července                              | MPM (ze soukr. majetku Klubu přítel umění)                                            |                                          | 665 platících                                                   | vstupné 3 Kč |
| 1934      | V. východočeská radiovýstava | 23. až 30. září                                         | MPM, spolupráce: Východočeský radioklub                                               |                                          | cca 3 000 osob                                                  | |
| 1934      | Helena Broftová-Piťhová, obrazy | 7. až 21. října                                         | MPM                                                                                   |                                          | 331 osob                                                        | vstupné 3 Kč, prodejní výstava |
| 1934      | Podkarpatoruský lidový průmysl "Rusínka" Užhorod                                                                                         | 27. října až 4. listopadu                               | MPM, spolupráce: společnost ""Rusínka"" v Užhorodě                                    |                                          | 900 osob                                                        | vstup volný, prodejní výstava; textilie, keramika, hračky |
| 1934      | Oldřich Homoláč – Karel Kotrba, obrazy a plastiky                                                                                        | 11. listopadu až 2. prosince                            | MPM                                                                                   |                                          | 617 osob                                                        | vstupné 3 Kč, prodejní výstava |
| 1934      | Užitá grafika |                                                         | MPM                                                                                   | čítárna                                  |                                                                 | novoročenky aj. |
| 1934      | Současná grafika | od 5. července                                          | MPM                                                                                   | čítárna                                  |                                                                 | u příležitosti sjezdu Svazu českých muzeí a České archivní společnosti |
| 1934      | Stavební vývoj Hradce Králové a jeho topografie                                                                                          | 3. července až 31. prosince                             |                                                                                       | čítárna                                  |                                                                 | k 15. sjezdu čs. muzeí |
| 1934–1935 | Václav Radimský, motivy z Polabí | 5. prosince 1934 až 1. ledna 1935                       | MPM                                                                                   |                                          | 715 osob                                                        | vstupné 3 Kč, prodejní výstava |
| 1935      | S. V. U. Mánes, souborná výstava obrazů a plastik                                                                                        | 16. února až 17. března                                 | MPM                                                                                   |                                          | 871 osob                                                        | vstupné 3 Kč, prodejní výstava |
| 1935      | Julie Winterová-Mezerová, obrazy – Josef Škoda, plastiky                                                                                 | 31. března až 22. dubna                                 | MPM                                                                                   |                                          | 638 osob                                                        | vstupné 3 Kč, prodejní výstava |
| 1935      | Bulharská grafika | 1. června až 14. července                               |                                                                                       |                                          |                                                                 | |
| 1935      | Augustin Ságner, obrazy – Zdeněk Dvořák, plastické karikatury                                                                            | 27. září až 13. října                                   | MPM                                                                                   |                                          | 481 platících                                                   | vstupné 3 Kč, prodejní výstava |
| 1935      | Ľudovít Csordák z Košic, obrazy | 10. listopadu až 1. prosince                            | MPM                                                                                   |                                          | 1 030 osob                                                      | vstupné 3 Kč, prodejní výstava |
| 1935      | Stavební vývoj Hradce Králové | 15. až 22. září                                         | MPM                                                                                   |                                          | 300 osob (odborná veřejnost) + 254 (laická veřejnost)           | ke konferenci mezinárodního Kongresu pro obchodní vzdělání a ke konferenci 90 architektů a inženýrů |
| 1935      | Novoročenky a jiné tisky (dvě výstavky)                                                                                                  | MPM                                                     |                                                                                       | čítárna                                  |                                                                 | |
| 1935      | Rok 1848 v obrazech, rytinách a dokumentech                                                                                              |                                                         | MPM, zapůjčeno lékárníkem Františkem Dvořáčkem z Brna                                 | čítárna                                  |                                                                 | |
| 1935–1936 | Fotoskupina pěti, Brno | 1. prosince 1935 až 31. května 1936                     | MPM                                                                                   | čítárna                                  |                                                                 | vstup volný, prodejní výstava; vystavující: J. Kamenický, B. Němec, J. Nohel, F. Povolný, H. Táborský z Brna; fotoexperimenty, fotografiky, fotogramy, fotomontáže |
| 1935      | VI. východočeská radiovýstava | 27. října až 3. listopadu                               | MPM, spolupráce: Východočeský radioklub                                               |                                          | cca 3 000 osob                                                  | |
| 1935      | Moderní zubní technika | 10. až 17. listopadu                                    | MPM                                                                                   | čítárna                                  |                                                                 | |
| 1935      | Spolek slovenských umělců v Bratislavě, souborná výstava obrazů a plastik                                                                | 7. prosince 1935 až 1. ledna 1936                       | MPM                                                                                   |                                          | 539 platících                                                   | vstupné 3 Kč, prodejní výstava, vystavující: L. Křižan, St. Polkoráb, J. Votruba, M. Benka, Fr. Hoffstädter, Jul. Koreszba, J. Ladvenica, E. Lehotský, V. Mydlo, K. Ondreiček, Al. Strúhár |
| 1936      | Dobri Dobrov (Bulharsko), souborná výstava obrazůa kreseb                                                                                | 15. března až 5. dubna                                  | MPM                                                                                   |                                          | 712 osob                                                        | vstupné 2,50 Kč, prodejní výstava |
| 1936      | Fotografie klubu fotografů amatérů | 11. až 16. dubna                                        | MPM                                                                                   | čítárna                                  |                                                                 | |
| 1936      | Milena Šimková-Elgrová, Ing. Robert Schmidt, obrazy                                                                                      | 12. dubna až 3. května                                  | MPM                                                                                   |                                          | 40 platících?                                                   | vstupné 2,50 Kč, prodejní výstava |
| 1936      | František Kaván, obrazy – Jan Štursa, plastiky                                                                                           | 7. června až 19. července                               | MPM                                                                                   |                                          | 1 530 osob                                                      | na počet 70. narozenin Františka Kavána; vstupné 2,50 Kč, prodejní výstava |
| 1936      | Skupina výtvarníků z Hradce Králové (Souborná výstava prací členů SVU v Hradci Králové)                                                  | 20. září až 18. října                                   | MPM                                                                                   |                                          | 1 022 platících                                                 | vstupné 2,50 Kč, prodejní výstava, vystavující: M. Beránek, A. Doležal, C. Freitag, J. Heřman, K. Hostovský, F. Kaván, A. Macková, K. Meisner, V. Pavlík, E. Mikanová-Urbanová, A. J. Svoboda, J. Váchal, J. Vlček, L. Wolfová, V. Škoda, M. Vávra, arch. O. Liska                                                                                           |
| 1936      | VII. východočeská radiovýstava | 25. října až 1. listopadu                               | MPM, spolupráce: Východočeský radioklub                                               |                                          | cca 3 000 osob                                                  | |
| 1936      | Pravoslav Kotík – F. V. Mokrý – Václav Blažek – Karel Lidický, obrazy a plastiky                                                         | 8. až 29. listopadu                                     | MPM                                                                                   |                                          | 368 osob                                                        | vstupné 2,50 Kč, prodejní výstava |
| 1936      | Výstavka typonávrhů Typografie | 29. listopadu                                           | MPM                                                                                   |                                          |                                                                 | k příležitosti ukončení návrhářského kurzu |
| 1936      | Výstavky grafiky Hollar, fotografie, jiné tisky                                                                                          |                                                         | MPM                                                                                   | čítárna                                  |                                                                 | |
| 1936      | Expozice výzkumného ústavu sklářského |                                                         | MPM, spolupráce: Sklářský ústav v Hradci Králové                                      | vestibul, 1. poschodí                    |                                                                 | čtyři vitríny, kde byly pravidelně vystavovány nové ukázky uměleckého a užitkového skla |
| 1936      | Výstava k 70. výročí války 1866 | 15. června až 31. srpna                                 |                                                                                       | vestibul, 1. poschodí                    |                                                                 | |
| 1936–1937 | Augustin Vlček – Amélie Hausmannová – Olga Th. Pikhartová – Emanuel Salomon Friedberg-Mírohorský – Konstantin Bušek aj., grafika         | 13. prosince 1936 až 10. ledna 1937                     | MPM                                                                                   |                                          | 220 platících                                                   | vstupné 2,50 Kč, prodejní výstava |
| 1937      | Richard Lauda, obrazy, kresby a grafika                                                                                                  | 20./21. února až 14. března                             | MPM                                                                                   |                                          | 406 platících                                                   | vstupné 2,50 Kč, prodejní výstava |
| 1937      | Skupina výtvarných umělců Brno, členská výstava                                                                                          | 21. března až 11. dubna                                 | MPM                                                                                   |                                          | 317 platících                                                   | vstupné 2,50 Kč, prodejní výstava |
| 1937      | Rudolf Vejrych, obrazy – Marta Jirásková-Havlíčková, plastiky                                                                            | 17. dubna až 20. května                                 | MPM                                                                                   |                                          | 491 platících                                                   | vstupné 2,50 Kč, prodejní výstava |
| 1937      | Železnobrodské sklo (výstava uměleckého skla Státní sklářské školy v Železném Brodě)                                                     | 27. května až 13. června                                | MPM                                                                                   |                                          | 2 509 osob                                                      | vstupné 1 Kč, prodejní výstava, u příležitosti 19. sjezdu Elektrotechnického svazu čsl. |
| 1937      | Václav Sochor, obrazy | 20. června až 25. července, prodlouženo 12. až 19. září | MPM                                                                                   |                                          | 743 platících                                                   | vstupné 2,50 Kč, prodejní výstava |
| 1937      | Jaroslav Skrbek, obrazy a grafika – Josef Bílek, sochy                                                                                   | 6. až 28. listopadu                                     | MPM                                                                                   |                                          | 244 platících                                                   | vstupné 2,50 Kč, prodejní výstava |
| 1937      | VIII. východočeská radiovýstava | 24. října až 1. listopadu                               | MPM, spolupráce: Východočeský radioklub                                               |                                          | 1 620 platících                                                 | vstupné 1 Kč |
| 1937–1938 | Jednota umělců výtvarných Praha, souborná členská výstava                                                                                | 4. prosince 1937 až 2. ledna 1938                       | MPM                                                                                   |                                          | 475 platících                                                   | vstupné 2,50 Kč, prodejní výstava |
| 1937      | Expozice nejnovějšího skla Sklářského ústavu                                                                                             | po celý rok                                             |                                                                                       | vestibul 1. patra                        |                                                                 | |
| 1938      | Antonín Hudeček – Jiří Hudeček – Ladislav Beneš, obrazy a plastiky                                                                       | 26. února až 20. března                                 | MPM                                                                                   |                                          | 475 platících                                                   | prodejní výstava |
| 1938      | Václav Radimský, Polabí a Krkonoše | 27. března až 18. dubna                                 | MPM                                                                                   |                                          | 332 platících                                                   | vstupné 2,50 Kč, prodejní výstava |
| 1938      | Vladimír Pleiner, obrazy | 1. až 29. května                                        | MPM                                                                                   |                                          | 279 osob                                                        | vstupné 2,50 Kč, prodejní výstava |
| 1938      | Malířské dojmy z Norska a Švédska: obrazy a kresby Ludviky Smrčkové                                                                      | 11. června až 17. července                              | MPM                                                                                   |                                          | 181 platících                                                   | vstupné 2,50 Kč, prodejní výstava; pod záštitou městské rady v Hradci Králové a za účasti "Ústavu skandinávského a nizozemského v Praze" |
| 1938      | 300 let divadla v Hradci Králové | 4. až 28. září                                          | MPM, spolupráce Historické muzeum                                                     |                                          | v důsledku doby velmi nízká: 78 platících + účastníci vernisáže | vstupné 2,50 Kč, vydán obsáhlý katalog |
| 1938      | Kolekce uměleckého a užitkového skla | průběžně                                                |                                                                                       | vestibul 1. patra                        |                                                                 | |
| 1939      | H. Boettinger, kresby, studie a akvarely                                                                                                 | 10. června až 16. července                              | MPM                                                                                   | kulturní dům (pozdější městská knihovna) | 322 platících                                                   | prodejní výstava, výhradně vážné kresby, studie, záznamy a náčrtky (ne karikatury pod pseudonymem Dr. Desiderius) |
| 1939      | Národ svým výtvarným umělcům, východočeští umělci                                                                                        | 12. listopadu až 10. prosince                           | MPM, spolupráce: národní okresní vedení Národního souručenství v Hradci Králové       | kulturní dům (pozdější městská knihovna) | 2 074 platících                                                 | prodejní výstava; práce Skupiny výtvarníků v Hradci Králové a některých umělců ze severovýchodních Čech |
| 1939      | Výstava české knihy | 3. až 10. prosince                                      | MPM                                                                                   | čítárna                                  | přes 1 000 osob                                                 | staré tisky, bibliografie |
| 1939–1940 | Bohumil Knyttl, obrazy | 16. prosince 1939 až 15. ledna 1940                     | MPM                                                                                   | kulturní dům (pozdější městská knihovna) | 321 platících                                                   | |

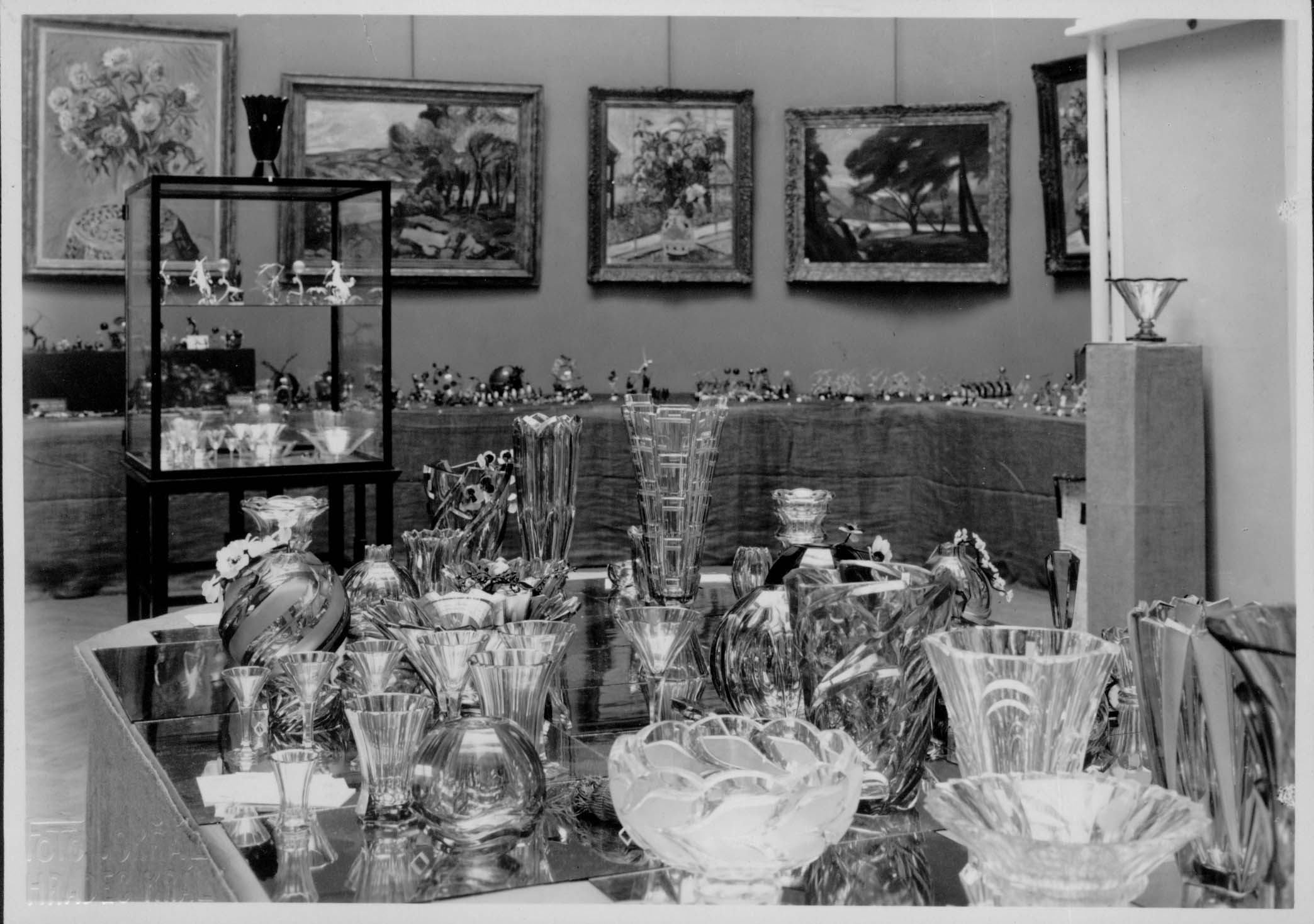
výstava Železnobrodské sklo, 14. –⁠ 28. 5. 1933
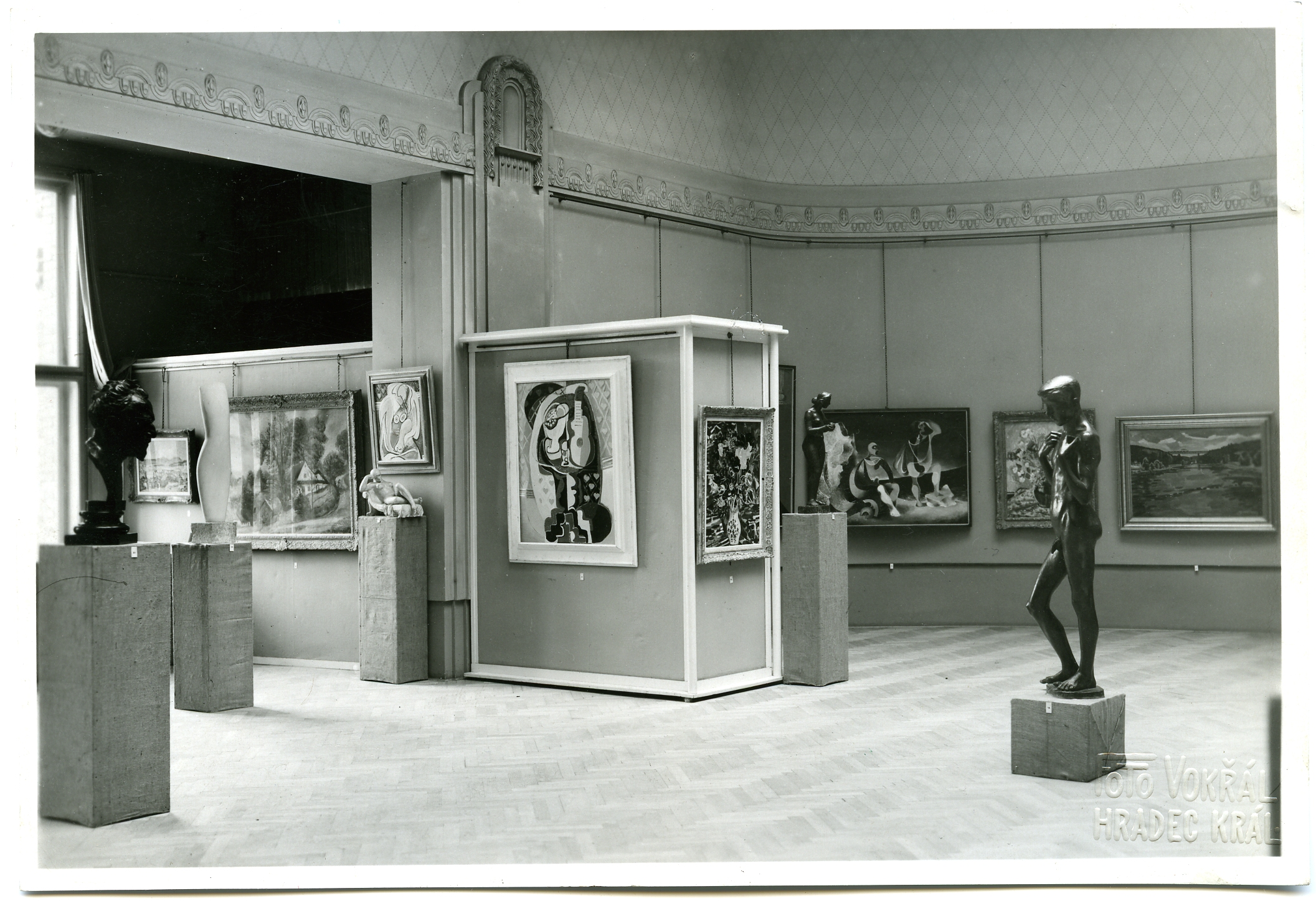
výstava SVU Mánes, 16. 2.–⁠ 17. 3. 1935

### 40. léta 20. století
| Rok       | Název výstavy                                                                                              | Termín                                    | Pořadatel | Umístění            | Návštěvnost               | Poznámky |
| --------- | --- | ----------------------------------------- | --- | ------------------- | ------------------------- | --- |
| 1940      | Mladí hradečtí výtvarníci                                                                                  | 11. února až 11. března (7. až 21. dubna) | |                     |                           | |
| 1940      | Královéhradecký kraj                                                                                       | 13. a 14. dubna                           | MPM | čítárna             |                           | doprovodná přednáška |
| 1940      | Nejkrásnější knihy "Kmene"                                                                                 | 26. května až 2. června                   | MPM, spolupráce: místní knihkupci | čítárna             | velká                     | |
| 1940      | Výstava nových tkanin                                                                                      | 26. až 30. září                           | MPM, spolupráce: Arbeitgemeinschaft Deutsche Textilstoffe v Berlíně, výbor pro nové hmoty v Praze, Ústav pro zvelebování živností, Obchodní a živnostenská komora | čítárna             | cca 5 000 osob            | |
| 1940      | Práce posluchačů Uměleckoprůmyslové školy v Praze, prof. J. Benda (Užitá grafika, knižní umění, propagace) | 13. až 20. října                          | MPM, spolupráce: Ústav pro zvelebování živností |                     | 800 osob                  | |
| 1940      | České umělecké knižní značky (ex libris)                                                                   |                                           | MPM | čítárna             |                           | |
| 1940      | Lidové stavby Královéhradecka v kresbách Václava Šrámka                                                    | 1. listopadu až 29. prosince              | MPM | čítárna             |                           | |
| 1941      | Nové hmoty a textilie                                                                                      | 8. až 16. února                           | | městská knihovna    |                           | |
| 1941      | Gustav Porš, obrazy                                                                                        | 4. až 26. května                          | | městská knihovna    |                           | |
| 1941      | Hradec Králové ve fotografii                                                                               | 1. až 22. června                          | | městská knihovna    |                           | |
| 1941      | Václav Pavlík, obrazy                                                                                      | 22. listopadu až 14. prosince             | MPM | městská knihovna    |                           | vstupné 2 K |
| 1941      | Jaroslav Míšek, grafika                                                                                    | 24. listopadu až 13. prosince             | | čítárna             |                           | vstup volný |
| 1942      | Jindra Vlček, "Z mého rodného kraje"                                                                       | 18. ledna až 15. února                    | |                     |                           | |
| 1942      | Bedřich Horálek, O. Nejedlý, V. Beneš, A. Hudeček, V. Rada, V. Sedláček                                    | 22. února až 15. března                   | MPM |                     |                           | |
| 1942      | Bohumil Lízner, souborná výstava                                                                           | 22. března až 12. dubna                   | |                     |                           | |
| 1942      | Ferdinand Kotvald, obrazy                                                                                  | 19. dubna až 10. května                   | |                     |                           | |
| 1942      | Jaroslav Dědina                                                                                            | 11. až 25. října                          | | opět v budově muzea |                           | vstupné 2 K |
| 1942      | Josef Škoda, sochy                                                                                         | 1. až 30. listopadu                       | |                     |                           | |
| 1942      | Umělci národu 1942 až 1943                                                                                 | 6 až 23. prosince                         | |                     |                           | |
| 1943      | Věra Jičínská, obrazy                                                                                      | 7. až 28. února                           | |                     |                           | 80 prací, zejména pastelů |
| 1943      | Německo v kroji                                                                                            | od 28. dubna                              | |                     |                           | |
| 1943      | Leoš Kubíček, plastiky                                                                                     | 30. května až 30. června                  | |                     |                           | |
| 1943      | Sudetští grafikové (Metzner-Bund)                                                                          | 2. až 28. září                            | |                     |                           | část prací prodejná |
| 1943      | Josef Tomáš Blažek                                                                                         | 10. až 31. října                          | Městská kulturní služba |                     |                           | prodejní výstava |
| 1943      | Karel Karas, obrazy                                                                                        | listopad                                  | Kulturní úřad města |                     |                           | prodejní výstava |
| 1943      | Adolf Doležal, obrazy                                                                                      | 5. až 24. prosince                        | Kulturní úřad města |                     |                           | prodejní výstava |
| 1944      | Česká grafika                                                                                              | 27. února až 15. března                   | Kulturní rada |                     |                           | putovní výstava |
| 1944      | Pardubičtí výtvarníci (členská výstava spolku výtvarných umělců východočeských v Pardubicích)              | 9. až 30. dubna                           | |                     |                           | vystavující: J. Salavec, B. Tůma, L. Vele, F. Zuska, J. Bílek, E. Kubíček, J. Vávra, Ing. arch. K. Kalvoda, Ak. Arch. K Řepa, Ing. arch. J. Salák, F. V. Danihelka, S. havrlík, O. Karel, B. Lomek, L. Pejchl, J. Podhajský |
| 1944      | Karel Jan Sigmund                                                                                          | 14. května až 4. června                   | Kulturní úřad města |                     |                           | prodejní výstava |
| 1944      | Julie Winterová-Mezerová, obrazy                                                                           | 18. června až 9. července                 | Kulturní úřad města |                     |                           | prodejní výstava, 260. výstava |
| 1944      | Radostná tvorba po práci                                                                                   | 15. až 30. července                       | |                     |                           | výstava obrazů, plastik a architektury zaměstnanců Škodových závodů v Plotišti; vstup volný |
| 1945      | Hitler v sovětské karikatuře                                                                               | 21. října až 4. listopadu                 | Společnost pro kulturní a hospodářské styky se SSSR |                     |                           | putovní výstava |
| 1945–1946 | Skupina výtvarníků Hradec Králové                                                                          | 16. prosince 1945 až 15. ledna 1946       | |                     |                           | prodejní výstava, vystavující: J. Bílek, F. Bureš, A. Doležal, M. Fňouková, J. Heřman, D. Hess, k. Hostovský, K. Hladík, B. Jüngling, A. Kozák, L. Kubíček, K. Langer, O. Liska, K. Meisner, J. Mezerová-Winterová, E. Mikanová-Urbanová, A. Militky, J. Rejchl, F. Soukup, F. Stupecká, K. Šterba, J. Škoda, B. Tůma, B. S. Urban, J. Vlček, V. Walter, J. Života |
| 1946      | Vincenc Walter                                                                                             | 3. až 23./24. března                      | |                     | 1 242 osob                | vstupné 3 K, prodejní výstava |
| 1946      | Královéhradecko v odboji, revoluci a výstavbě                                                              | 5. května až 16./30. června               | |                     |                           | |
| 1946      | Výbor děl z městské obrazárny                                                                              | září až říjen                             | |                     | 1 311 osob                | vstupné 3 Kč |
| 1946      | František Strážnický, výstava malířského díla                                                              | 10. až 30. listopadu                      | |                     | 666 osob                  | vstupné 4 Kč, prodejní výstava |
| 1946      | Jindra Vlček: Terezín 1946 - Rumburk, odsun Němců                                                          | 7. až 31. prosince                        | spolupráce: Svaz osvobozených politických vězňů v HK |                     | 1 310 osob                | vstupné 4 Kč, prodejní výstava |
| 1947      | Umělecká beseda, členská výstava                                                                           | 26. ledna až 23. února                    | |                     | 695 osob + školní výpravy | vstupné 4 Kč, prodejní výstava |
| 1947      | Vojenská osvětová výchova                                                                                  | 1. až 7. března                           | |                     |                           | |
| 1947      | S. V. U. Aleš, Praha                                                                                       | 20. dubna až 18. května                   | |                     | 863 osob                  | vstupné 4 Kč, prodejní výstava |
| 1947      | Jiří Židlický, obrazy                                                                                      | 25. května až 6. července                 | spolupráce: Okresní myslivecký spolek |                     | 1 489 osob                | vstupné 10 Kčs, prodejní výstava |
| 1947      | Výbor děl z městské obrazárny                                                                              | červenec až září                          | |                     |                           | |
| 1947      | Výstava poštovních známek                                                                                  | 12. až 19. října                          | |                     |                           | |
| 1947      | Skupina výtvarníků Hradec Králové                                                                          | 26. října až 23. listopadu                | spolupráce: Okresní a místní rada osvětová |                     |                           | |
| 1947      | Josef Gočár, celoživotní dílo                                                                              | 30. listopadu až 31. prosince             | spolupráce: Okresní a Místní rada osvětová, stavební úřad MNV |                     | 490 osob                  | vstupné 5 Kčs |
| 1947      | Výstava obrazů třinácti členů Jednoty umělců výtvarných z Prahy                                            | 20. dubna až 18. května                   | |                     | 714 osob                  | vstupné 5 Kčs, prodejní výstava |
| 1948      | Výchova učňů v n. p. Škodovy závody                                                                        | 14. až 22. února                          | |                     |                           | vstup volný |
| 1948      | Výstava obrazů ze STM                                                                                      | 22. až 30. května                         | |                     |                           | STM = Soutěž tvořivosti mládeže |
| 1948      | Výstava plánování moderního Hradce Králové                                                                 | 20. až 30. května                         | |                     |                           | |
| 1948      | S. V. U. Aleš, Brno                                                                                        | červen                                    | |                     | 1 692 osob                | vstupné 5 Kčs, prodejní výstava |
| 1948      | Výběr obrazů a plastik z městské galerie                                                                   | červenec až září                          | |                     |                           | |
| 1948      | Bedřich Mudroch – Josef Škoda                                                                              | 26. září až 17. října                     | |                     | 793 osob                  | vstupné 5 Kčs, prodejní výstava |
| 1948      | Členská výstava spolku východočeských výtvarných umělců                                                    | 28. listopadu až 23. prosince             | |                     | 900 osob                  | vstupné 5 Kčs, prodejní výstava |
| 1949      | Dětská kresba a malba                                                                                      | 6. až 20. února                           | spolupráce: Kulturní referát MNV a Okresní pedagogický sbor v Hradci Králové                                                                                      |                     | 1 081 osob                | vstupné 5 Kčs, práce žáků ředitele Josefa Bartušky |
| 1949      | S. V. U. Purkyně, Praha                                                                                    | 13. března až 4. dubna                    | spolupráce: kulturní referát MNV |                     | 617 osob                  | vstupné 5 Kčs, prodejní výstava |
| 1949      | S. Č. U. G. Hollar                                                                                         | 22. května až 8. června                   | spolupráce: kulturní referát MNV |                     | 648 osob                  | vstupné 5 Kčs, prodejní výstava |
| 1949      | Výstava dětské kresby                                                                                      | 3. až 12. května                          | spolupráce: Školský, osvětový a tělovýchovný referát KNV |                     |                           | vstupné dobrovolné |
| 1949      | V. Pavlík, obrazy                                                                                          | 22. května až 8. června                   | |                     | 822 osob                  | vstupné 5 Kčs |
| 1949      | S. V. U. Mánes                                                                                             | 19. června až 10. července                | spolupráce: Kulturní referát MNV |                     | 845 osob                  | vstupné 5 Kčs, prodejní výstava |
| 1949      | Městská galerie, výběr obrazů a plastik                                                                    | červenec až srpen                         | |                     |                           | |
| 1949      | Česká kresba 19. století z NG                                                                              | 11. září až 2. října                      | |                     |                           | putovní výstava |
| 1949      | Dělník v práci a po práci                                                                                  | 9. až 23. října                           | |                     |                           | |
| 1949      | Jan Slavíček, obrazy                                                                                       | 6. až 27. listopadu                       | spolupráce: Kulturní referát MNV |                     | 1 182 osob                | vstupné 5 Kčs, prodejní výstava |
| 1949      | Anglické předvolební plakáty                                                                               | 29. listopadu až 20. prosince             | | čítárna             |                           | |
| 1949      | Jindra Vlček mezi horníky                                                                                  | 3. až 26. prosince                        | spolupráce: Svaz čs. výtvarných umělců |                     | 402 osob                  | vstupné 5 Kčs, prodejní výstava |
| 1949–1950 | Polský tisk                                                                                                | 1. prosince 1949 až 31. ledna 1950        | |                     |                           | |

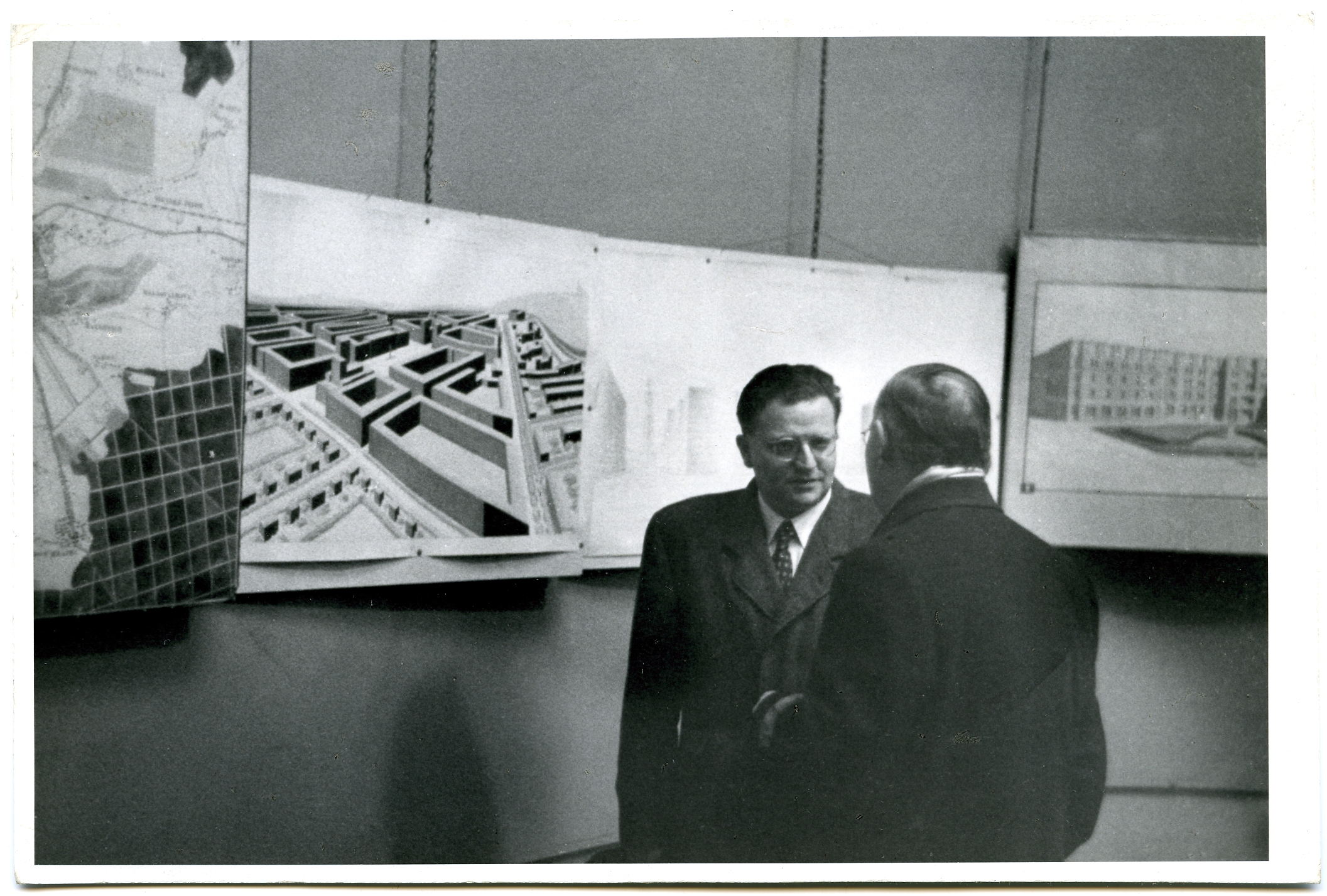
Výstava Josef Gočár, celoživotní dílo (1947)

### 50. léta 20. století
| Rok       | Název výstavy                                                            | Termín                              | Pořadatel | Umístění           | Návštěvnost            | Poznámky |
| --------- | ------------------------------------------------------------------------ | ----------------------------------- | --- | ------------------ | ---------------------- | --- |
| 1950      | Karel Hodr, obrazy                                                       | 5. až 19. února                     | |                    | 1 120 osob             | vstupné 5 Kčs, prodejní výstava |
| 1950      | Slovenská grafika                                                        | 26. února až 16. března             | spolupráce: Československá společnost                                                                                     |                    |                        | putovní výstava, prodejní výstava                                                                                                  |
| 1950      | Výtvarník mezi horníky                                                   | 26. března až 16. dubna             | |                    | 197 osob               | vstupné 5 Kčs, putovní výstava k oslavám 700 let československého hornictví, pořádaných pod záštitou prezidenta Klementa Gottwalda |
| 1950      | Slovenské výtvarné umění                                                 | 30. dubna až 21. května             | spolupráce: Národní slovenská galerie v Bratislavě, Lidová akademie a pobočka Československé společnosti v Hradci Králové |                    | 314 osob               | vstupné 5 Kčs, prodejní výstava |
| 1950      | Petr Dilinger                                                            | 28. května až 14. června            | |                    | 309 osob               | vstupné 5 Kčs, prodejní výstava |
| 1950      | Julius Mařák, souborná výstava                                           | 1. černa až 31. července            | |                    | 1 414 osob             | vstupné 5 Kčs; k 50. výročí úmrtí                                                                                                  |
| 1950      | Tisk lidově demokratických států a SSSR                                  |                                     | |                    |                        | |
| 1950      | Malířství 19. století                                                    |                                     | |                    |                        | |
| 1951      | Mikoláš Aleš, kresby                                                     | 1. dubna až 1./5. května            | spolupráce: Národní galerie                                                                                               |                    | 2 597 osob             | vstupné 5 Kčs |
| 1951      | Josef Škoda, posmrtná výstava sochařského díla                           | 10. května až 10./16. června        | spolupráce: Krajská galerie a Svaz čs. výtvarných umělců                                                                  |                    |                        | |
| 1951      | Umění Afriky                                                             | 26. května až 20. června            | putovní výstava z Náprstkova muzea                                                                                        |                    | 1 337 osob             | vstupné 5 Kčs |
| 1951      | Alois Jirásek na studiích v Hradci Králové                               |                                     | |                    | 1 500 osob             | vstupné 2 Kčs |
| 1951      | Výstava ze sbírek Městské galerie                                        |                                     | |                    |                        | |
| 1951      | Václav Brožík, kresby                                                    |                                     | |                    |                        | |
| 1951      | Výstava československé armády                                            | 30. září až 17. října               | |                    |                        | |
| 1951      | Filatelistická výstava                                                   | 20. až 28. října                    | spolupráce s Klubem filatelistů                                                                                           |                    |                        | |
| 1951      | Výstava sovětské knihy                                                   | 12. až 18. listopadu                | |                    | 1 400 osob včetně škol | |
| 1951      | Bedřich Havránek, kresby                                                 |                                     | |                    |                        | |
| 1951–1952 | Čína včera a dnes                                                        | 10. prosince 1951 až 6. ledna 1952  | |                    |                        | |
| 1951      | Josef Navrátil, kresby a obrazy                                          |                                     | |                    |                        | |
| 1951      | Vojtěch Sedláček, obrazy a kresby                                        |                                     | |                    |                        | |
| 1952      | Max Švabinský, obrazy                                                    | 25. ledna až 17. února              | |                    | 1 067 osob             | vstupné 5 Kčs |
| 1952      | Vojenská výstava                                                         |                                     | |                    |                        | |
| 1952      | Honoré Daumier                                                           |                                     | |                    |                        | |
| 1952      | Vývoj knihy od prvotisku až po současnost                                | 6. dubna až 4. května               | |                    |                        | vstupné 5 Kčs; výstava se sbírkových předmětů muzea                                                                                |
| 1952      | To jsou oni (SNB)                                                        |                                     | |                    |                        | |
| 1952      | Výstava sovětské knihy                                                   |                                     | |                    |                        | |
| 1952      | Výstava kancelářských strojů                                             |                                     | |                    |                        | |
| 1952      | Mikoláš Aleš, dílo                                                       |                                     | |                    |                        | |
| 1953      | Zdeněk Nejedlý, život a dílo                                             | 8. února až 30. března              | |                    |                        | |
| 1953      | Cestou Hanzelky a Zikmunda                                               | 24. ledna až 22. února              | |                    |                        | |
| 1953      | Husitství na Hradecku                                                    | 3. května až 1. prosince            | |                    |                        | autor: Karel Michl, později jako expozice, místo toho expozice feudalismu a kapitalismu                                            |
| 1953      | Antonín Mánes, obrazy                                                    | 9. května až 7. června              | |                    |                        | |
| 1953      | Státní péče a ochrana přírody (Ochrana přírodních památek)               | 28. srpna až 30. září               | |                    |                        | |
| 1954      | Výtvarníci a kniha                                                       | 7. května až 13. června             | |                    |                        | |
| 1954      | Česká krajina 19. a 20. století, ze sbírek krajské galerie               | srpen až říjen                      | |                    |                        | |
| 1954      | Ignát Hermann                                                            | září až říjen                       | |                    |                        | |
| 1954      | 3 agitační výstavky k volbám                                             |                                     | | nádražní hala      |                        | |
| 1954      | Kulturní obraz Hradeckého kraje                                          | 19. listopadu až 20. prosince       | |                    |                        | knihy, staré tisky |
| 1954      | Klement Gottwald, dílo                                                   |                                     | |                    |                        | |
| 1954      | J. V. Stalin, život a dílo                                               |                                     | |                    |                        | |
| 1955      | Grafika, kresby a akvarely krajské galerie                               | 13. února až 6. března              | |                    |                        | |
| 1955      | 10 let kulturního rozvoje Hradeckého kraje                               | 15. května až 15. července          | |                    |                        | |
| 1955      | 100 let Babičky Boženy Němcové                                           | 18. září až 30. října               | |                    |                        | |
| 1955      | Členská výstava krajského výtvarného střediska                           | 27. listopadu až 31. prosince       | |                    |                        | |
| 1955      | S. K Neumann                                                             |                                     | |                    |                        | |
| 1955      | Zdeněk Nejedlý                                                           |                                     | |                    |                        | |
| 1956      | Včela medonosná                                                          | 3. června až 15. září               | |                    |                        | historie včelařství po soudobé včelíny, výrobky z medu i vosku, včelařské nářadí                                                   |
| 1956      | Škůdci polního hospodářství                                              | 3. června až 15. září               | |                    |                        | |
| 1956      | Výtvarné práce z jiráskovské soutěže                                     | 8. až 30. dubna                     | |                    |                        | |
| 1956      | Výstava KVS                                                              | 18. listopadu až 31. prosince       | |                    |                        | |
| 1956      | Výstava starých tisků                                                    |                                     | |                    |                        | |
| 1956      | Výstava k 30. výročí KSČ                                                 |                                     | |                    |                        | |
| 1956      | Michal Silorád Patrčka                                                   |                                     | |                    |                        | |
| 1957      | Výstava kronik                                                           | 7. února až 10. března              | |                    |                        | |
| 1957      | Nové archeologické nálezy u Lochenic                                     | 15. až 28. března                   | |                    |                        | |
| 1957      | Rjepin a jeho současníci                                                 | 21. dubna až 12. května             | |                    |                        | |
| 1957      | Létající květy (výstava motýlů)                                          | 1. až 30. června                    | |                    |                        | |
| 1957      | Temno na Hradecku                                                        | 9. června až 31. srpna              | | výstavní sál muzea |                        | |
| 1957      | Vývoj řemesel v 18. století                                              |                                     | |                    |                        | |
| 1957      | Antonín Hudeček                                                          | 1. až 18. září                      | |                    |                        | |
| 1957      | Josef Heřman, posmrtná výstava                                           | 22. září až 20. října               | |                    |                        | |
| 1957      | Zkamenělý život pravěku                                                  | 1. až 31. října                     | |                    |                        | |
| 1957      | Slavný Říjen, výstava k 40. výročí VŘSR                                  | 3. až 30. listopadu                 | |                    |                        | |
| 1957      | Členská výstava ČFVU                                                     | od 8. prosince                      | |                    |                        | |
| 1958      | Soutěžní návrhy na náměstí 28. října, Sukovy sady a U soutoku            | 6. až 20. dubna                     | |                    |                        | |
| 1958      | 500 let české knihy                                                      | březen                              | |                    |                        | |
| 1958      | Militarismus bez masky                                                   | 1. až 31. května                    | |                    |                        | |
| 1958      | Zkamenělý život                                                          |                                     | |                    |                        | |
| 1958      | Nerostné bohatství Hradeckého kraje                                      | 15. června až 19. září              | |                    |                        | |
| 1958      | Jak čs. buržoazie připravovala Mnichov (Již nikdy Mnichov)               | 1. až 31. října                     | |                    |                        | |
| 1958      | Profil 57                                                                | od 19. října                        | |                    |                        | |
| 1958      | Jaroslav Pacovský, fotografie                                            | 19. října až 10. listopadu          | |                    |                        | |
| 1958      | Šabacký: Po stopách J. A. Komenského na Hradecku, obrazy, kresby         | 13. listopadu až 7. prosince        | |                    |                        | |
| 1958      | Zeměměřič přispívá k budování socialismu ve své vlasti                   | 15. až 30. listopadu                | |                    |                        | výstava geodetických a kartografických prací                                                                                       |
| 1958      | Keramika ze sbírky Emanuela Hloupého                                     |                                     | |                    |                        | |
| 1958      | Perníkové formy                                                          |                                     | |                    |                        | |
| 1958      | Umělecké památky antického Řecka                                         |                                     | |                    |                        | |
| 1959      | Výstava novoročenek                                                      |                                     | |                    |                        | |
| 1959      | Po stopách Jiráskova kraje                                               |                                     | |                    |                        | |
| 1959      | Zahraniční výměna "Prací krajského muzea v HK"                           |                                     | |                    |                        | |
| 1959      | Domácí nářadí od pravěku k dnešku                                        |                                     | |                    |                        | |
| 1959      | Severní ptačí hosté v ČSR                                                | 1. až 30. března                    | |                    |                        | |
| 1959      | Chraňte užitečné ptactvo                                                 |                                     | |                    |                        | |
| 1959      | České umění 18. a 19. století                                            |                                     | |                    |                        | |
| 1959      | Výstava soutěžních návrhů na pomník Jana Žižky                           | 1. až 14. května                    | |                    |                        | |
| 1959      | Hradec Králové v obrazech tří století                                    |                                     | |                    |                        | |
| 1959      | Neznámý Tibet                                                            | 24. května až 30. června            | |                    |                        | |
| 1959      | Josef Krapka Náchodský                                                   |                                     | |                    |                        | |
| 1959      | Sýrie ve fotografii a umělecké výrobě                                    |                                     | |                    |                        | |
| 1959      | Dokumenty a historie Hradeckého kraje                                    | 1. září až 15. října                | |                    |                        | |
| 1959      | Vojtěch Sedláček, obrazy a kresby                                        |                                     | |                    |                        | |
| 1959      | Napiš to, Kischi!                                                        | 1. až 30. listopadu                 | spolupráce: Památník národního písemnictví                                                                                |                    |                        | výstava o životě a díle světového reportéra                                                                                        |
| 1959      | Vincent Hložník, grafika                                                 | 1. až 6. prosince                   | |                    |                        | |
| 1959      | 20 000 km po Sovětském svazu                                             | 10. až 31. prosince                 | |                    |                        | autor: Adolf Čejchan |
| 1959–1960 | 1 100 let české architektury (Tisíc a sto let architektury na území ČSR) | 10. prosince 1959 až 10. ledna 1960 | |                    |                        | |

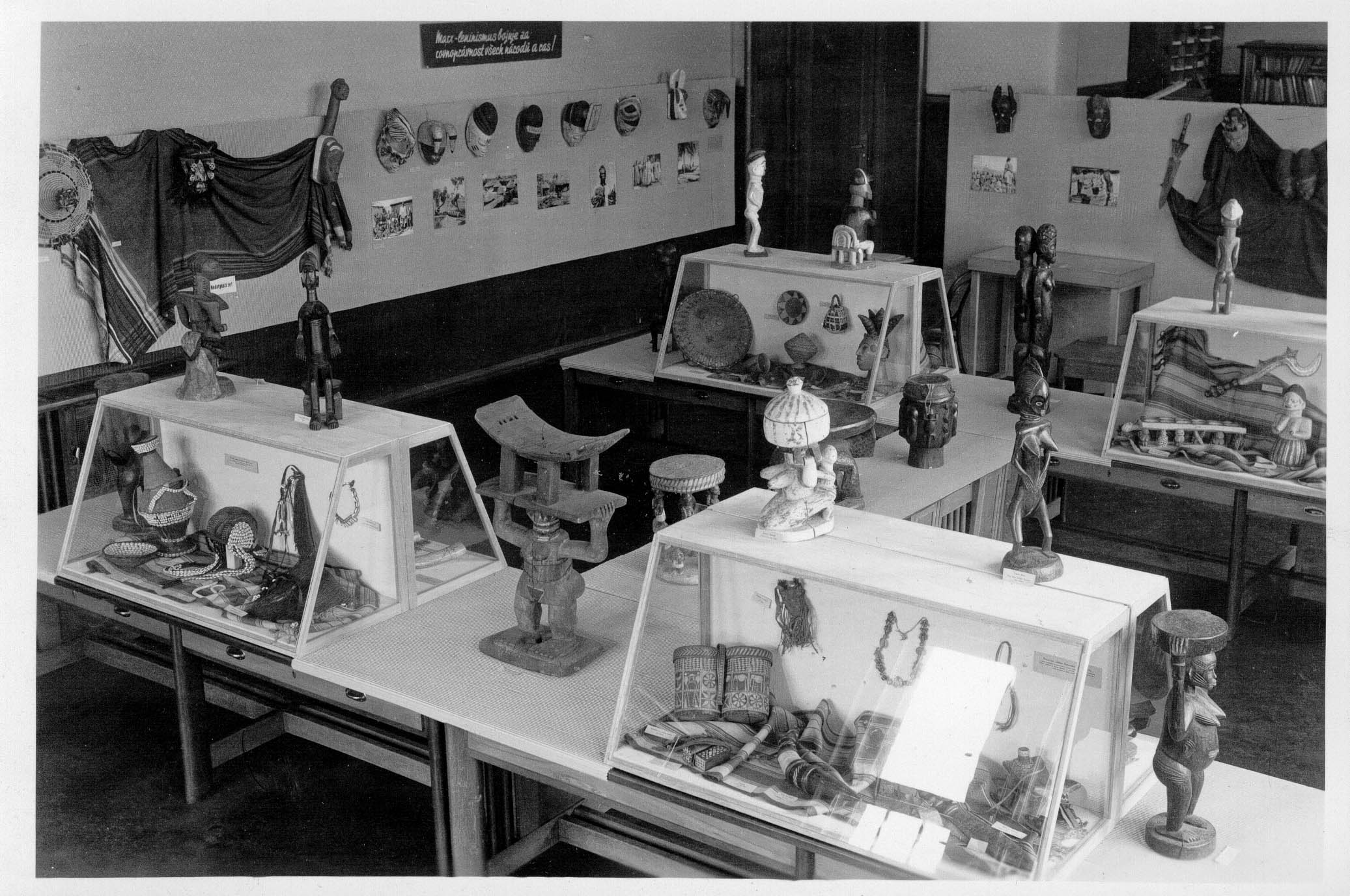
Výstava Umění Afriky –⁠ čítárna muzea, 26. 5. –⁠ 20. 6. 1951

### 60. léta 20. století
| Rok       | Název výstavy                                                                                     | Termín                               | Pořadatel                                        | Umístění    | Návštěvnost | Poznámky                                                                   |
| --------- | ------------------------------------------------------------------------------------------------- | ------------------------------------ | ------------------------------------------------ | ----------- | ----------- | -------------------------------------------------------------------------- |
| 1960      | František Bidlo, karikatury                                                                       | 15. ledna až 28. února               |                                                  |             |             |                                                                            |
| 1960      | Ze sbírek Národní galerie                                                                         | 17. ledna až 14. února               |                                                  |             |             |                                                                            |
| 1960      | Obrazy zámků Hradeckého kraje                                                                     | 21. února až 27. března              |                                                  |             |             |                                                                            |
| 1960      | Nejde jen o Berlín                                                                                | 1. až 10. března                     |                                                  |             |             |                                                                            |
| 1960      | Výstavka květin                                                                                   | 1. března až 3. května               |                                                  |             |             |                                                                            |
| 1960      | Jindřich Prucha, obrazy                                                                           | 19. března až 10. dubna              |                                                  | malý sál    |             |                                                                            |
| 1960      | Německá selská válka                                                                              | 3. dubna až 29. května               |                                                  |             |             |                                                                            |
| 1960      | Emila Medková, fotografie                                                                         | 1. května až 7. června               |                                                  |             |             |                                                                            |
| 1960      | Archivní dokumenty Hradeckého kraje                                                               | 14. května až 15. října              |                                                  |             |             | výstava pokračovala v sálech městské galerie na náchodském zámku           |
| 1960      | Holý – Benda, obrazy, plastiky                                                                    | 1. července až 18. září              |                                                  |             |             |                                                                            |
| 1960      | Jaroslav Mrva – Miroslav Zemánek, obrazy, plastiky                                                | 18. září až 26. října                |                                                  |             |             |                                                                            |
| 1960      | Osvobození Východočeského kraje Rudou armádou                                                     | 5. listopadu až 31. prosince         |                                                  |             |             |                                                                            |
| 1960      | Výstava ČFVU v Hradci Králové                                                                     | 6. listopadu až 31. prosince         |                                                  |             |             |                                                                            |
| 1961      | 40 let bojů KSČ za socialismus a komunismus                                                       | 14. května až 30. června             |                                                  |             |             |                                                                            |
| 1961      | Krajiny, zátiší, motiv práce v současné malířské tvorbě                                           | 14. května až 30. června             |                                                  |             |             |                                                                            |
| 1961      | Polský politický plakát                                                                           | 30. června až 31. července           |                                                  |             |             |                                                                            |
| 1961      | Umělecká řemesla                                                                                  | 3. srpna až 30. září                 |                                                  |             |             |                                                                            |
| 1961      | Jindřich Wielgus, sochy                                                                           | 7. září až 8. října                  |                                                  |             |             |                                                                            |
| 1961      | Adolf Hoffmeister, kresby                                                                         | 12. října až 12. listopadu           |                                                  |             |             |                                                                            |
| 1961      | Výroční výstava ČSFVU                                                                             | 19. listopadu až 23. prosince        |                                                  |             |             |                                                                            |
| 1962      | Vlastimil Beneš, obrazy                                                                           | 1. dubna až 9. května                |                                                  |             |             |                                                                            |
| 1962      | Emil Filla, obrazy, plastiky ze soukromých sbírek                                                 | 20. května až 1. července            |                                                  |             |             |                                                                            |
| 1962      | Archeologický výzkum                                                                              | 1. dubna až 31. srpna                |                                                  | 1. patro    |             | autor výstavy: Vít Vokolek                                                 |
| 1962      | Staré lidové stavby, fotografie                                                                   | 1. dubna až 10. listopadu            |                                                  |             |             |                                                                            |
| 1962      | Josef Wagner, kresby a plastiky                                                                   | 15. července až 10. září             |                                                  |             |             |                                                                            |
| 1962      | Armádní soutěž technické tvořivosti (letců), přehlídka prací                                      | 3. až 12. září                       |                                                  |             |             |                                                                            |
| 1962      | Výstavka minerálů                                                                                 | 5. září až 31. prosince              |                                                  | 1. poschodí |             |                                                                            |
| 1962      | Výstava peněz (SBČS, STSP)                                                                        | 23. října až 4. listopadu            |                                                  |             |             |                                                                            |
| 1963      | Armádní soutěž technické tvořivosti (letců), přehlídka prací                                      | 30. srpna až 8. září                 |                                                  |             |             |                                                                            |
| 1964      | Starý Hradec ve fotografii                                                                        | 22. března až 24. května             |                                                  |             |             |                                                                            |
| 1964      | Staré lidové stavby, fotografie                                                                   | 22. března až 16. srpna              |                                                  |             |             | pokračování výstavy z roku 1962                                            |
| 1964      | Perníkářské formy                                                                                 | 22. března až 12. července           |                                                  |             |             | autor: E. Hloupý                                                           |
| 1964      | Mezinárodní výstava fotoamatérů-zdravotníků z Polska, Maďarska, SSSR, ČSSR                        | 31. května až 28. června             |                                                  |             |             |                                                                            |
| 1964      | Výstavka ptactva                                                                                  | 14. července až 18. října            |                                                  |             |             |                                                                            |
| 1964      | Bohdanečská rezervace ve fotografii Františka Janalíka a Ing. Jiřího Svobody                      | 2. srpna až 13. září                 |                                                  |             |             |                                                                            |
| 1964      | Výstavba Hradce Králové od boření pevnosti do současnosti                                         | 14. června až 18. října              |                                                  |             |             | v letech 1965 a 1966 jako stálá expozice                                   |
| 1964      | 20 let Slovenského národního povstání                                                             | 18. srpna až 18. října               |                                                  |             |             | autor: J. Stárková                                                         |
| 1964      | Armádní soutěž technické tvořivosti (letců), přehlídka prací                                      | 17. až 30. září                      |                                                  |             |             |                                                                            |
| 1964–1965 | Bojovné dílo Josefa Čapka                                                                         | 25. října 1964 až 2. ledna 1965      | spolupráce: Ústav pro teorii a dějiny umění ČSAV |             |             | výstava k 20. výročí smrti J. Čapka; autoři: M. Halík, J. Slavík, J. Kábrt |
| 1965      | Adolf Mikeš, 100 let od narození klavírního pedagoga                                              | 6. ledna až 28. března               |                                                  |             |             | autor: Aleš Doubrava                                                       |
| 1965      | Ex libris                                                                                         | 28. ledna až 3. dubna                |                                                  |             |             | autor: E. Hloupý                                                           |
| 1965      | Z cesty po SSSR, kresby Milana Albicha                                                            | 21. dubna až 28. července            |                                                  |             |             | autor: E. Hloupý                                                           |
| 1965      | 20 let úspěchů Východočeského kraje (Výstava úspěchů socialistické výstavby Východočeského kraje) | 30. dubna až 30. června              |                                                  |             |             |                                                                            |
| 1965      | Příchod Rudé armády                                                                               | 30. dubna až 31. července            |                                                  |             |             | autor: Aleš Doubrava                                                       |
| 1965      | Josef Wagner, kresby a skici                                                                      | 29. července až 10. listopadu        |                                                  |             |             | autor: E. Hloupý                                                           |
| 1965      | Cínové předměty od renesance po současnost                                                        | 1. srpna až 21. října                |                                                  |             |             | autor: E. Hloupý                                                           |
| 1965      | Krkonoše, fotografie Jiřího Havla                                                                 | 5. až 30. září                       |                                                  |             |             |                                                                            |
| 1965      | 20 let lékařské fakulty Karlovy univerzity v Hradci Králové                                       | 8. až 31. října                      |                                                  |             |             |                                                                            |
| 1965–1966 | Umění mistrů modrotisku                                                                           | 22. října 1965 až 14. ledna 1966     |                                                  |             |             | autor: J. Šulcová                                                          |
| 1965–1966 | Stavba musea ve fotografiích a dokumentech                                                        | 11. listopadu 1965 až 14. ledna 1966 |                                                  |             |             | autor: Aleš Doubrava                                                       |
| 1965      | Jaroslav Kábrt, obrazy – Stanislav Hanzík, plastiky                                               | 5. prosince 1965 až 15. března 1966  |                                                  |             |             |                                                                            |
| 1966      | Agricolův odkaz, z činnosti geologického kroužku                                                  | 18. ledna až 2. dubna                |                                                  |             |             | autor: Z. Doubek                                                           |
| 1966      | Máchovské variace, grafika a kresby Jaroslava Chebena                                             | 6. února až 6. března                |                                                  |             |             |                                                                            |
| 1966      | 200 let hradecké pevnosti                                                                         | 8. února až 31. srpna                |                                                  |             |             | autor: Aleš Doubrava                                                       |
| 1966      | Válečný rok 1866 v Hradci Králové                                                                 | 6. dubna až 10. září                 |                                                  |             |             |                                                                            |
| 1966      | Člověk a mapa                                                                                     | 9. dubna až 22. května               |                                                  |             |             |                                                                            |
| 1966      | Antonín Pelc, obrazy, ilustrace, karikatury                                                       | 29. května až 3. července            |                                                  |             |             |                                                                            |
| 1966      | Válka 1866 (Válečný rok 1866 v Hradci Králové v literatuře)                                       | 19. června až 16. října              |                                                  |             |             | autoři: Dolínek, Mudra                                                     |
| 1966      | Pět let archeologických výzkumů v Plotištích nad Labem                                            | 21. srpna až 30. října               |                                                  |             |             | autor: Vít Vokolek                                                         |
| 1966      | Papírová platidla na území Československa                                                         | od 1. září                           |                                                  |             |             | autor: J. Šůla                                                             |
| 1966      | Z cesty po Francii, kresby Břetislava Jünglinga                                                   | 3. září až 9. října                  |                                                  |             |             |                                                                            |
| 1966      | Sklo pěti staletí                                                                                 | od 15. září                          |                                                  |             |             | autor: J. Stárková                                                         |
| 1966      | Armádní výtvarné studio Praha, obrazy, sochy, grafika                                             | 8. listopadu až 4. prosince          |                                                  |             |             |                                                                            |
| 1967      | Třebechovický betlém ve fotografii Miroslava Fojka                                                | 3. ledna až 14. října                |                                                  |             |             |                                                                            |
| 1967      | Vladislav Vančura, život a dílo                                                                   | 19. února až 15. dubna               | spolupráce: Památník národního písemnictví       |             |             |                                                                            |
| 1967      | Kovy a jejich rudy                                                                                | od 2. května                         |                                                  |             |             | autor: I. Štafl                                                            |
| 1967      | Příroda Sardinie, fotografie a nálezy                                                             | od 2. května                         |                                                  |             |             | autor: I. Štalf                                                            |
| 1967      | Klenoty starých pergamenů                                                                         | léto                                 |                                                  |             |             | hudební rukopisy východních Čech z 15. až 18. století                      |
| 1967      | Arménská architektura                                                                             | 12. listopadu až 31. prosince        |                                                  |             |             |                                                                            |
| 1967      | 1400 km Tunisem                                                                                   | 5. listopadu 1967 až 7. ledna 1968   |                                                  |             |             |                                                                            |
| 1967      | Klasicistní štíty                                                                                 | 18. prosince 1967 až 29. února 1968  |                                                  |             |             |                                                                            |
| 1968      | Historické roky republiky – k 50. výročí vzniku ČSR                                               | 3. ledna až 15. srpna                | spolupráce: SOA Zámrsk                           |             |             | k 50. výročí vzniku ČSR; výstava dokumentů z archivů východních Čech       |
| 1968      | Moje Rusko, výtvarná díla                                                                         | 14. až 28. ledna                     | spolupráce s KG a OV SČSP                        |             |             | výtvarní umělci RSFR K 50. výročí VŘSR                                     |
| 1968      | Národní obrození v Hradci Králové                                                                 | 1. března až 11. srpna               |                                                  |             |             | výstava k 100. výročí úmrtí nakladatele Jana Hostivíta Pospíšila           |
| 1968      | Hradecká pevnost                                                                                  | 16. dubna až 11. srpna               |                                                  |             |             | autor: Aleš Doubrava                                                       |
| 1968      | Mnohotvárný křemen – mineralogická výstava                                                        | 17. září                             |                                                  |             |             |                                                                            |
| 1968      | Adolf Karlovský, heraldická kresba                                                                | 15. srpna až 3. prosince             |                                                  |             |             |                                                                            |
| 1968      | Výstavba Hradce Králové po roce 1948                                                              |                                      |                                                  |             |             |                                                                            |
| 1968      | Zmizelý Hradec – archeologická výstava                                                            |                                      |                                                  |             |             |                                                                            |
| 1968      | 25 let práce v Pravdě – fotografie Ustinova                                                       | 22. února až 15. března              |                                                  |             |             |                                                                            |
| 1968      | Poštovní známka 1918 – 1938 – 1948 – 1968                                                         |                                      |                                                  |             |             |                                                                            |
| 1968–1969 | Amatérská fotografie                                                                              | 6. prosince 1968 až 28. března 1969  |                                                  |             |             |                                                                            |
| 1969      | Karel Čapek                                                                                       | 15. srpna až 24. prosince            |                                                  |             |             |                                                                            |
| 1969      | František Ulrich, život a dílo                                                                    | 2. dubna až 5. srpna                 |                                                  |             |             | výstava ke 110. výročí narození a 30. výročí úmrtí                         |
| 1969      | Chraňte pravěké památky – archeologická výstava                                                   |                                      |                                                  |             |             |                                                                            |
| 1969      | Chráněné rostliny Východočeského kraje                                                            | 5. srpna až 21. října                |                                                  |             |             |                                                                            |
| 1969      | Hradec ve fotografii                                                                              |                                      |                                                  |             |             |                                                                            |

### 70. léta 20. století
| Rok       | Název výstavy                                                                                    | Termín                               | Pořadatel | Umístění          | Návštěvnost | Poznámky |
| --------- | ------------------------------------------------------------------------------------------------ | ------------------------------------ | --- | ----------------- | ----------- | --- |
| 1970      | Výstava kolekce paličkovaných krajek                                                             |                                      | MPM |                   | 138 osob    | pro výstavu ve Vídni; vystaveny vzory paličkovaných krajek, slunečníky, čepce, vějíře atp., podle návrhu dr. Otakara Klumpara                                          |
| 1970      | Pedagogická fakulta – výstava areálů škol                                                        | únor až březen                       | |                   |             | |
| 1970      | Národní fotografie                                                                               | 4. až 22. dubna                      | |                   |             | |
| 1970      | Amatérská fotografie                                                                             | 4. dubna až 13. srpna                | |                   |             | |
| 1970      | Proměny 1945–1970, k 25. výročí osvobození                                                       | 2. května až 12. října               | |                   |             | autor výstavy: J. Stárková |
| 1970      | Staré pohledy Hradce                                                                             |                                      | |                   |             | |
| 1970      | Chraňte archeologické památky                                                                    |                                      | |                   |             | |
| 1970      | Z dějin královéhradecké žurnalistiky                                                             | 20. září až 30. listopadu            | |                   |             | |
| 1970–1971 | Ruské a sovětské bankovky                                                                        | 20. listopadu 1970 až 25. února 1971 | |                   |             | |
| 1971      | Sondy do minulosti                                                                               | 15. ledna 1971 až 13. února 1972     | |                   |             | |
| 1971      | Výsledky archeologického výzkumu Hradce Králové                                                  | 15. ledna až 12. února               | |                   |             | |
| 1971      | Lidé – práce – doba                                                                              | únor až březen                       | |                   |             | |
| 1971      | Vítězná cesta                                                                                    | 7. května až 16. srpna               | |                   |             | k 50. výročí založení KSČ |
| 1971      | Slovenské národní povstání                                                                       | 20. srpna až 31. října               | |                   |             | |
| 1971–1972 | 400 let Jana Kepplera                                                                            | 22. října 1971 až 24. ledna 1972     | spolupráce: Hvězdárna a planetárium v Hradci Králové |                   |             | |
| 1971      | Kroniky východních Čech                                                                          | 28. října až 10. prosince            | |                   |             | |
| 1971      | Život a dílo Klementa Gottwalda                                                                  | 1. listopadu až 9. prosince          | |                   |             | |
| 1971      | Výtvarní umělci k 50. výročí VŘSR                                                                | 12. listopadu 1971 až 23. ledna 1972 | |                   |             | |
| 1971      | Čechy a Rusko v 19. století                                                                      | 12. listopadu 1971 až 26. dubna 1972 | |                   |             | výstava z dějin vzájemných vztahů |
| 1971–1972 | Lidová obřadnost                                                                                 | 9. prosince 1971 až 8. února 1972    | |                   |             | |
| 1972      | K volbám do národních výborů                                                                     |                                      | |                   |             | putovní výstava |
| 1972      | Krajina básníkova                                                                                | 14. ledna až 26. dubna               | |                   |             | |
| 1972      | Únor 1948                                                                                        | 8. února až 4. dubna                 | |                   |             | |
| 1972      | Krajina ve fotografii                                                                            | 1. března až 24. dubna               | |                   |             | |
| 1972      | Cesty sovětskou střední Asií                                                                     | 28. března až 31. května             | |                   |             | autor výstavy: J. Stárková |
| 1972      | V. I. Lenin                                                                                      | 4. dubna až 6. května                | |                   |             | |
| 1972      | V našem JZD (Děti ke sjezdu JZD)                                                                 | 5. dubna až 19. června               | |                   |             | |
| 1972      | Slovenské užité umění (výstava současného slovenského užitého umění a průmyslového výtvarnictví) | 12. května až 3. července            | |                   |             | |
| 1972      | 100 let černé bižuterie                                                                          | 29. června až 15. listopadu          | spolupráce: Muzeum skla a bižuterie v Jablonci nad Nisou |                   |             | |
| 1972      | Konfrontace 72                                                                                   | 7. až 29. října                      | |                   |             | vybrané práce amatérských výtvarníků Východočeského kraje a Vratislavského vojvodství                                                                                  |
| 1972      | Polská literatura                                                                                | 8. až 29. října                      | |                   |             | |
| 1972–1973 | Leninskou cestou k vítězství komunismu                                                           | 6. listopadu 1972 až 25. ledna 1973  | spolupráce: Dům sovětské vědy a kultury v Praze |                   |             | |
| 1972–1973 | Sklo Z. Horboweho                                                                                | 8. prosince 1972 až 25. února 1973   | spolupráce: Rada východočeského KNV, Krajské kulturní středisko |                   |             | V rámci Dnů dolnoslezské kultury |
| 1972      | Lidice – Ležáky                                                                                  | 6. května až 7. července             | |                   |             | |
| 1972      | Rekreační oblasti Východočeského kraje                                                           | 8. července až 5. října              | |                   |             | |
| 1972      | Krása tropických motýlů                                                                          |                                      | |                   |             | |
| 1972      | Přírůstky přírodovědeckého oddělení                                                              | 13. října                            | |                   |             | |
| 1972      | Řehoř Mendl                                                                                      | do 30. září                          | |                   |             | |
| 1972–1973 | Přírůstky historického oddělení                                                                  | 18. ledna až 12. února 1973          | |                   |             | |
| 1972      | Lidé – život – doba                                                                              | 12. února až 1. března               | |                   |             | |
| 1972–1973 | Móda 19. století                                                                                 | 19. června až 12. února 1973         | |                   |             | autor výstavy: Židlická |
| 1973      | Výstava sklářských výtvarníků Sklo 73 – Jaroslav Svoboda, František Vízner                       | červen až červenec                   | |                   |             | autoři výstavy: Stárková, Židlická |
| 1973      | Dětské výtvarné práce                                                                            |                                      | |                   |             | |
| 1973      | Stavby deváté pětiletky SSSR                                                                     |                                      | |                   |             | |
| 1973      | Sovětská odborná literatura                                                                      |                                      | |                   |             | autor výstavy: Stárková |
| 1973      | Od Února k dnešku                                                                                | 21. února                            | |                   |             | výstava k 25. výročí Vítězného února |
| 1973      | Park pro 7 milionů                                                                               |                                      | |                   |             | k 10. výročí vyhlášení KRNAP |
| 1973      | Terezín svědčí a varuje                                                                          |                                      | spolupráce: OV českého svazu protifašistických bojovníků |                   |             | zapůjčeno Památníkem Terezín |
| 1973      | Léky z říše nerostů                                                                              | 16. dubna až 12. května              | spolupráce: Mineralogický kroužek farmaceutické fakulty, Krajská vysokoškolská rada KV SSM v Hradci Králové                                                                       |                   |             | výstava minerálů |
| 1973      | Africké kontrasty                                                                                | 20. června až 30. srpna              | spolupráce: Vysokoškolská rada KV SSM v Hradci Králové, Komise pro komplexní výzkum vývojových zemí ČSAV (lékařská sekce), Československý výbor solidarity s národy Afriky a Asie |                   |             | |
| 1973      | Řády a vyznamenání PLR                                                                           |                                      | |                   |             | |
| 1973      | Kapitoly z východočeského pravěku                                                                |                                      | |                   |             | |
| 1974      | 25 let PO SSM                                                                                    |                                      | |                   |             | |
| 1974      | Pohledy na starý Hradec                                                                          |                                      | |                   |             | |
| 1974      | Řády a vyznamenání PLR                                                                           | březen                               | |                   |             | |
| 1974      | Chile – krvácející země                                                                          | 11. dubna až 31. prosince            | |                   |             | putovní výstava, autoři výstavy: Jaroslav Brykner, Milan Koubek |
| 1974      | Sergio Núňez Henriques                                                                           | 21. května až 7. června              | |                   |             | autoři: Zdeněk Bláha, Jiří Malina, výstava obrazů a plakátů chilského výtvarníka, doplnění k výstavě Chile - krvácející země                                           |
| 1974      | Urbanistika Hradce Králové                                                                       |                                      | |                   |             | |
| 1974      | Brouci ČSSR                                                                                      | 12. července až 1. září              | |                   |             | |
| 1974      | 50 let Československých aerolinií                                                                |                                      | |                   |             | |
| 1974      | Cesta svobody                                                                                    | 20. srpna až 30. prosince            | |                   |             | k 30. výročí SNP |
| 1974      | Země velehor                                                                                     | 15. září až 10. října                | |                   |             | v rámci oslav měsíce československo-sovětského přátelství |
| 1974      | Fotografie členů Fomaklubu                                                                       |                                      | |                   |             | |
| 1974      | Horák, Pajskr, fotografie                                                                        | 1. až 31. října                      | |                   |             | |
| 1974      | Karel Bárta, fotografie                                                                          | 1. listopadu až 1. prosince          | |                   |             | |
| 1974–1975 | Jiří Jahoda, fotografie                                                                          | 3. prosince 1974 až 19. ledna 1975   | |                   |             | |
|           | Fosilní ryby                                                                                     |                                      | |                   |             | |
| 1975      | Zaniklý svět – kroniky                                                                           | únor až březen                       | |                   |             | |
| 1975      | Edice kronikářských pramenů                                                                      |                                      | |                   |             | |
| 1975      | Svědectví kronik                                                                                 | 11. února až 6. března               | |                   |             | kroniky Východočeského kraje |
| 1975      | Rozvoj dopravy v Československu                                                                  | 26. února až 25. března              | spolupráce: ministerstvo dopravy |                   |             | |
| 1975      | Výstava banskobystrických výtvarníků amatérů                                                     | 11. března až 11. dubna              | |                   |             | J. Kavec, F. Kuska, J. Ryboš, I. Fraňo, ing. M. Mikloš |
| 1975      | Povstání nevolníků 1775                                                                          |                                      | |                   |             | |
| 1975      | Zvířata a zvířátka ve výtvarném projevu maďarského akademického malíře Mihály Sciby              | 3. dubna až 17. května               | |                   |             | autoři výstavy: Zdeněk Bláha, Jiří Malina |
| 1975      | Krajská výstava Československého svazu filatelistů                                               | 20. až 26. dubna                     | |                   |             | |
| 1975      | V boji za svobodu                                                                                | 24. dubna až 30. června              | spolupráce: Památník - muzeum SNP v Banské Bystrici |                   |             | nejdříve umístěno v Banské Bystrici, následně v Hradci Králové |
| 1975      | Výstava historických kování                                                                      |                                      | |                   |             | autor výstavy: J. Stárková |
| 1975      | Země velehor                                                                                     |                                      | |                   |             | |
| 1975      | Sovětská válečná fotografie                                                                      | 8. až 31. května                     | |                   |             | autoři výstavy: Jiří Malina, Zdeněk Bláha |
| 1975      | Dřeviny severovýchodních Čech                                                                    |                                      | |                   |             | |
| 1975      | První den Bulharska                                                                              | 10. června až 31. července           | spolupráce: Bulharské kulturní středisko v Praze |                   |             | soubor fotografií Nikoly Stojčkova z prvních dní osvobození Bulharska                                                                                                  |
| 1975      | Kresby Jany Štěpánkové                                                                           | únor, březen                         | |                   |             | |
| 1975      | Hradec Králové na počátku dějin                                                                  | podzim                               | |                   |             | autoři: M. Richter, Vít Vokolek |
| 1975      | Revoluční tradice a současnost Východočeského kraje                                              | 20. října až 8. listopadu            | |                   |             | ukázkový výběr z výstavy pro zahraniční družební kraje |
| 1975      | Zapsáno v kronice socialistické doby                                                             |                                      | |                   |             | |
| 1976      | Sovětská architektura                                                                            | únor až duben                        | |                   |             | |
| 1976      | 70 let Pochodně                                                                                  | 14. května až 1. října               | |                   |             | autoři výstavy: Jiří Malina, A. Doubrava |
| 1976      | Hospodářské úspěchy v 5. pětiletce na Hradecku                                                   | květen až září                       | spolupráce: Okresní oddělení českého statistického úřadu v Hradci Králové |                   |             | autor výstavy: Jiří Zikmund |
| 1976      | Volební program NF v pracích Stavoprojektu                                                       | říjen až listopad                    | |                   |             | |
| 1976      | Hradec na počátku dějin                                                                          | květen až září                       | |                   |             | |
| 1976      | Cesty jižní Indií expedice Orchidea                                                              | leden až květen                      | | vestibul 2. patra |             | |
| 1976      | České polodrahokamy                                                                              | červen až červenec                   | |                   |             | |
| 1976      | ZENIT, VII. okresní veletrh                                                                      | 18. až 28. října                     | spolupráce: OV SSM, Okresní odborová rada Hradec Králové |                   |             | |
| 1976      | Výstavka k výročí FDTJ - FPT                                                                     |                                      | |                   |             | autor výstavy: Jiří Zikmund |
| 1977      | Hradecký program 30 let                                                                          | 1. dubna až 31. května               | |                   |             | autoři výstavy: Ing. J. Klimeš, J. Zikmund, PhDr. A. Židlická |
| 1977      | Brněnští výtvarníci Axman, Chmelař, Dobiáš (obrazy a plastiky)                                   | 25. února až 7. března               | |                   |             | |
| 1977      | Aktivně čelit ideologické diverzi antikomunismu                                                  | 13. až 27. května                    | spolupráce: Politické oddělení Krajského odboru ochrany státních hranic v Hradci Králové                                                                                          |                   |             | |
| 1977      | Léky z šera pralesů                                                                              | 20. června až 31. prosince           | | vestibul 2. patra |             | |
| 1977      | Velká vlastenecká válka                                                                          | srpen                                | |                   |             | |
| 1977      | Okresní veletrh Zenitu                                                                           | 10. až 17. října                     | |                   |             | |
| 1977      | Sovětský tisk – tisk pokroku a míru                                                              | 2. listopadu až 2. prosince          | spolupráce: Poštovní novinová služba, Meždunarodnaja kniga Moskva, Lidové nakladatelství                                                                                          |                   |             | |
| 1977      | Kosmos začíná na zemi                                                                            | 2. listopadu až 28. prosince         | |                   |             | k 60. výročí VŘSR, výstava fotografií A. Š. Moklecova |
| 1977      | Černigov a Černigovsko                                                                           | 2. listopadu až 2. prosince          | |                   |             | k 60. výročí VŘSR; autor: Jaroslav Ludvík |
| 1977      | Říjnové dny                                                                                      | 2. až 28. listopadu                  | |                   |             | |
| 1978      | 30 let úspěchů (hospodářského rozvoje) Východočeského kraje                                      | 20. února až 31. května              | |                   |             | autor: Jaroslav Šůla; výstava zároveň ve výstavním pavilonu Kulturního domu ROH                                                                                        |
| 1978      | Život a dílo Zdenka Nejedlého                                                                    | od února                             | dům U Švagerků |                   |             | |
| 1978      | Secese – životní styl na přelomu století                                                         |                                      | |                   |             | autoři výstavy: Jana Stárková, Alice Židlická |
| 1978      | 25 let socialistické dopravy (25 let práce pro socialistickou dopravu)                           | 26. října až 19. listopadu           | |                   |             | |
| 1978      | Poklady muzea                                                                                    |                                      | |                   |             | |
| 1978      | Práce cizelérských kurzů Průmyslového muzea v Hradci Králové                                     |                                      | |                   |             | |
| 1978      | Z uměleckoprůmyslových sbírek muzea                                                              | 2. až 7. prosince                    | |                   |             | dřevo, textil, keramika, malba, grafika |
| 1978      | Tajemství ptačího stěhování                                                                      |                                      | |                   |             | |
| 1978      | Walbřich – foto, porcelán, filumenie                                                             |                                      | |                   |             | |
| 1978      | Soutěžní návrhy na urbanistické řešení Roudničky a Vysoké n. Labem                               | 17. až 29. července                  | |                   |             | |
| 1978      | Obrazy Jaroslava Šmídry                                                                          | od 29. srpna                         | |                   |             | |
| 1978      | 25 let Sborů pro občanské záležitosti                                                            | od 2. října                          | |                   |             | Výstava k výročí SPOZ |
| 1979      | Magdeburg se představuje                                                                         | od 31. května                        | |                   |             | |
| 1979      | Vietnam známý a neznámý                                                                          | 11. září až 15. prosince             | |                   |             | autoři výstavy: Dr. F. Šita a M. Sainerová; exponáty zapůjčené od Kulturního a informačního střediska VSR v Praze a předměty od pracovníků, kteří působili ve Vietnamu |
| 1979      | 35. výročí SNP                                                                                   |                                      | |                   |             | |
| 1979      | Slohový nábytek                                                                                  |                                      | |                   |             | |
| 1979      | Stopy nejstarší lidské práce ve východních Čechách                                               |                                      | |                   |             | |
| 1979      | Rok dítěte (KPPM): Děti, mír a umění                                                             | 6. až 13. června                     | |                   |             | |
| 1979      | Vlasta Matoušová: Hmyz v kresbě a grafice                                                        | 19. srpna až 29. září                | |                   |             | uspořádáno v rámci VIII. Mezinárodního sympozia o faunistice hmyzu střední Evropy                                                                                      |
| 1979      | Expedice Himalaja NUN 1735 m                                                                     |                                      | |                   |             | první východočeská himálajská expedice 1976; fotografie, horolezecká výzbroj, přírodopisné a národopisné sběry                                                         |
| 1979      | Výstava kronik a StoA Zámrsk                                                                     |                                      | |                   |             | |
| 1979      | Výstava pro muzeum v Jachnovce                                                                   | od 17. dubna                         | |                   |             | v rámci družby s Černigovskou oblastí; pro budované muzeum v Jachnovce (mapující události z 12. října 1943)                                                            |

### 80. léta 20. století
| Rok       | Název výstavy                                                                                  | Termín                                                         | Pořadatel | Umístění         | Návštěvnost | Poznámky |
| --------- | ---------------------------------------------------------------------------------------------- | -------------------------------------------------------------- | --- | ---------------- | ----------- | --- |
| 1980      | Věra Kočová – paličkované obrázky                                                              |                                                                | |                  |             | |
| 1980      | Z archeologického výzkumu hradeckého muzea                                                     |                                                                | |                  |             | |
| 1980      | Svazarmovci v duchu revolučních tradic                                                         | 7. května až 29. června                                        | |                  |             | |
| 1980      | Josef Haken – komunista – učitel – politik                                                     | 24. dubna až 30. června                                        | spolupráce: KV KSČ                                                                                                  | U Švagerků       |             | |
| 1980      | 100 let hradeckého muzea                                                                       |                                                                | |                  |             | |
| 1980      | Příroda ve sbírkách hradeckého muzea                                                           | červen až říjen                                                | |                  |             | |
| 1981      | Hračky Víta Grusse                                                                             |                                                                | |                  |             | |
| 1981      | Luděk Havelka, výstava medailí                                                                 |                                                                | | přízemí vestibul |             | |
| 1981      | Amatérská fotografie (Amfo 81)                                                                 |                                                                | |                  |             | |
| 1981      | Z historie slovanského osídlení východních Čech                                                | 1. dubna 1981 až 31. ledna 1982                                | |                  | 18 456 osob | výstava nahrazující chybějící stálou expozici pravěku východních Čech, první výstava, která se souborně zabývala slovanským osídlením ve východních Čechách; autoři: Jiří Sigl, Vít Vokolek |
| 1981      | KSČ v boji proti fašismu                                                                       |                                                                | |                  |             | k 60. výročí založení KSČ; činnost KSČ v regionu Hradecka v období 1933–1945 |
| 1981      | Černigovská oblast – oblast revolučních, bojových a pracovních tradic (Černigov – kraj přátel) | 20. září až 10. listopadu                                      | |                  | 4 697 osob  | |
| 1982      | Šperk – historie a současnost                                                                  | 2. až 26. září                                                 | |                  |             | výstava k 50. výročí založení Výrobního družstva Znak Hradec Králové |
| 1982      | Kosmické dálky                                                                                 | 1. listopadu až 31. prosince                                   | |                  |             | |
| 1982      | Věčně živá příroda                                                                             | 1. dubna až 15. srpna                                          | |                  | 6 790 osob  | |
| 1982      | Kouzlo apatyky                                                                                 | 15. února 1982 až 7. ledna 1983                                | |                  | 17 515 osob | materiálová výstava ze studijních sbírek Farmaceutické fakulty v Hradci Králové; autoři: Václav Rusek a J. Zikmund |
| 1982      | 60. výročí SSSR                                                                                |                                                                | |                  |             | |
| 1982      | Zbraně lovecké zbraně                                                                          |                                                                | | vestibul         |             | |
| 1982      | Betlémy a perníkářské formy                                                                    |                                                                | | vestibul         |             | |
| 1982      | Nejstarší zemědělci východních Čech                                                            |                                                                | |                  |             | |
| 1982      | Ex libris                                                                                      |                                                                | | chodba v přízemí |             | |
| 1983      | Výtvarné dílo v architektuře                                                                   | 15. února až 11. dubna                                         | |                  |             | |
| 1983      | Československé pamětní mince a medaile 1948–1983                                               | 1. března až 31. července                                      | |                  |             | |
| 1983      | V zrcadle staletí                                                                              | 18. května až 18. listopadu                                    | |                  |             | |
| 1983      | SČSP ve sbírkách Muzea Klementa Gottwalda v Praze a KMVČ v Hradci Králové                      | 1. června až 31. října                                         | |                  |             | |
| 1983      | Krása tropů                                                                                    | 1. srpna až 1. října                                           | |                  |             | výstava exotických motýlů, ulit a lastur měkkýšů tropických moří |
| 1983      | Motorismus včera a dnes                                                                        | 20. října až 4. prosince                                       | |                  |             | |
| 1983      | AMFO "83, amatérské fotografie                                                                 |                                                                | |                  |             | |
| 1983      | Pokrokové tradice amatérského divadla ve východních Čechách                                    | 29. října až 27. listopadu                                     | |                  |             | |
| 1983      | Michal Vitanovský – medaile, plakety, drobná plastika                                          |                                                                | |                  |             | |
| 1983      | Hodiny ve sbírkách muzea                                                                       |                                                                | |                  |             | |
| 1983      | Počátky východočeských měst                                                                    |                                                                | |                  |             | |
| 1984      | 60. výročí úmrtí V. I. Lenina                                                                  |                                                                | |                  |             | |
| 1984      | 35. výročí zákona o JZD                                                                        |                                                                | |                  |             | |
| 1984      | 25 let archeologických výzkumů Východočeského kraje                                            | 16. února až 14. října                                         | |                  | 10 982 osob | autoři: J. Kalferst, J. Sigl a V. Vokolek |
| 1984      | SÚRPMO – 30 let                                                                                | 8. až 28. března                                               | výstava Státního ústavu pro rekonstrukce památkových měst a objektů v Praze                                         |                  |             | |
| 1984      | Ohrožené a introdukované ryby východních Čech                                                  | 15. března až 19. srpna                                        | |                  | 9 425 osob  | autor: Karel Lohniský |
| 1984      | Výstava kraslic ze soutěže "O nejlépe provedenou kraslici"                                     | 12. dubna až 6. května                                         | |                  | 2 181 osob  | 420 soutěžních kraslic v ošatkách, doplněno výšivkami ze sbírek KMVČ a výrobky z Ústřední lidové umělecké výroby Praha; autoři: PhDr. Zastávková (z Ústřední lidové umělecké výroby Praha) a Zdena Lenderová (za KMVČ) |
| 1984      | Křídla vlasti                                                                                  | 17. května až 2. září                                          | spolupráce: Svazarm                                                                                                 |                  | 5 478 osob  | prezentace počátků české aviatiky, vývoj českého leteckého průmyslu, vznik a vývoj sportovního létání, parašutismu s důrazem na východní Čechy; autor: Jaroslav Ludvík |
| 1984      | Léčivé rostliny                                                                                | 1. září až 31. prosince                                        | spolupráce: Farmaceutická fakulta UK v Hradci Králové                                                               |                  | 9 119 osob  | autorka Jiřina Belicová |
| 1984      | Město a čas                                                                                    | 21. září až 30. prosince                                       | |                  | 11 533 osob | k 100. výročí bourání hradeb; stavební historie města od nejstarších dob do r. 1884 (2. část 1884 až 1984 v Městské výstavní síni); originály map, plánů, veduty, dobové fotografie, modely, výtvarná díla, stavební a archeologické relikty; autor: Aleš Doubrava |
| 1984      | Výstava hudebních nástrojů                                                                     | 16. listopadu až 16. prosince                                  | |                  |             | u příležitosti 120. výročí značky Petrof, autor: Petrof |
| 1985      | 200 let J. H. Pospíšila                                                                        |                                                                | |                  |             | |
| 1985      | Současný výzkum východočeských hradišť                                                         |                                                                | |                  |             | |
| 1985      | Z činnosti přírodovědeckého oddělení                                                           |                                                                | | vestibul přízemí |             | |
| 1985      | Muzejní plakát Zdenka Bláhy                                                                    |                                                                | |                  |             | |
| 1985      | AMFO ´85                                                                                       |                                                                | |                  |             | |
| 1985      | Loutkářství východních Čech                                                                    | 1. listopadu až 31. prosince                                   | spolupráce: Muzeum loutkářských kultur v Chrudimi, Východočeské loutkové divadlo Drak v Hradci Králové              |                  |             | přehled vývoje loutkového divadla ve východních Čechách od 19. století; autoři: Jarmil Chládek (Muzeum loutkářských kultur) a Zdeněk Zahradník (KMVČ HK) |
| 1985      | Kroniky ve světle doby                                                                         | 10. října až 17. listopadu                                     | spolupráce: SOA Zámrsk                                                                                              |                  |             | u příležitosti III. celonárodní soutěže kronikářů; kroniky od 12. století do současnosti; |
| 1985      | Skleněná krása Orlických hor a Orlické hory ve fotografii Jiřího Holubáře                      | 1. srpna až 15. září                                           | |                  | 3 418 osob  | dějiny sklářství v Orlických horách, sklářské výrobky z 16. až počátku 20. století |
| 1985      | Boj a vítězství                                                                                | 27. února až 1. července                                       | |                  |             | k 40. výročí osvobození ČSR, zachycení událostí ve východočeském regionu |
| 1985      | Střelectví a Svazarm                                                                           |                                                                | spolupráce: Svazarm                                                                                                 |                  |             | autor: Jaroslav Ludvík |
| 1985      | Šance pro 99 vynálezců – psací technika v zrcadle času                                         | 16. července až 22. září                                       | spolupráce: Národní technické muzeum                                                                                |                  | 4 315 osob  | putovní výstava Národní technické muzeum; autor: M. Frauenterka z NTM |
| 1986      | Výtvarní umělci straně                                                                         |                                                                | Krajská pobočka SČVU Hradec Králové                                                                                 |                  |             | k 65. Výročí vzniku KSČ |
| 1986      | Život a práce invalidů                                                                         | 21. října až 2. listopadu                                      | |                  |             | |
| 1986      | Zelená kniha vysočiny                                                                          | 6. února až 31. května                                         | |                  |             | fotografie Jana Lebedy, územní plán CHKO Žďárské vrchy |
| 1986      | Radioamatérství a elektronika ve Svazarmu                                                      | 1. října až 31. prosince                                       | |                  |             | IV. výstava z cyklu "Branná výchova a mládež" |
| 1986      | Zkameněliny východních Čech a prehistorická zvířata v obrazech Lubomíra Dědka                  | 10. června až 7. září                                          | |                  |             | |
| 1986      | Počátky srdeční chirurgie v Hradci Králové                                                     | 8. až 30. dubna                                                | spolupráce: KÚNZ – fakultní nemocnice a Lékařská fakulta UK v Hradci Králové                                        |                  |             | výstava věnovaná 35. výročí založení kardiochirurgického střediska v Hradci Králové a 30. výročí úmrtí akademika Jana Bedrny |
| 1986      | 80 let Pochodně                                                                                | 20. března až 30. dubna                                        | |                  |             | autor: Vladimír Škaloud; z cyklu výstav na počest XVII. sjezdu KSČ |
| 1986      | Sedmnáct mezníků                                                                               | 20. března až 25. května                                       | |                  |             | 65 let revoluční cesty KS; z cyklu výstav na počest XVII. sjezdu KSČ |
| 1986      | Tradice pokrokové dělnické tělovýchovy k dnešku                                                | 5. května až 7. června                                         | |                  |             | výstava k 65. výročí vzniku FDTJ a 60. výročí FPT; autor Jiří Zikmund; z cyklu výstav na počest XVII. sjezdu KSČ |
| 1986      | Výstavba města Hradec Králové v letech 1981–1985                                               | 20. až 25. května                                              | |                  |             | zejména fotografie s doprovodnými texty; z cyklu výstav na počest XVII. sjezdu KSČ |
| 1986–1987 | Medaile – mince – plakety; akademický sochař Ladislav Kozák                                    | 1. prosince 1986 až 25. ledna 1987                             | |                  |             | autorka výstavy: Věra Němečková |
| 1986–1987 | Evropské malířství 17. a 18. století ze zámeckých obrazáren východních Čech                    | 11. prosince 1986 až 1. února 1987                             | |                  |             | obrazy ze zámků v Rychnově nad Kněžnou, Opočně, Častolovicích, Náchodě, Hrádku u Nechanic, Hrubém Rohozci |
| 1987      | Plachta – významná přírodovědecká lokalita Hradecka                                            |                                                                | | malý sál, chodba |             | |
| 1987      | Vodní sporty ve Svazarmu                                                                       | 1. října až 22. listopadu                                      | |                  |             | z cyklu branná výchova a mládež |
| 1987      | Hradecký perník (perníkářské formy ve sbírkách muzea)                                          | 28. dubna až 21. června                                        | |                  |             | |
| 1987      | Člověk a kámen                                                                                 | 2. února až 30. dubna                                          | |                  | 2740 osob   | vývoj a možnosti zpracování kamene s důrazem na starší období (pravěk, středověk), autoři: Kalferst, Jakl, Štamberg |
| 1987      | Bály našich babiček                                                                            | 26. listopadu až 31. prosince                                  | | vestibul přízemí |             | |
| 1987      | Střelecké terče                                                                                | 5. května až 11. října                                         | spolupráce východočeských muzeí (díla z jejích sbírek)                                                              |                  | 8 190 osob  | více než 100 terčů převážně z 19. století, doplněno ukázkami palných zbraní a střeleckých vyznamenání, autor Jiří Zikmund |
| 1987      | Výtvarní umělci k 70. výročí VŘSR                                                              | od 5. listopadu                                                | spolupráce: Krajská organizace ČSVU                                                                                 |                  |             | |
| 1987      | Historické osobnosti na současné medaili                                                       | 1. července až 22. září                                        | |                  |             | autorky: Věra Němečková a Helena Štroblová |
| 1987      | Staré pohlednice Hradce Králové                                                                | 3. února až 17. května                                         | |                  |             | ze sbírek muzea a od sběratele Bedřicha Bláhy |
| 1987      | Od Hradeckého programu k socialistické zemědělské velkovýrobě                                  | 2. až 18. dubna                                                | spolupráce: Krajská zemědělská správa                                                                               |                  |             | výstava ke 40. výročí vyhlášení Hradeckého programu |
| 1987      | Výstava rukodělné knižní vazby                                                                 | 30. května až 6. září                                          | |                  |             | seznámení s řemeslem vazače knih, ukázání současného stavu knihařského řemesla; autoři: Otakar Krumm a František Kusý |
| 1988      | Východočeská města na historických pohlednicích                                                | 19. dubna až 12. června                                        | |                  |             | soutěžní výstava |
| 1988      | Pestrá příroda                                                                                 | od 25. března                                                  | |                  |             | výstava ze studijních přírodovědeckých sbírek KMVČ (nerosty, polodrahokamy, zkameněliny, kosti vymřelých čtvrtohorních zvířat, herbářové sbírky, ulity a mušle exotických mořských měkkýšů, ulity našich plžů, vycpaniny ptáků a savců, preparáty ryb, tropičtí brouci a motýli, další hmyz) |
| 1988      | Život v jezerech mladších provohor                                                             | 30. června až 28. srpna                                        | |                  |             | výstava zkamenělin a vyhynulých zvířat a rostlin v rámci mezinárodního sympozia k permokarbonu |
| 1988      | Pavel Mušatka: Osobnosti (kresby, grafika                                                      | 14. června až 28. srpna                                        | |                  |             | soubor karikatur známých osobností kulturního a politického života minulosti i současnosti |
| 1988      | Olympionici z východních Čech                                                                  | 12. dubna až 26. června                                        | |                  |             | autor: Pavel Hladík |
| 1988      | Československé bankovky po roce 1918                                                           | od 13. září                                                    | |                  |             | 70 let republiky v dílech bankovkové tvorby; autor: Bohumil Skalický |
| 1988      | Památky z Bílé věže                                                                            | 9. září až 30. října                                           | |                  |             | historické dokumenty a předměty, které byly vyjmuty z makovice věže 29. srpna 1988 (po 53 letech) |
| 1988      | Člověk a pes                                                                                   | 6. října až 18. prosince                                       | spolupráce: SVAZARM                                                                                                 |                  |             | z cyklu Branná výchova a mládež |
| 1988      | Hradec pohostinný                                                                              | 7. září až 30. října                                           | |                  |             | královéhradecké restaurace a hotely 19. - 20. století; autorka: Libuše Plášilová |
| 1988      | Doba bronzová ve východních Čechách                                                            | 31. května až 4. září                                          | |                  |             | |
| 1988      | Jiří Harcuba: mince a mediale                                                                  | 5. listopadu až 31. prosince                                   | spolupráce: Česká numismatická společnost                                                                           |                  |             | autorka: Věra Němečková ve spolupráci s Jiřím Harcubou |
| 1988      | 1948–1988 (cyklus výstav ke 40. výročí vítězného února)                                        | 24. února až 1. května                                         | |                  |             | výstavy - "Od osvobození k Vítěznému únoru" (dokumentární přehled historického vývoje východních Čech od května 1945 k vyvrcholení socialistické revoluce), - "Socialistické muzejnictví východních Čech" (vývoj východočeských muzeí od roku 1948 a jejich postavení v současném kulturním životě kraje), - "Sbírky muzea v Hradci Králové po roce 1948" (výběr nejvýznamnějších exponátů - přírůstky malý sál) |
| 1989      | Hradecké motivy Otakara Řípy                                                                   |                                                                | |                  |             | |
| 1989      | Tradice uměleckých řemesel                                                                     | od 26. října                                                   | |                  |             | ke 105. výročí založení SUPŠ Turnov |
| 1989      | Z historie kovářství                                                                           | 9. února až 14. května                                         | |                  |             | autoři: Sigl, Stárková |
| 1989      | 130 let pardubicko-liberecké dráhy 1859–1989                                                   | od 28. dubna, v Hradci Králové ve dnech 30. dubna až 2. května | | vlak na nádraží  |             | putovní výstava, v železničním voze v prostorách nádraží; velký doprovodný program, jízdy vlaků s parními lokomotivami |
| 1989      | Modelářství ve Svazarmu                                                                        | od 5. prosince                                                 | |                  |             | autor: Ludvík |
| 1989      | Počátky fotografie ve východních Čechách                                                       | 8. června až 11. září                                          | |                  |             | autor: Jiří Zikmund, k 150 letům fotografie |
| 1989      | Medaile z ateliéru zasloužilého umělce Jiřího Prádlera                                         | od 7. října                                                    | spolupráce: Československá numismatická společnost, Památník národního písemnictví a Svaz českých výtvarných umělců |                  |             | autor: Věra Němečková |
| 1989      | Pivovarnictví ve východních Čechách                                                            | 9. února až 16. dubna                                          | |                  |             | historie pivovarnictví, soubor originálních pivních láhví východočeských pivovarů a nápojového skla, návrh výstavy: Erblach, sběratel pivních lahví |

### 90. léta 20. století
| Rok        | Název výstavy                                                                                   | Termín                              | Pořadatel | Umístění                                                | Návštěvnost | Poznámky |
| ---------- | ----------------------------------------------------------------------------------------------- | ----------------------------------- | --- | ------------------------------------------------------- | ----------- | --- |
| 1990       | Východní Čechy v době prvních historických kmenů                                                | 8. února až 20. května              | |                                                         |             | námět dr. Jiří Sigl; období lidu popelnicových polí, Keltů, doba římská a stěhování národů |
| 1990       | Josef Gočár, architekt Hradce Králové                                                           | 8. února až 6. května               | |                                                         |             | |
| 1990       | T. G. M a Hradec Králové                                                                        | 20. února až 1. dubna               | |                                                         |             | |
| 1990       | Sametová revoluce v Hradci Králové                                                              | 6. až 25. listopadu                 | | chodba                                                  |             | fotografie, písemné dokumenty, 21 panelů; období 17. listopadu až 29. prosince 1989; autorka: J. Pospíšilová                                                                                          |
| 1990       | Lidové obrázky na skle                                                                          | 15. května až 21. října             | | vestibul                                                |             | |
| 1990       | Biskupové královéhradečtí                                                                       | 15. května až 4. listopadu          | | přízemí, chodba                                         |             | |
| 1990       | Prezident Václav Havel v Hradci Králové 27. ledna 1990                                          | 8. až 18. února                     | |                                                         |             | fotoreportáž Evžena Pajskra z návštěvy prezidenta a slavnostního uvedení nového královéhradeckého biskupa Karla Otčenáška do úřadu                                                                    |
| 1990       | František Ulrich, královéhradecký starosta                                                      | 4. dubna až 13. května              | |                                                         |             | |
| 1990–1991  | Památky církevních obřadů                                                                       | 13. června 1990 až 13. ledna 1991   | spolupráce: biskupství královéhradecké                                                                                             |                                                         |             | |
| 1990–1991  | Českoslovenští letci v bitvě o Británii                                                         | 7. prosince 1990 až 13. ledna 1991  | |                                                         |             | |
| 1990–1991  | Jindra Vlček, malíř a legionář                                                                  | do 13. ledna 1991                   | | přízemí, chodba                                         |             | |
| 1990–1991  | Válečná vyznamenání a medaile                                                                   | 1. listopadu 1990 až 13. ledna 1991 | |                                                         |             | |
| 1991– 1992 | Umění bankovek - nerealizované návrhy československých papírových platidel (1918–1988)          | 5. října 1991 až 5. ledna 1992      | spolupráce: Státní banka československá v Praze a Česká numismatická společnost, pobočka v Hradci Králové                          |                                                         |             | autorka: V. Němečková |
| 1991       | Bitva u Hradce Králové 1866                                                                     | 6. června až 3. listopadu           | |                                                         |             | autor: Jan Jakl; mezinárodní konference k 125. výročí bitvy; ukázky výzbroje a výstroje armád prusko-rakouské války                                                                                   |
| 1991       | Jan Tomáš – výstava ateliérových fotografií z let 1867–1904                                     | 1. února až 14. dubna               | |                                                         |             | ke 150. výročí narození J. Tomáše; autor: Jiří Zikmund |
| 1991       | Počátky průmyslového muzea pro severovýchodní část království českého v Hradci Králové          | 1. února až 31. března              | |                                                         |             | autor: J. Stárková (Švancarová) |
| 1991       | Architekt Oldřich Liska a Hradec Králové                                                        | 16. dubna až 19. května             | |                                                         |             | autor: Aleš Doubrava; u příležitosti 110. výročí narození O. Lisky |
| 1991–1992  | Vánoční jesličky                                                                                | 27. listopadu 1991 až 5. ledna 1992 | spolupráce: Muzeum betlémů v Třebechovicích pod Orebem                                                                             |                                                         |             | autor: Z. Lenderová; tvorba betlémářů Čech a Moravy 19. a 20. století |
| 1991       | 350 milionů let lesa                                                                            | 31. ledna až 5. května              | spolupráce: Státní muzeum mineralogie a geologie v Drážďanech a Přírodovědné muzeum ve Vídni                                       |                                                         |             | autor: dr. Štamberg; historie vývoje suchozemských rostlin, fosilizace, využití lesa člověkem; v němčině                                                                                              |
| 1991       | Ludvík Vašina, medaile a plakety                                                                | 4. dubna až 19. května              | |                                                         |             | autor: V. Němečková |
| 1991–1992  | Vánoční a novoroční grafika                                                                     | 27. listopadu 1991 až 5. ledna 1992 | |                                                         |             | soubor grafických vánočních a novoročních blahopřání |
| 1992       | 150 let V. F. Červený a synové, Hradec Králové, hudební nástrojář a vynálezce světového významu | 19. června až 13. září              | spolupráce: Muzeum české hudby Praha, Musikinstrumenten Museum München, Okresní archiv Hradec Králové, Amati Kraslice              |                                                         |             | |
| 1992–1993  | Švédské moderní umění                                                                           | 23. říjen 1992 až 10. ledna 1993    | |                                                         |             | zároveň výstava východočeských umělců ve Švédsku |
| 1992       | Příroda ve městě: Pavel Rödl – fotografie zvířat                                                | 14. února až 31. května             | | chodba                                                  |             | 40 fotografií fauny a flóry z městských ulic, skládek, domácností, půd a sklepů |
| 1992       | Autogramy a fotografie známých osobností televizní obrazovky ze sbírky Stanislava Hlobila       | 7. září až 22. listopadu            | | chodba (přízemí)                                        |             | |
| 1992–1993  | Falšovaná archeologie                                                                           | 25. září 1992 až 10. ledna 1993     | |                                                         |             | |
| 1992–1993  | Obrázky ze staré školy                                                                          | 19. května 1992 až 10. května 1993  | |                                                         |             | autor: Libuše Plášilová; školní obrazy, učebnice a učební pomůcky od konce 18. století do 50. let 20. století; u příležitosti 400. výročí narození J. A. Komenského                                   |
| 1992       | Královéhradecký poklad                                                                          | 14. až 15. února                    | |                                                         |             | nový nález stříbrných mincí (1609 pražských grošů z lucemburské doby) z 19. prosince 1991 |
| 1992       | Ex libris členů SČUG Hollar                                                                     | 14. května až 6. září               | |                                                         |             | |
| 1992       | Indiáni ve fotografii D. Augera                                                                 | 21. až 26. května                   | |                                                         |             | |
| 1992       | Nejstarší městská kronika Hradce Králové a památky V. K. Klicpery v muzejních sbírkách          | 5. až 8. listopadu                  | |                                                         |             | |
| 1992       | J. Havel, krajinářské fotografie                                                                |                                     | |                                                         |             | |
| 1992       | Absolventská výstava fotografií Hradecké fotografické školy                                     |                                     | |                                                         |             | |
| 1993       | Michal Klahr st. a jeho theatrum sacrum                                                         | 5. března až 30. května             | spolupráce: Muzeum Ziemi Klodzkej w Klodzku, Centrum Badań Ślaskoznawczych i Bohemistycznych, Univerzita Wroclawskego we Wroclawiu |                                                         |             | |
| 1993       | Umělecké vazby a náboženské tisky                                                               | 4. února až 4. dubna                | |                                                         |             | ukázky bibliografických vydání tiskárny Steinbrener ve Vimperku |
| 1993       | Divadlo v Hradci Králové – tradice a současnost                                                 | 19. června až 26. září              | spolupráce: Klicperovo divadlo, divadlo Drak                                                                                       |                                                         |             | historie divadla od nejstarších známých počátků v 17. století |
| 1993– 1995 | Počátky osídlení východních Čech                                                                | 18. května 1993 až 8. ledna 1995    | |                                                         |             | autor: Vít Vokolek; pravěk a raný středověk východočeské oblasti |
| 1993       | Naši dravci                                                                                     | 6. dubna až 15. srpna               | |                                                         |             | vycpaniny chráněných druhů dravců |
| 1993       | Plachta – živé bohatství Hradec Králové                                                         | 19. června až 8. srpna              | |                                                         |             | |
| 1993       | Naše houby                                                                                      | 19. srpna až 26. září               | spolupráce: MZM v Brně, Mykologický kroužek při Muzeu východních Čech v Hradci Králové                                             |                                                         |             | |
| 1993–1994  | Zvonařství a kampanologie                                                                       | 1. září 1993 až 10. dubna 1994      | |                                                         |             | po výstavě vytvořena nová expozice (1995–1999) |
| 1993       | Hrady a zámky po 100 letech                                                                     | 12. srpna až 26. září               | |                                                         |             | dobové rytiny bratrů Liebscherů Hradů, zámků a tvrzí království Českého Augusta Sedláčka + aktuální fotografie Ladislava Svobody; ke 150. výročí narození A. Sedláčka                                 |
| 1993–1994  | České dějiny na medaili a plaketě                                                               | 18. listopadu 1993 až 9. ledna 1994 | spolupráce: Národní muzeum v Praze, asociace umělců medailérů v Praze, Česká numismatická společnost, pobočka v Hradci Králové     |                                                         |             | |
| 1993–1994  | Lidové Vánoce                                                                                   | 16. listopadu až 9. ledna           | |                                                         |             | betlémy a staročeská vánoční výzdoba |
| 1993–1994  | Sv. Jan Nepomucký ve výtvarném umění                                                            | 16. listopadu až 9. ledna           | spolupráce: biskupství královéhradecké                                                                                             |                                                         |             | |
| 1993–1994  | Josef Istler, fokalk; Alexandr Skalický senior, fotografie                                      | 16. listopadu až 9. ledna           | |                                                         |             | |
| 1993       | Fotografie absolventů hradecké fotografické konzervatoře                                        | 2. až 28. února                     | |                                                         |             | |
| 1993       | Vojenské pevnosti tří staletí (pevnostní systémy)                                               | 9. až 11. června                    | |                                                         |             | v rámci mezinárodní konference Fortifikace a obrana státu |
| 1994       | Česká ex libris z let 1989–1992                                                                 | 3. února až 4. dubna                | spolupráce: Památník národního písemnictví, Kabinet ex libris Chrudim                                                              |                                                         |             | |
| 1994       | Život v porcelánu                                                                               | 3. února až 4. dubna                | |                                                         |             | evropský figurativní porcelán 18. a 19. století |
| 1994–1995  | Zlaté a stříbrné čepce                                                                          | 1. února 1994 až 8. ledna 1995      | |                                                         |             | krumplované čepce 19. století; ke 100. výročí Hospodářské, průmyslové a národopisné výstavy v Hradci Králové v roce 1894                                                                              |
| 1994       | 130 let výroby klavírů a pianin značky Petrof v Hradci Králové                                  | 14. dubna až 29. května             | |                                                         |             | historie a současnost firmy Petrof |
| 1994       | Dinosauři nebyli jediní...                                                                      | 20. dubna až 30. října              | |                                                         |             | autor: Stanislav Štamberg |
| 1994       | Sto let hospodářské, průmyslové a národopisné výstavy v Hradci Králové v roce 1894              | 6. května až 4. září                | |                                                         |             | |
| 1994       | Český kubismus – architektura a užité umění                                                     | 15. června až 16. října             | |                                                         |             | ze sbírek Uměleckoprůmyslového muzea v Praze, Národního muzea v Praze, Moravské galerie v Brně a Muzea východních Čech v Hradci Králové                                                               |
| 1994       | Každému dítěti domov a mámu                                                                     | 6. září až 16. října                | |                                                         |             | o SOS dětských vesničkách |
| 1994       | 100 let veřejné královéhradecké knihovny                                                        | 20. září až 30. října               | |                                                         |             | historie a současnost Okresní knihovny v Hradci Králové |
| 1994–1995  | Za svobodu!                                                                                     | 28. září 1994 až 8. ledna 1995      | spolupráce: Jednota Československé obce legionářské v Hradci Králové, Historický ústav Armády ČR v Praze                           |                                                         |             | autor: J. Pospíšilová |
| 1994–1995  | Nýtovaný sendvič                                                                                | 1. listopadu 1994 až 8. ledna 1995  | |                                                         |             | fotografie M. Podhrázského |
| 1994–1995  | Vánoční jesličky                                                                                |                                     | |                                                         |             | výstava betlému ze sbírek muzea |
| 1994–1995  | Žena na staré pohlednici                                                                        | 2. listopadu 1994 až 8. ledna 1995  | |                                                         |             | výstava starých aktů z unikátní sbírky pohlednic semilského sběratele Jaroslava Bartáka |
| 1994       | Výstava hub                                                                                     | 29. září až 3. října                | | budova školy v ulici Dlouhá 190                         |             | práce žáků SOU polytechnického |
| 1994       | Česká ex libris z let 1989–1992                                                                 | 24. září až 9. října                | | Walbrzych, Polsko, v rámci Festivalu křesťanské kultury |             | |
| 1994–1995  | Seceja w zbiorach Muzeum wschodnich Czech-Secese                                                | 27. října 1994 až 31. prosince 1995 | | Muzeum Ziemi Klodskej v Klodsku                         |             | |
| 1995       | Vincenc Morstadt (1802–1875), portrétista českých měst                                          | 9. února až 16. dubna               | |                                                         |             | obrazy a kresby českých měst 19. století |
| 1995       | Secese                                                                                          | 18. května až 27. srpna             | |                                                         |             | ze sbírek uměleckého průmyslu, etnografie a fotoarchivu muzea |
| 1995–1997  | Příroda východních Čech                                                                         | 12. dubna 1995 až 31. prosince 1997 | |                                                         |             | z přírodovědeckých sbírek muzea |
| 1995       | Ocelová bižuterie                                                                               | 18. května až 8. října              | |                                                         |             | soubor leštěné a nýtované bižuterie z přelomu 18. a 19. století |
| 1995       | Rostliny a homeopatie                                                                           | 7. února až 23. dubna               | |                                                         |             | spolupráce: Okresní muzeum a galerie v Jičíně, Severočeské muzeum v Liberci |
| 1995       | Nejstarší listiny a pečeti města Hradce Králové                                                 | 18. až 28. května                   | spolupráce: SOA Hradce Králové |                                                         |             | k 770. výročí nejstarší písemné zprávy o Hradci Králové jako městě |
| 1995       | Květen '45                                                                                      | 25. dubna až 14. května             | |                                                         |             | autor: J. Pospíšilová |
| 1995–1996  | Slavníkovci a Přemyslovci                                                                       | 22. září 1995 až 7. ledna 1996      | |                                                         |             | výstava k 1000. výročí vyvraždění Slavníkovců |
| 1995–1996  | Vánoční jesličky a papírové betlémy                                                             | 17. listopadu 1995 až 7. ledna 1996 | | vestibul přízemí a chodba                               |             | |
| 1995       | Nové archeologické výzkumy v Hradci Králové a Chrudimi                                          | 12. října až 12. listopadu          | |                                                         |             | |
| 1995       | Houby                                                                                           | 27. září až 1. října                | | SOU polytechnické                                       |             | |
| 1995       | Chrudimsko v raném středověku                                                                   | 22. září až 22. listopadu           | |                                                         |             | vývoj osídlení a jeho proměny |
| 1995       | Památky z tiary věže sv. Klimenta                                                               | 12. až 17. září                     | |                                                         |             | |
| 1996       | Brána do Japonska                                                                               | 16. května až 31. prosince          | |                                                         |             | tradice a současnost Japonska |
| 1996       | Otakar Řípa – Starý Hradec Králové                                                              | 8. února až 12. května              | |                                                         |             | kresby hradeckých zákoutí |
| 1996       | Lidové obrázky na skle                                                                          | 13. února až 14. dubna              | | malý sál                                                |             | |
| 1996       | Medaile a plakety města Hradce Králové                                                          | 4. až 12. května                    | |                                                         |             | výstavka ke 40. výročí založení pobočky České numismatické společnosti v Hradci Králové |
| 1996       | Současná česká grafika                                                                          | 16. května až 31. prosince          | |                                                         |             | |
| 1996       | Jarmil Stodola, perokresby                                                                      | 16. dubna až 12. května             | |                                                         |             | |
| 1996       | Trans Europe                                                                                    | 2. až 7. července                   | |                                                         |             | společný projekt "Za kulturou nejen do Prahy", fotografie evropských vlakových nádraží od předních fotografů                                                                                          |
| 1996       | Světová grafika XX. století                                                                     | 11. července až 4. srpna            | |                                                         |             | S. Dalí, P. Picasso, J. Miró, A. Warhol |
| 1996       | Humorest 1996                                                                                   | 14. srpna až 8. září                | |                                                         |             | bienále mezinárodní soutěže v kresleném humoru |
| 1996–1997  | Sportování našich dědečků a babiček                                                             | 3. října 1996 až 5. ledna 1997      | |                                                         |             | sportovní náčiní a oblečení z 19. století až 1. pol. 20. století |
| 1996       | Krásné časy                                                                                     | 16. září až 10. listopadu           | spolupráce: NTM Praha fotografie Rudolfa Brunnera - Dvořáka, dvorního fotografa Ferdinanda d´Este                                  |                                                         |             | |
| 1996–1997  | Knížecí mohyla v Běstovicích                                                                    | 15. října až 5. ledna 1997          | |                                                         |             | archeologické nálezy z doby bronzové |
| 1996       | Houby                                                                                           |                                     | |                                                         |             | |
| 1996–1997  | Ctibor Košťál                                                                                   | 12. listopadu 1996 až 5. ledna 1997 | |                                                         |             | autorská retrospektivní výstava krajinářského fotografa, v rámci cyklu Východočeská fotografie |
| 1996       | Československé státní symboly a prapory                                                         | 16. až 19. května                   | |                                                         |             | výstavka v rámci 1.českého národního vexilologického kongresu |
| 1996–1997  | Betlémy jiným pohledem                                                                          | 29. listopadu 1996 až 5. ledna 1997 | |                                                         |             | |
| 1997       | Houpy hou aneb kočárky a vozítka, pro panenky, pro dítka                                        | 14. května až 31. prosince          | |                                                         |             | výstava kočárků od konce 19. stol. do 60. let 20. století |
| 1997       | Jiří Šindler, grafika                                                                           | 14. května až 31. srpna             | |                                                         |             | |
| 1997       | Izrael ve fotografii                                                                            | 14. května až 15. června            | |                                                         |             | |
| 1997       | Blbé, ale naše ...koláže a bublináže Pavla Taussiga                                             | 26. června až 31. srpna             | |                                                         |             | |
| 1997       | Grand prix '96                                                                                  | 5. až 21. září                      | |                                                         |             | výstava k soutěži Obce architektů |
| 1997–1998  | Příroda očima ornitologa a cestovatele                                                          | 11. září 1997 až 4. ledna 1998      | |                                                         |             | fotografie Bohuslava Peška a Ivana Tláskala |
| 1997       | Houby                                                                                           | 25. až 28. září                     | |                                                         |             | |
| 1997-1998  | Karel Janoušek, pocta písmu                                                                     | 25. září 1997 až 4. ledna 1998      | |                                                         |             | |
| 1997–1998  | Bohdan Holomíček, fotografie                                                                    | 11. listopadu 1997 až 4. ledna 1998 | |                                                         |             | 4. výstava cyklu "Východočeská fotografie" |
| 1997       | Lidové betlémy, vánoční momentky                                                                | 11. listopadu 1997 až 4. ledna 1998 | |                                                         |             | |
| 1997       | Interiér roku 1996 – Česká židle                                                                | 19. až 27. listopadu                | spolupráce: Design centrum Praha                                                                                                   |                                                         |             | |
| 1997       | Fotografie - prof. Antonín Fingerland a jeho současníci                                         | 6. února až 31. prosince 1997       | |                                                         |             | z cyklu výstav "Hradecká fotografie"; tvorba královéhradeckých fotografů z přelomu 20. a 30. let 20. století (prof. MUDr. Finderland, Franz, Havlů, Chmelař, Nekola, Šimek, Šindelář, Rajzlík, Urban) |
| 1997       | Jiří Netík, sochař a řezbář                                                                     | 6. února až 27. března              | |                                                         |             | |
| 1997       | Archeologie z ptačí perspektivy                                                                 | 4. února až 4. května               | |                                                         |             | výsledky archeologických výzkumů prováděných leteckou fotografií |
| 1997       | Orlická niva ve fotografii                                                                      | 27. března až 4. května             | |                                                         |             | |
| 1997       | Jiří Vavřina, obrazy; Jaroslav Doležal, řezby                                                   | 2. až 27. dubna                     | |                                                         |             | |
| 1997       | Papež městu, město papežovi                                                                     | 14. až 25. května                   | |                                                         |             | výstava medailí, dar městu od papeže Jana Pavla II. A dar města papeži |
| 1998       | Jiří Šindler, obrazy a kresby 1963–1998                                                         | 15. ledna až 15. února              | |                                                         |             | výstava k životnímu jubileu |
| 1998       | Salon architektů Hradce Králové                                                                 | 17. února až 22. března             | |                                                         |             | přehlídka architektonických prací z let 1990–1997 |
| 1998       | Od masopustu do Velikonoc                                                                       | 4. března až 14. června             | |                                                         |             | autor: Z. Lenderová |
| 1998       | Milan Michl, fotografie                                                                         | 23. dubna až 14. června             | |                                                         |             | 5. výstava cyklu východočeská fotografie, retrospektivní výstava u příležitosti šedesátin autora |
| 1998       | Lidová fajans Ferdyše Kostky                                                                    | 30. dubna až 23. srpna              | |                                                         |             | užitkové předměty a drobné plastiky |
| 1998       | Dudy v Čechách, na Moravě a ve Slezsku                                                          | 13. května až 13. srpna             | |                                                         |             | putovní výstava, převzata jako celek z Masarykova muzea v Hodoníně |
| 1998       | Vladislav Krédl, Ze sklepa až na půdu                                                           | 13. května až 31. srpna             | |                                                         |             | přehled současné tvorby fotografa z Mladé Boleslavi |
| 1998       | Scénografie Petra Matáska – 40 let divadla Drak                                                 | 26. června až 17. ledna             | |                                                         |             | autorská výstava královéhradeckého scénografa (návrhy scén, dekorací a loutek) |
| 1998       | Kary H Lasch, svět objektivu                                                                    | 8. července až 12. srpna            | |                                                         |             | výstava portrétních fotografií švédského fotografa |
| 1998       | Jedovaté organismy                                                                              | 27. srpna až 1. listopadu           | |                                                         |             | |
| 1998       | Jana Bittnerová, obrazy                                                                         | 20. srpna až 27. září               | |                                                         |             | |
| 1998       | Grand prix '98 obce architektů                                                                  | 18. srpna až 3. září                | |                                                         |             | oceněná díla 5. ročníku architektonické soutěže pořádané Obcí architektů |
| 1998–1999  | Pavel Hubáček – Míček, obrazy, plastiky, loutky, betlémy                                        | 17. září 1998 až 17. ledna 1999     | | malý sál                                                |             | |
| 1998       | Houby                                                                                           | 24. až 27. září                     | |                                                         |             | |
| 1998       | Humorfest '98                                                                                   | 24. září až 25. října               | |                                                         |             | II. ročník bienále mezinárodní soutěže v kresleném humoru |
| 1998       | Daguerrotypie ve východních Čechách                                                             | 8. října až 15. listopadu           | |                                                         |             | autor: Jiří Zikmund, 6. výstava z cyklu "Východočeská fotografie" |
| 1998–1999  | Peníze v době císaře Františka Josefa I.                                                        | 5. listopadu 1998 až 17. ledna 1999 | |                                                         |             | |
| 1998–1999  | Betlémářské umění 20. století                                                                   | 13. prosince 1998 až 17. ledna 1999 | |                                                         |             | výstava nejcennějších českých betlémů (cca 150 exponátů) |
| 1998       | Východní Čechy na historických pohlednicích                                                     | 19. dubna až 5. června              | |                                                         |             | |
| 1999       | Stavební kámen v Hradci Králové                                                                 | 17. února až 18. května             | |                                                         |             | ukázky použití kamenů ve výstavbě Hradce Králové od 10. století po současnost |
| 1999       | Česká kamenina                                                                                  | 11. února až 9. května              | |                                                         |             | ukázky bohaté produkce nejvýznamnějších českých výrobců v letech 1790–1870 |
| 1999       | Vladimír Preclík, antipomníky                                                                   | 18. března až 18. května            | |                                                         |             | retrospektivní výstava tvorby z let 1949–1999 |

### 2000–2009
| Rok       | Název výstavy                                                                               | Termín                                  | Pořadatel                                                     | Umístění                                                           | Návštěvnost | Poznámky |
| --------- | ------------------------------------------------------------------------------------------- | --------------------------------------- | ------------------------------------------------------------- | ------------------------------------------------------------------ | ----------- | --- |
| 2000      | Humorest 2000                                                                               | 20. října až 19. listopadu              |                                                               | z důvodů rekonstrukce muzea v Novém Adalbertinu na Velkém náměstí  |             | |
| 2002–2004 | Jan Kotěra (1871–1923), zakladatel moderní české architektury (Jan Kotěra v Hradci Králové) | 21. května 2002 až 30. června 2004      |                                                               |                                                                    |             | dílo v širokých souvislostech |
| 2002      | Grafické veduty Hradce Králové z let 1600–1900                                              | 27. srpna až 29. září                   |                                                               | radnice, Velké náměstí                                             |             | |
| 2002      | Humorfest 2002                                                                              | 27. září až 27. října                   |                                                               |                                                                    |             | |
| 2002–2003 | Šperk – kámen – kov                                                                         | 17. října 2002 až 23. února 2003        |                                                               |                                                                    |             | |
| 2002      | Výstava prací architektonické soutěže na knihovnicko-informační centrum v Hradci Králové    | 8. až 24. listopadu                     | spolupráce: SVK                                               |                                                                    |             | |
| 2002      | Nejstarší listiny a pečeti města Hradec Králové                                             | 14. až 24. listopadu                    |                                                               |                                                                    |             | |
| 2003–2004 | Historismus                                                                                 | 23. září 2003 až 29. února 2004         |                                                               |                                                                    |             | umělecké řemeslo druhé poloviny 19. století ve sbírkách MVČ |
| 2003      | Vídeňské dvorní a stolní stříbro                                                            | 26. března až 19. října                 | spolupráce: Národní muzeum v Praze                            |                                                                    |             | |
| 2003      | Petr Balíček, fotografie                                                                    | 18. března až 18. května                |                                                               |                                                                    |             | |
| 2003–2004 | Design československých elektrospotřebičů 1950–1980                                         | 26. března 2003 až 4. ledna 2004        |                                                               |                                                                    |             | designéři Kovotechny n.p. a tvorba Stanislava Lachmana |
| 2003      | Život ve starých stromech. Památné stromy Královéhradecka                                   | 23. dubna až 7. září                    |                                                               |                                                                    |             | fotografická výstava památných a chráněných stromů |
| 2003      | 4. salón '03 Asociace umělců medailérů ČR                                                   | 17. května až 14. září                  |                                                               |                                                                    |             | přehlídka současné tvorby předních českých výtvarníků |
| 2003      | Hradec Králové na fotografiích Josefa Sudka                                                 | 13. června až 31. prosince              | spolupráce: Ústav dějin umění Akademie věd ČR v Praze         |                                                                    |             | 8. výstava z cyklu Východočeská fotografie |
| 2003–2004 | Střepy a střípky z dějin Hradce Králové                                                     | 17. října 2003 až 29. února 2004        |                                                               |                                                                    |             | archeologické výzkumy města z let 1990–2003; doprovodná přednáška |
| 2003      | Houby                                                                                       | 2. až 5. října 2003                     |                                                               |                                                                    |             | |
| 2003      | Fotografie                                                                                  | 24. října až 30. listopadu              |                                                               |                                                                    |             | Jana Bauerová, fotomozaiky; Václava Siglová, mikofotografie; 9. výstava cyklu Východočeská fotografie                                                                        |
| 2003–2004 | Česká divadelní architektura 90. let 20. století                                            | 3. prosince 2003 až 4. ledna 2004       |                                                               |                                                                    |             | novostavby, přestavby a rekonstrukce divadelních budov v České republice v letech 1991– 2002                                                                                 |
| 2003–2004 | Jindřich Halabala a spojené uměleckoprůmyslové závody v Brně                                | 11. prosince 2003 až 16. dubna 2004     |                                                               |                                                                    |             | dřevěný a trubkový nábytek ze 30. let 20. století vycházející z funkcionalismu                                                                                               |
| 2004      | Erotický šperk – Eros                                                                       | 25. března až 4. července               |                                                               |                                                                    |             | organizátor a kurátor: Pavel Opočenský a Kateřina Nováková |
| 2004      | Barium – Velký Josef                                                                        | 2. dubna až 4. července                 |                                                               |                                                                    |             | výstava k 60. výročí seskoku československého výsadku Barium a jeho působení v severovýchodních Čechách; autor: Jaroslava Pospíšilová                                        |
| 2004–2005 | Svět minerálů                                                                               | 9. dubna 2004 až 9. ledna 2005          |                                                               |                                                                    |             | ukázky ze sbírky muzea; autor: Stanislav Štamberg |
| 2004–2005 | Máte na hlavě?                                                                              | 20. května 2004 až 30. května 2005      |                                                               |                                                                    |             | klobouky, čepice a další pokrývky hlavy od druhé poloviny 19. století do konce 60. let 20. století; autor: Zdena Lenderová                                                   |
| 2004      | Josef Macholán, židle                                                                       | 1. května až 15. srpna                  |                                                               |                                                                    |             | kurátor: Dagmar Koudelková |
| 2004      | Evropské nábytkové umění 1912–1938                                                          | 15. června až 1. srpna                  |                                                               |                                                                    |             | výstava zadaných maturitních prací žáků SOŠ a SOU hudebních nástrojů a nábytku Hradec Králové                                                                                |
| 2004      | Cesta středem Evropy                                                                        | 29. července až 26. září                |                                                               |                                                                    |             | 50 obrazů z cesty falckhraběte Ottheinricha z Neuburgu (Ota Jindřich) na Dunaji přes Prahu do Krakova a zpět přes Wroclav, Berlín, Wittenberg a Lipsko v letech 1536 a 1537  |
| 2004–2005 | Gloria et pax                                                                               | 19. září 2004 až 9. ledna 2005          |                                                               |                                                                    |             | historické betlémy z českých zemí; u příležitosti XVII. kongresu Světového sdružení betlémářů                                                                                |
| 2004      | Betlémy z tvorby a sbírek členů českého sdružení přátel betlémů                             | 19. září až 24. října                   |                                                               | historická radnice, Velké náměstí                                  |             | k výstavě Gloria et pax |
| 2004      | Houby                                                                                       | 30. září až 3. října                    |                                                               |                                                                    |             | |
| 2004      | Listina Karla IV. z roku 1372 a další památky z období vlády Lucemburků                     | 3. až 5. září                           | spolupráce: SOkA v Hradci Králové                             |                                                                    |             | u příležitosti historické slavnosti Hradec Králové v zrcadle staletí aneb Otec vlasti                                                                                        |
| 2004      | Humorest 2004                                                                               | 14. října až 28. listopadu              |                                                               |                                                                    |             | 5. ročník mezinárodní soutěže kresleného humoru |
| 2005      | Život v pravěkých mořích, jezerech a močálech                                               | 1. ledna až 14. srpna                   | spolupráce: paleontologické oddělení Národního muzea v Praze  |                                                                    |             | obrazové paleontologické rekonstrukce malíře Jana Sováka, rostlinné a živočišné fosilie z českých sbírek,                                                                    |
| 2005      | Salón východočeské fotografie                                                               | 13. února až 17. dubna                  |                                                               |                                                                    |             | u příležitosti 10. výročí založení Volného sdružení východočeských fotografů v Hradci Králové                                                                                |
| 2005      | Franta Anýž 1876–1934                                                                       | 24. února až 25. září                   |                                                               |                                                                    |             | první retrospektivní výstava věnovaná vynikajícímu šperkaři, cizelérovi a medailérovi, který se na podnět Jana Kotěry podílel i na vnitřním vybavení hradecké muzejní budovy |
| 2005      | Doteky konců světa                                                                          | 27. dubna až 30. října                  |                                                               |                                                                    |             | soubor fotografií Oldřicha Bubáka z expedic do polárních a subpolárních oblastí Arktidy a Antarktidy                                                                         |
| 2005      | Truhla – komoda –skříň                                                                      | 14. června až 30. října                 |                                                               |                                                                    |             | repliky skříňového a ukládacího nábytku od středověku po 20. století; výstava maturitních prací SOŠ a SOU hudebních nástrojů a nábytku v Hradci Králové                      |
| 2005–2007 | Krása železa                                                                                | leden 2005 až 1. dubna 2007             |                                                               |                                                                    |             | sbírka kovářských a zámečnických prací od pozdního středověku do počátku 20. století                                                                                         |
| 2005      | Houby                                                                                       | 6. až 9. října 2005                     |                                                               |                                                                    |             | |
| 2005–2006 | Na cestě k městu                                                                            | 15. září 2005 až 26. března 2006        |                                                               |                                                                    |             | výsledky dlouholetého archeologického výzkumu Muzea východních Čech a Archeologického ústavu AVČR v Praze na lokalitě Starého Mýta                                           |
| 2005–2006 | Jan Koula 1855–1919                                                                         | 2005 až 26. března 2006                 |                                                               |                                                                    |             | nábytek, keramiku a sklo, kresby a akvarely, část jeho sbírky výšivek |
| 2005–2006 | Od Vltavy k Piavě                                                                           | 10. listopadu 2005 až 19. února 2006    |                                                               |                                                                    |             | doplněná převzatá výstava |
| 2006      | Totálně nasazeni                                                                            | 12. dubna až 28. května                 | Českoněmecký fond                                             |                                                                    |             | putovní výstava |
| 2006      | Památky z historie sokolské župy orlické                                                    | 30. března až 4. června                 | spolupráce: ČSOS                                              |                                                                    |             | autor: J. Zikmund |
| 2006–2007 | Prusko-rakouská válka 1866                                                                  | 19. května 2006 až 7. ledna 2007        |                                                               |                                                                    |             | ke 140. výročí |
| 2006–2007 | Krása tropů                                                                                 | 16. června 2006 až 18. března 2007      |                                                               |                                                                    |             | tropické druhy motýlů, ulity a lastury měkkýšů tropických moří, hmyz, obratlovci, zajímavé plody exotických rostlin ze sbírek MVČ                                            |
| 2006      | Nábytkářství, tradiční řemeslo a současný design                                            | 6. června až 17. září                   |                                                               |                                                                    |             | empír, secese, art deco a design 21. století; výstava maturitních prací královéhradeckých nábytkářů ze Střední uměleckoprůmyslové školy hudebních nástrojů a nábytku         |
| 2006      | Houby                                                                                       | 5. až 8. října                          |                                                               |                                                                    |             | |
| 2006–2007 | Chladná krása plátové zbroje                                                                | 17. listopadu 2006 až 18. března 2007   |                                                               |                                                                    |             | výstava rytířského zbroje z období 15.-17. století; autor: Stanislav Hrbatý                                                                                                  |
| 2006      | Humorest '06                                                                                | 13. října až 3. prosince                |                                                               |                                                                    |             | 6. ročník bienále mezinárodní soutěže kresleného humoru |
| 2007      | Černožický nález mincí a slitkového stříbra                                                 | 18. ledna až 4. února                   |                                                               |                                                                    |             | část významného nálezu z konce 13. a počátku 14. století (nález z 10. května 1979)                                                                                           |
| 2007      | Stanislav Sucharda (1866–1916)                                                              | 9. února až 29. dubna                   |                                                               |                                                                    |             | |
| 2007      | Národní výstava poštovních známek                                                           | 19. až 22. dubna                        | spolupráce: Svaz českých filatelistů, filatelistické kluby ČR |                                                                    |             | výstava uspořádaná u příležitosti 85. výročí první české výstavy poštovních známek a 120. výročí české organizované filatelie                                                |
| 2007      | Ignác Preissler (1674–1741), malíř skla a porcelánu                                         | 18. května až 11. listopadu             |                                                               |                                                                    |             | autor: Helena Brožková; barokní malované sklo a porcelán |
| 2007      | Kriminalita východních Čech v 16.–18. století                                               | 18. května až 28. října                 |                                                               |                                                                    |             | autor: Jindřich Francek (ředitel SOkA Jičín); vývoj kriminality východních Čech v období raného novověku; výstava k 230. výročí zrušení tortury                              |
| 2007      | Zdobné techniky v uměleckém truhlářství                                                     | 12. června až 30. září                  |                                                               |                                                                    |             | práce žáků Střední uměleckoprůmyslové školy hudebních nástrojů a nábytku z Hradce Králové                                                                                    |
| 2007      | papírové léto III                                                                           | 18. května až 7. října                  |                                                               |                                                                    |             | papírové modely |
| 2007–2008 | Výzkum k nezaplacení, archeologický výzkum v Dlouhé ulici, čp. 101–103                      | 3. října 2007 až 6. ledna 2008          |                                                               |                                                                    |             | výzkum v prostoru bývalé šatlavy |
| 2007–2008 | Zpátky do školy!                                                                            | 27. září 2007 až 16. března 2008        |                                                               |                                                                    |             | autor: Pavla Korirentská; atmosféra školy 20. a 30. let 20. století |
| 2007      | Houby                                                                                       | 11. až 14. října                        |                                                               |                                                                    |             | |
| 2007–2008 | Biedermeier                                                                                 | 23. listopadu 2007 až 31. prosince 2008 |                                                               |                                                                    |             | autor: J. Stárková; výstava ze sbírek muzea |
| 2007–2008 | Když si náš dědeček babičku bral...                                                         | 26. října 2007 až 2. března 2008        |                                                               |                                                                    |             | autor: Zdena Lenderová |
| 2008–2009 | Čtyři dekády Zdenka Bláhy v zajetí múz                                                      | 12. prosince 2008 až 22. února 2009     |                                                               |                                                                    |             | Výběr z užité grafické tvorby výtvarníka Zdenka Bláhy po dobu 40 let jeho působení v Muzeu východních Čech                                                                   |
| 2008      | Ohrožená příroda. Člověk a přírody - stezky k soužití                                       | 29. února až 5. října                   |                                                               |                                                                    |             | chráněné a ohrožené druhy rostlin a živočichů na Královéhradecku |
| 2008      | Slavné vily Královéhradeckého kraje                                                         | 28. března až 29. června                | spolupráce: agentura FOIBOS Praha                             |                                                                    |             | |
| 2008      | Od chrámu ke katedrále                                                                      | 16. května až 31. prosince              |                                                               |                                                                    |             | 700 let katedrály Svatého Ducha v Hradci Králové |
| 2008      | První po Praze                                                                              | 16. května až 31. prosince              |                                                               |                                                                    |             | autoři: J. Sigl. R. Bláha, J. Jakl |
| 2008      | Křemen a jeho rodina                                                                        | 1. září 2008 až 8. listopadu 2009       |                                                               |                                                                    |             | Spojení užitku i krásy, technického umu člověka i neohraničené fantazie přírody                                                                                              |
| 2009      | ...a země se otevřela                                                                       | 2. dubna až 10. června                  |                                                               |                                                                    |             | Výsledky pěti rozsáhlejších archeologických záchranných výzkumů z roku 2007 a 2008                                                                                           |
| 2009–2010 | Secese                                                                                      | 18. května 2009-24. října 2010          |                                                               |                                                                    |             | Sklo, porcelán a keramika, šperky, práce z kovů i ukázky módy a nábytku |
| 2009      | Z historie královéhradeckých pěších pluků (1914–1938)                                       | 29. května až 1. listopadu              |                                                               |                                                                    |             | |
| 2009      | Stolový nábytek v rokokovém a barokním stylu                                                | 15. června až 13. září                  |                                                               |                                                                    |             | Výstava maturitních prací studentů Střední uměleckoprůmyslové školy hudebních nástrojů a nábytku v Hradci Králové                                                            |
| 2009      | Vladimír Gottwald                                                                           | 25. června až 31. srpna                 |                                                               |                                                                    |             | Výstava kreseb a grafik |
| 2009      | 70 let přírodovědeckého muzea v Hradci Králové                                              | 22. září až 8. listopadu                |                                                               |                                                                    |             | |
| 2009      | Houby                                                                                       | 8. až 11. října                         |                                                               |                                                                    |             | |
| 2009–2010 | Třpyt vánočních ozdob                                                                       | 12. listopadu 2009 až 10. ledna 2010    |                                                               |                                                                    |             | |
| 2009–2011 | Zvonařství                                                                                  | 12. listopadu 2009 až 1. května 2011    |                                                               |                                                                    |             | |
| 2009      | Listopad 1989 v Hradci Králové                                                              | 16. až 29. listopadu                    |                                                               | vstupní vestibul RegioCentra Nový pivovar, Pivovarské náměstí 1245 |             | Historické fotografie, dokumenty, letáky a dobový tisk připomínající události tzv. sametové revoluce                                                                         |
| 2009–2010 | Do Antarktidy cestou i necestou                                                             | 4. prosince 2009 až 17. ledna 2010      |                                                               |                                                                    |             | Výstava fotografií Václava Pavla, vědeckého pracovníka Ornitologické laboratoře Univerzity Palackého v Olomouci a ředitele Městského muzea v Novém Městě nad Metují.         |
| 2009–2010 | Chvála české bibliofilie                                                                    | 11. prosince 2009 až 28. února 2010     |                                                               |                                                                    |             | u příležitosti 101. výročí vzniku Spolku českých bibliofilů |

### 2010–2019
| Rok       | Název výstavy                                                  | Termín                                | Pořadatel | Umístění                                             | Návštěvnost | Poznámky |
| --------- | -------------------------------------------------------------- | ------------------------------------- | --- | ---------------------------------------------------- | ----------- | --- |
| 2010      | Nové objevy fauny a flóry v jezerních pánvích mladších prvohor | 26. ledna až 25. dubna                | |                                                      |             | nejnovější nálezy fauny a flóry z podkrkonošské pánve a boskovické brázdy |
| 2010      | Ikony                                                          | 30. dubna až 10. října                | |                                                      |             | ze sbírek muzea |
| 2010      | Vážky České republiky ve fotografii                            | 18. května až 12. září                | |                                                      |             | |
| 2010      | Sny a vize                                                     | 18. května až 31. října               | |                                                      |             | Neuskutečněné projekty Josefa Gočára pro Hradec Králové |
| 2010      | Projekt můj Gočár                                              | 1. června až 31. října                | |                                                      |             | Výstava fotografií studentů Střední uměleckoprůmyslové školy hudebních nástrojů a nábytku v Hradci Králové |
| 2010      | Komoda, od baroka po secesi                                    | 15. června až 17. října               | |                                                      |             | Výstava maturitních prací Střední uměleckoprůmyslové školy hudebních nástrojů a nábytku v Hradci Králové |
| 2010–2011 | Japonské ex libris                                             | 18. září 2010 až 16. ledna 2011       | |                                                      |             | 340 drobných grafik více než osmdesáti umělců od 30. let 20. století po současnost |
| 2010–2011 | Ex libris Emila Orlika                                         | 18. září 2010 až 16. ledna 2011       | |                                                      |             | Výstava významné kosmopolitní osobnosti evropského výtvarného života přelomu 19. a 20. století |
| 2010      | Houby                                                          | 7. až 10. října                       | |                                                      |             | |
| 2010–2011 | Od hradeb na náměstí středověkého Hradce                       | 14. října 2010 až 20. března 2011     | |                                                      |             | Výsledky archeologických výzkumů historického jádra Hradce Králové z let 2009 a 2010 |
| 2010–2011 | Soumrak zemské hotovosti                                       | 12. listopadu 2010 až 20. března 2011 | |                                                      |             | Výzbroj a výstroj žoldnéřských vojsk 16. až 17. století |
| 2011      | Zlatý kolovrat                                                 | 9. března až 24. dubna                | |                                                      |             | Přehled držitelů ocenění Královéhradeckého kraje za lidovou kulturu Zlatý kolovrat |
| 2011      | Ludvík Domečka, příběh prvorepublikového muzejníka             | 1. dubna až 16. října                 | |                                                      |             | Ke 150. výročí narození |
| 2011      | Predátoři ptačí říše – dravci a sovy                           | 7. dubna až 13. listopadu             | |                                                      |             | |
| 2011      | Jak se dělá muzeum ze starých školních pomůcek                 | 7. dubna až 8. května                 | |                                                      |             | Součást projektu Jak se dělá muzeum |
| 2011      | 3. salon východočeské fotografie                               | 13. května až 18. září                | |                                                      |             | Reprezentativní přehlídka poskytující souhrnný přehled tvorby východočeských fotografů za poslední období |
| 2011      | Hodiny v čase, čas v hodinách                                  | 14. června až 30. října               | |                                                      |             | Maturitní práce Střední uměleckoprůmyslové školy hudebních nástrojů a nábytku v Hradci Králové a exponáty z depozitáře uměleckého průmyslu Muzea východních Čech v Hradci Králové                                            |
| 2011      | Důvěrné Izrael – Československá pomoc pro Izrael 1948–1949     | 5. září až 2. října                   | zapůjčeno Vojenským historickým ústavem v Praze                                                                       |                                                      |             | |
| 2011      | Pohádka ve škole                                               | 23. září až 20. listopadu             | |                                                      |             | Výstava školních obrazů s pohádkovými motivy ze sbírek Národního pedagogického muzea a knihovny J. A. Komenského v Praze |
| 2011      | Hradní fotoarchiv 1918–1933                                    | 30. září až 27. listopadu             | spolupráce: Národní muzeum                                                                                            |                                                      |             | Výstava zapůjčená z Národního muzea v Praze dokumentuje 15 let výkonu prezidentského mandátu Tomáše G. Masaryka |
| 2011      | Houby živé, jedlé i jedovaté                                   | 6. až 10. října                       | |                                                      |             | |
| 2011–2012 | Cizinci a vetřelci v naší přírodě                              | 21. října 2011 až 12. února 2012      | |                                                      |             | Nepůvodní a invazní druhy rostlin a živočichů |
| 2011–2012 | Měšťanské Vánoce                                               | 9. prosince 2011 až 29. ledna 2012    | |                                                      |             | Oslava Vánoc v měšťanské domácnosti z přelomu 19. a 20. století, ze sbírkových fondů historické sbírky Muzea východních Čech v Hradci Králové                                                                                |
| 2011–2012 | Jan Kotěra v salónu republiky                                  | 21. prosince 2011 až 5. února 2012    | |                                                      |             | Výstava ke 140. výročí narození architekta Jana Kotěry |
| 2012      | Korunovaná měna na našem území                                 | 20. ledna až 27. května               | |                                                      |             | 20 let od zavedení korunové měny v Rakousku-Uhersku |
| 2012      | Slavné vily Čech, Moravy a Slezska                             | 10. února až 4. března                | |                                                      |             | 120 nejvýznamnějších staveb rodinného bydlení od 2. poloviny 19. století |
| 2012      | Labe – jedna řeka, dva příběhy                                 | 24. února až 19. srpna                | |                                                      |             | |
| 2012      | Mistři české malby                                             | 8. března až 3. června                | |                                                      |             | Výstava výtvarných děl klasické malby, současných malířů a grafiků z fondu České spořitelny a. s. |
| 2012      | Střeva měst                                                    | 5. dubna až 6. května                 | |                                                      |             | Kanály v kulturních a civilizačních souvislostech |
| 2012–2013 | Pravěk je kůůl!                                                | 18. května 2012 až 23. června 2013    | |                                                      |             | |
| 2012–2013 | Život v jezerech a močálech mladších prvohor                   | 8. června 2012 až 6. ledna 2013       | |                                                      |             | paleontologická výstava |
| 2012      | Maturitní práce hradecké "umprumky"                            | 11. až 30. června                     | |                                                      |             | Výstava maturitních prací SUPŠ hudebních nástrojů a nábytku |
| 2012      | Unikáty z nálezů amatérských archeologů                        | 15. června až 12. září                | |                                                      |             | Nová část výstavy PRAVĚK JE KŮŮL |
| 2012      | Vzduchoplavec Kráčmera                                         | 22. června až 2. září                 | |                                                      |             | roční práce žáků ZŠ Habrmanova Hradec Králové |
| 2012      | Jak se žilo v pravěku                                          | 28. června až 2. září                 | |                                                      |             | Výstava panenek vytvořených během kreativní dílny PRAVĚKÁ NEDĚLE pro charitativní projekt UNICEF „Adoptuj panenku a zachráníš dítě“ a výstava dětských výtvarných prací soutěže JAK SE ŽILO V PRAVĚKU                        |
| 2012      | Hlava nehlava                                                  | 10. až 29. července                   | |                                                      |             | Putovní výstava linorytů Petra T. Palmy |
| 2012      | Labe a Orlice – dvě řeky, jeden příběh                         | 31. srpna až 18. listopadu            | |                                                      |             | proměny Labe a Orlice v Hradci Králové od konce 19. století do 50. let 20. století |
| 2012      | Architekt Vladimír Fultner                                     | 6. září až 28. října                  | |                                                      |             | |
| 2012      | Zlaté a stříbrné poklady                                       | 14. září až 31. října                 | |                                                      |             | |
| 2012      | Houby živé, jedlé i jedovaté                                   | 4. až 7. října                        | |                                                      |             | |
| 2012–2013 | Křehká krása pravěkého skla                                    | 2. listopadu 2012 až 16. ledna 2013   | |                                                      |             | pokladnice výstavy Pravěk je kůůl! |
| 2012–2013 | Jan Kotěra. Ohlasy lidového umění. Po stopách moderny.         | 7. prosince 2012 až 7. dubna 2013     | |                                                      |             | |
| 2012–2013 | Kouzlo betlémů                                                 | 8. prosince 2012 až 3. února 2013     | |                                                      |             | Betlémy ze sbírek muzeí Královéhradeckého kraje |
| 2013      | Keramické unikáty                                              | 18. ledna až 6. března                | |                                                      |             | Evropské keramické unikáty z dílen pravěkých hrnčířů |
| 2013      | Přijďte před sto lety                                          | 1. února až 2. června                 | |                                                      |             | Výstava mapující historii budovy a instituce muzea od jeho založení (1880) až do 50. let 20. století |
| 2013      | Divadlo českých potulných loutkářů                             | 1. března až 1. září                  | |                                                      |             | |
| 2013      | Předměty z dalekých končin                                     | 8. března až 23. června               | |                                                      |             | Klenotnice výstavy Pravěk je kůůl! |
| 2013      | Rižská secesní architektura                                    | 19. dubna až 30. června               | |                                                      |             | |
| 2013      | Cesta dívek za vzděláním                                       | 21. června až 24. listopadu           | |                                                      |             | Historie dívčího školství od konce šedesátých let 19. století do první poloviny 20. století v Hradci Králové a okolí |
| 2013      | Československé legie 1914–1920 a legionáři Královéhradecka     | 19. července až 14. září              | |                                                      |             | |
| 2013      | Marcela Raková: Praha jinak                                    | 1. září 2013 až 31. ledna 2014        | | kavárna                                              |             | Poetické fotografie tajemných pražských zákoutí očima Marcely Rakové, restaurátorky muzea |
| 2013–2014 | Kotěra. Po stopách moderny...                                  | 6. září 2013 až 2. února 2014         | |                                                      |             | Ke 100. otevření královéhradeckého muzea |
| 2013      | Houby živé, jedlé i jedovaté                                   | 3. až 6. října                        | |                                                      |             | |
| 2013–2014 | Život pod stožáry – příroda písčin u obce Čeperka              | 11. října 2013 až 2. února 2014       | |                                                      |             | |
| 2013      | Via benedictina                                                | 15. října až 24. listopadu            | |                                                      |             | |
| 2013      | Listopad 1989 v Hradci Králové                                 | 9. až 17. listopadu                   | |                                                      |             | výstavka předmětů dokumentujících listopadové dny roku 1989 a události roku 1990 |
| 2013      | Historické stojánky na vánoční stromky                         | 3. prosince 2013 až 26. ledna 2014    | |                                                      |             | |
| 2013–2014 | Podoby víry                                                    | 12. prosince 2013 až 26. ledna 2014   | |                                                      |             | Fotografická výstava etnografa Pavla Popelky z cest po Balkánu, východním Slovensku a Moravě zaměřená na jednotlivé podoby víry a její ztvárnění                                                                             |
| 2013–2014 | Barvy v přírodě                                                | 20. prosince 2013 až 20. dubna 2014   | |                                                      |             | |
| 2013–2014 | Krása motýlích křídel                                          | 20. prosince 2013 až 20. dubna 2014   | |                                                      |             | mikrofotografie Petra Jana Juračky (Přírodovědecká fakulta Univerzity Karlovy) a Jána Macka (Národní muzeum) |
| 2014      | Jiří Vavřina: obrazy – pandány                                 | 6. února až 30. března                | | muzejní kavárna                                      |             | |
| 2014      | 4. salon východočeské fotografie                               | 15. února až 6. dubna                 | |                                                      |             | |
| 2014      | Pražské předměstí 1924–2014                                    | 18. března až 16. října               | |                                                      |             | k 90. výročí povýšení obce Pražské Předměstí na město |
| 2014      | Dagmar Jirousková – krajina                                    | 3. dubna až 28. června                | | muzejní kavárna                                      |             | |
| 2014      | Tajemství makovice Bílé věže                                   | 24. dubna až 4. května                | |                                                      |             | |
| 2014      | Zámečnická škola. Řemeslo je umění.                            | 8. května až 17. prosince             | |                                                      |             | uměleckořemeslné práce z dílen Odborné školy pro umělecké zámečnictví, která působila v Hradci Králové v letech 1880 až 1954                                                                                                 |
| 2014      | Středoškolská odborná činnost                                  | 18: května až 2. června               | |                                                      |             | 36. ročník soutěže Středoškolská odborná činnost |
| 2014      | Mým národům!                                                   | 20. června až 16. listopadu           | |                                                      |             | výstava u 100. výročí počátku 1. světové války |
| 2014      | Svět očima Michala Potůčka                                     | 1. července až 28. září               | | Muzejní kavárna                                      |             | |
| 2014      | Alois Wachsman, obraz, 1931                                    | 1. července až 3. srpna               | |                                                      |             | |
| 2014      | Stříbrný poklad                                                | 15. července až 3. srpna              | |                                                      |             | |
| 2014      | Houby živé, jedlé i jedovaté                                   | 2. až 5. října                        | |                                                      |             | |
| 2014      | Lidé Hradce Králové. Portrét jako brána do duše                | 3. října až 6. prosince               | | muzejní kavárna                                      |             | 14 portrétů zachycující mezigenerační rozdíly v názorech na aktuální sociální témata |
| 2014      | František Hudeček, vzpomínka na Samarkand 1967                 | 7. října až 2. listopadu              | |                                                      |             | |
| 2014      | Kunětická hora – sopečný ostrov v Polabí                       | 24. dubna 2014 až 15. března 2015     | |                                                      |             | |
| 2014      | Projekt 45'25' Sametová revoluce                               | 21. listopad 2014 až 1. února 2015    | |                                                      |             | součást „Projektu 45´25´, 1969–1989 u vás…“, studenti reflektující výročí úmrtí Jana Palacha a události roku 1989 |
| 2014      | Josef Lada, dětské radovánky                                   | 2. prosince 2014 až 4. ledna 2015     | |                                                      |             | |
| 2014      | Andělské zvonění                                               | 12. prosince 2014 až 1. února 2015    | |                                                      |             | historie vánočních ozdob ze skla, vaty, papíru, vosku a kovu |
| 2015      | Pavel Nešleha, Okno 1978                                       | 6. ledna až 1. února                  | |                                                      |             | |
| 2015      | Josef Vyleťal, mlčící myslitel z konce 19. století             | 3. února až 1. března                 | |                                                      |             | |
| 2015      | Jan Friede, nejvzácnější orchideje české přírody               | 6. února až 29. března                | |                                                      |             | Výstava fotografií nejvíce ohrožených druhů čeledi vstavačovitých (Orchidaceae) rostoucích v Česku |
| 2015      | Královéhradecký poklad                                         | 20. února až 21. června               | |                                                      |             | Poklad převážně českých denárů nalezený v roce 1970 v Hradci Králové doplní depoty z Čistěvsi, Hřibska, Radíkovic a Černožic                                                                                                 |
| 2015      | Hradec Králové očima dětí                                      | 27. února až 31. března               | |                                                      |             | výtvarné práce žáků třetí třídy školní družiny královéhradecké Základní školy Pouchov, na téma Hradec Králové očima dětí během uplynulého pololetí                                                                           |
| 2015      | Eva Kmentová, reliéf a ruce, 1972 a 1977                       | 3. března až 5. dubna                 | |                                                      |             | |
| 2015–2016 | Staré mapy a mořská monstra                                    | 2. dubna 2015 až 31. ledna 2016       | |                                                      |             | výstava kolorovaných perokreseb muzejní restaurátorky Marcely Rakové |
| 2015–2016 | Na vlnách pod plachtami                                        | 3. dubna 2015 až 31. ledna 2016       | |                                                      |             | Výstava přibližující stavbu a konstrukci plachetních lodí, koloniální obchod, válečné námořnictvo a osudy krajanů, kteří plavby                                                                                              |
| 2015      | Vlastimil Rada, Večerní hodina 1931                            | 7. dubna až 3. května                 | |                                                      |             | |
| 2015      | Nástroje neandrtálských lovců                                  | 17. dubna až 31. května               | |                                                      |             | |
| 2015      | Ochechule, ďasové a další bájní tvorové moří                   | 24. dubna až 15. listopadu            | spolupráce: Národní muzeum                                                                                            |                                                      |             | |
| 2015      | Václav Tikal, květen 1945                                      | 5. až 31. května                      | |                                                      |             | |
| 2015      | Svoboda přišla v máji                                          | 7. května až 6. září                  | |                                                      |             | Události května 1945, 300 fotografií přímých účastníků + dobová periodika, filmový dokument, plakáty, letáky, výzbroj a modely bojové techniky; u příležitosti 70. výročí konce 2. světové války a osvobození Československa |
| 2015      | Výstava prací středoškolské odborné činnosti 2015              | 16. května až 14. června              | |                                                      |             | Práce studentů |
| 2015      | Stanislav Podhrázský, dvě dívky 1956                           | 2. června až 5. července              | |                                                      |             | |
| 2015      | Otakar Kubín, pohled na město – hrad Porquerolles              | 7. června až 2. srpna                 | |                                                      |             | |
| 2015      | Pod hladinou moře                                              | 3. července až 15. listopadu          | |                                                      |             | Práce studentů Střední uměleckoprůmyslové školy a Vyšší odborné školy v Turnově |
| 2015      | Antonín Procházka, Jezdec napadený lvicí                       | 4. srpna až 6. září                   | |                                                      |             | |
| 2015      | Karel Černý, Milenci                                           | 9. září až 4. října                   | |                                                      |             | |
| 2015–2016 | Hurá do školy!                                                 | 18. září 2015 až 31. ledna 2016       | |                                                      |             | |
| 2015      | Houba živé, jedlé i jedovaté                                   | 1. až 4. října 2015                   | |                                                      |             | |
| 2015      | Karel Malich, Modrý koridor, 1967–1968                         | 6. října až 1. listopadu              | |                                                      |             | |
| 2015–2017 | Pevnost královéhradecká                                        | 9. října 2015 až 1. října 2017        | |                                                      |             | u příležitosti 250 let od zahájení výjimečné stavby královéhradecké bastionové pevnosti |
| 2015      | Zdeněk Seydl, Dvě vdovy 1965                                   | 3. až 29. listopadu                   | |                                                      |             | |
| 2015–2016 | Jiří Anderle, Prostor a čas, 1983                              | 1. prosince 2015 až 3. ledna 2016     | |                                                      |             | |
| 2016      | Jitka Svobodová, Dvě hadice, 1984                              | 12. ledna až 7. února                 | |                                                      |             | Profesorka ateliéru kresby AVU Jitka Svobodová, velkoformátové uhlové kresby |
| 2016      | Josef Váchal, portrét Jindřicha Imlaufa                        | 9. února až 6. března                 | |                                                      |             | |
| 2016      | Putovní výstava fotografií, Land Art                           | 10. února až 6. března                | | muzejní kavárna                                      |             | putovní výstava fotografií z 9. sympozia LAND ART a z Nábřeží umělců |
| 2016      | Život v pevnosti                                               | 26. února až 13. listopadu            | |                                                      |             | každodenní všední život obyvatel královéhradecké bastionové pevnosti v 19. století |
| 2016      | Česká krajinomalba ze sbírky kooperativy                       | 4. března až 15. května               | |                                                      |             | krajinomalby ze sbírky pojišťovny Kooperativa |
| 2016      | Jan Kubíček, liniové elementy                                  | 8. března až 3. dubna                 | |                                                      |             | |
| 2016      | Štěpán Málek, Carton/Age                                       |                                       | | muzejní kavárna                                      |             | |
| 2016      | Připomenutí starých časů                                       | 26. března až 21. srpna               | | Muzeum války 1866 na Chlumu                          |             | repliky vojenských uniforem doplněné ukázkou dobových dámských šatů |
| 2016      | Mikuláš Medek, portrét Jiřiny Haukové, 1967                    | 5. dubna až 1. května                 | |                                                      |             | |
| 2016      | Karel Novotný                                                  | 6. dubna až 1. května                 | |                                                      |             | |
| 2016      | Vzpomínky na sočskou frontu                                    | 15. dubna až 8. května                | spolupráce: Velvyslanectví Slovinské republiky, Vojenský historický ústav Praha                                       |                                                      |             | putovní výstava; průběh bitev v první světové válce se zvláštním důrazem na působení českých vojáků |
| 2016      | Petr Samek, proč/warum                                         | 29. dubna až 19. června               | |                                                      |             | |
| 2016      | Deafsign vol. 3                                                | 4. až 27. května                      | |                                                      |             | |
| 2016      | Výstava prací středoškolské odborné činnosti 2016              | 13. května až 12. června              | |                                                      |             | |
| 2016      | Nábřeží umělců 2016, dřevo                                     | 27. května až 20. června              | |                                                      |             | |
| 2016      | Michaela Martincová, Cesty                                     | 21. června až 31. července            | |                                                      |             | |
| 2016–2017 | Ve stínu války                                                 | 1. července 2016 až 29. ledna 2017    | |                                                      |             | průběh války 1866, ukázky výzbroje a výstroje |
| 2016      | Válečné museum 1866                                            | 1. července až 31. prosince           | |                                                      |             | výstava na fotografiích připomínající vývoj budovy muzea a expozice |
| 2016      | Jiří Cvrkal, výstava fotografií                                | 2. srpna až 12. září                  | |                                                      |             | |
| 2016      | Konkrétní podzim 2016, Čtverec                                 | 20. září až 23. října                 | |                                                      |             | |
| 2016      | Ohlasy prusko-rakouské války                                   | 23. září 2016 až 29. ledna 2017       | |                                                      |             | Raritní historické fotografie památkové zóny bojiště bitvy u Hradce Králové |
| 2016      | Houby živé, jedlé i jedovaté                                   | 6. až 9. října                        | |                                                      |             | 21. ročník výstavy |
| 2016      | Tomáš Herynek, Čtverec                                         | 25. října až 4. prosince              | |                                                      |             | výstava fotografií |
| 2016–2017 | Pour féliciter                                                 | 6. prosinec 2016 až 8. ledna 2017     | |                                                      |             | |
| 2016–2017 | Králické betlémy minulosti i dneška                            | 9. prosince 2016 až 12. února 2017    | | lapidárium                                           |             | |
| 2017      | Dominika Cyprová: Fashion                                      | 7. až 22. ledna                       | | chodba v přízemí                                     |             | ilustrace strudentky Grafické tvorby a multimédií na UHK; prodejní výstava |
| 2017      | Mirka Křivánková: People                                       | 10. ledna až 5. února                 | | kavárna Muzeum                                       |             | Výstava fotografky z Městce Králové |
| 2017      | Fosilie Michala Potůčka                                        | 27. ledna až 23. dubna                | | chodba v přízemí                                     |             | Výběr nejlépe zachovaných fosilií z více než 20 geologických lokalit ve východních a středních Čechách |
| 2017      | Michal Čepelka: Recyklus                                       | 8. února až 3. března                 | | kavárna Muzeum                                       |             | cyklus digitálních grafik |
| 2017      | Jiří Anders: The red flower                                    | 4. března až 2. dubna                 | | kavárna Muzeum                                       |             | |
| 2017      | České loutkové divadlo třikrát jinak                           | 10. března až 2. dubna                | | lapidárium                                           |             | tři magické boxy |
| 2017      | Velká vizita!                                                  | 24. března až 5. listopadu            | spolupráce: např. Regionální muzeum Mělník, Národní pedagogické muzeum, Zdravotnické muzeum Národní lékařské knihovny | výstavní sál                                         |             | historie zdravotnictví a sociálně zdravotní péče v Hradci Králové (zejména období první republiky) |
| 2017      | Na papíře                                                      | 4. dubna až 7. května                 | | kavárna Muzeum                                       |             | výběr prací studentů tří výtvarných oborů Střední průmyslové školy kamenické a sochařské v Hořicích |
| 2017      | Martin Zemanský: Paintings                                     | 27. dubna až 30. června               | |                                                      |             | |
| 2017      | Echoes – 100 let finského designu a architektury               | 10. května až 18. června              | |                                                      |             | plakátová výstava |
| 2017      | Petr Scháněl: Posters                                          | 10. května až 2. června               | | kavárna Muzeum                                       |             | výběr prací grafika z Hradce Králové |
| 2017      | O motýlech a lidech                                            | 19. května až 24. září                | |                                                      |             | tropičtí motýli a kresby z archivu Vladimíra Balthasara |
| 2017      | Královéhradecké regulační plány                                | 30. června až 5. listopadu            | | chodba a výstavní sál v přízemí                      |             | většina místních regulačních plánů, zpravidla vystaveny poprvé |
| 2017      | Nábřeží umělců 2017                                            | 4. července až 3. září                | pořadatel: KK3 Klub konkretistů                                                                                       | kavárna Muzeum                                       |             | fotografie dokumentující týdenní sympozium studentů uměleckých škol s tématem RECYKLart |
| 2017      | Petr Mutina, obrazy                                            | 6. září až 1. října                   | | kavárna Muzeum                                       |             | obrazy mladého ostravského malíře |
| 2017      | Petr Čapek: Moje krajina                                       | 3. října až 5. listopadu              | | kavárna Muzeum                                       |             | výstava fotografií krajina Krkonoš, Broumovska a Trutnovska |
| 2017      | Houby živé, jedlé i jedovaté                                   | 5. až 8. října                        | |                                                      |             | |
| 2018      | Houby                                                          | 5. až 6. října                        | | zámek Pardubice                                      |             | |
| 2018      | Muzejní nostalgie. 110 let budovy ve fotografii                | 19. ledna až 4. března                | | vyklizená budova muzea                               |             | |
| 2018      | Pod mořskou hladinou                                           | 29. června až 23. září                | | Galerie moderního umění v Hradci Králové             |             | |
| 2018      | Lide československý! Tvůj odvěký sen stal se skutkem.          | 18. října až 2. prosince              | | Galerie moderního umění v Hradci Králové             |             | průběh událostí kolem vyhlášení Československé republiky ve městě a jeho okolí |
| 2018–2019 | Čest práci, paní učitelko!                                     | 14. prosince 2018 až 27. ledna 2019   | | Galerie moderního umění v Hradci Králové             |             | milníky československého školství 20. století |
| 2019      | Velká cena Hradce Králové                                      | 16. až 29. září                       | | Ulrichovo náměstí                                    |             | historie tradičního cyklistického závodu Velká cena Hradce Králové |
| 2019      | Houby                                                          | 4. až 5. října                        | | Krajský úřad Pardubického kraje, budova C, Pardubice |             | |
| 2019      | KDO, když ne my, KDY, když ne teď                              | 1. listopadu až 29. prosince          | |                                                      |             | fotovýstava významných okamžiků listopadu a prosince 1989 v Hradci Králové |
| 2019–2020 | Okolo Hradce aneb Hradečáci na kole                            | 1. listopadu 2019 až 31. května 2020  | spolupráce: Areál Žireč                                                                                               | historická budova muzea (po rekonstrukci)            |             | |
| 2019–2020 | Operace Barium – 2. světová válka a Královéhradecko            | 1. listopadu 2019 až 5. ledna 2020    | spolupráce: Československá obec legionářská, Ministerstvo obrany České republiky                                      |                                                      |             | dějiny odboje v Hradci Králové |
| 2019      | Tajemství ptačí sekery                                         | 1. listopadu 2019 až 12. ledna 2020   | |                                                      |             | vystavení unikátní stříbrem tausované miniaturní sekery (moravské bradatice) z 9. století |
| 2019      | Příroda z depozitářů                                           | 1. listopadu 2019 až 5. ledna 2020    | |                                                      |             | u příležitosti 80 let přírodovědeckého muzea v Hradci Králové |

### Od roku 2020
| Rok       | Název výstavy                                                                     | Termín                                                    | Pořadatel                                                                                 | Umístění                                                                            | Návštěvnost | Poznámky |
| --------- | --------------------------------------------------------------------------------- | --------------------------------------------------------- | ----------------------------------------------------------------------------------------- | ----------------------------------------------------------------------------------- | ----------- | --- |
| 2020      | Uprostřed Koruny české: Gotické a raně renesanční umění východních Čech 1250–1550 | 7. února až 28. června / do 26. července (pouze dva sály) |                                                                                           | většina interiérů opravené historické budovy muzea                                  |             | hlavní výstup projektu NAKI II |
| 2020      | Není obraz jako obraz                                                             | 15. května až 25. října                                   |                                                                                           |                                                                                     |             | připomenutí zapomenuté učební pomůcky |
| 2020      | SKLOLETÍ 100 let sklářské školy v Železném Brodě                                  | 3. července až 25. října                                  | spolupráce: sklářská škola                                                                |                                                                                     |             | |
| 2020–2021 | Záchrankou kolem světa                                                            | 31. července 2020 až 3. ledna 2021                        |                                                                                           |                                                                                     |             | součást oslav 40 let záchranné služby a 30 let letecké záchranné služby v Hradci Králové; vystavena soukromá sbírka modelů zachranářských vozidel  |
| 2020      | 1920–2020: století čsl. ústavnosti a demokratické armády                          | 1. srpna až 1. listopadu                                  | spolupráce: Československá obec legionářská, soukromí sběratelé                           |                                                                                     |             | |
| 2020      | Konkrétní podzim 2020, Fenomén Gočár                                              | 4. září až 4. října                                       |                                                                                           |                                                                                     |             | autor: Jana Vincecnová, koordinátor Klubu konkretistů                                                                                              |
| 2020–2021 | Pražský groš – příběh nejslavnější české mince                                    | 10. října 2020 až 29. srpna (prodlouženo)                 |                                                                                           | lapidárium                                                                          |             | |
| 2020–2021 | Století Karla Otčenáška                                                           | 4. prosince 2020 až 6. června 2021 (prodlouženo)          |                                                                                           |                                                                                     |             | 100. výročí narození a 10. výročí úmrtí |
| 2021      | Poklady spolupráce: Když archeologie spojí síly s veřejností                      | 5. března až 5. září                                      |                                                                                           |                                                                                     |             | archeologické nálezy od spolupracovníků muzea zaevidované do roku 2019                                                                             |
| 2021      | Rudolf II. Umění pro císaře                                                       | 28. května až 7. listopadu                                |                                                                                           |                                                                                     |             | výstava sezony |
| 2021      | Císař umění                                                                       | 10. června až 6. listopadu                                |                                                                                           |                                                                                     |             | |
| 2021      | KOMenský v KOMiksu: Kreslený život "Učitele národů"                               | 16. července až 31. prosince                              | zápůjčka z Národního pedagogického muzea                                                  |                                                                                     |             | |
| 2021      | Tomáš Roček: Příběh                                                               | 27. srpna až 22. září                                     |                                                                                           | kavárna Muzeum                                                                      |             | |
| 2021      | Houby živé, jedlé i jedovaté                                                      | 7. až 9. října                                            |                                                                                           |                                                                                     |             | |
| 2021      | Hvězdy země – cesta šperku z hlubin Země ke světlu hvězd                          | 10. září až 24. října                                     |                                                                                           |                                                                                     |             | výstava šperků Sylvie Majerové |
| 2021–2022 | Vánoční variace. Historické a současné vánoční ozdoby                             | 5. listopadu 2021 až 6. února 2022                        |                                                                                           |                                                                                     |             | |
| 2021–2022 | Salon východočeské fotografie 2021– 6. ročník                                     | 20. listopadu 2021 až 16. ledna 2022                      | Centrum uměleckých aktivit a Volné sdružení východočeských fotografů Hradec Králové z. s. |                                                                                     |             | |
| 2022      | Plechová abstrakce                                                                | 16. února až 3. dubna                                     |                                                                                           | výstavní sál                                                                        |             | |
| 2022      | Spoušť plná života                                                                | 18. března až 18. září                                    |                                                                                           | chodba a sál v přízemí                                                              |             | |
| 2022      | Ke kořenům: Ukrajina krojů a tradic                                               | 24. března až 29. května                                  |                                                                                           |                                                                                     |             | |
| 2022      | Mistři svého řemesla                                                              | 25. března až 28. srpna                                   |                                                                                           | podkroví                                                                            |             | |
| 2022      | Marek Zákostelecký L+                                                             | 1. dubna až 28. srpna                                     |                                                                                           | lapidárium                                                                          |             | |
| 2022–2023 | Měnící se svět                                                                    | 17. června 2022 až 12. listopadu 2023                     |                                                                                           | výstavní sál                                                                        |             | výstava sezony, poslední lovci a první zemědělci (nejen) ve východních Čechách                                                                     |
| 2022      | Život je teď 2022                                                                 | 24. června až 28. srpna                                   |                                                                                           |                                                                                     |             | výstava fotografií |
| 2022      | Houby živé, jedlé i jedovaté                                                      | 6. až 8. října                                            |                                                                                           |                                                                                     |             | |
| 2022–2023 | Četnické humoresky v Salonu republiky                                             | 15. října 2022 až 26. března 2023                         |                                                                                           | lapidárium                                                                          |             | |
| 2022–2023 | Já, UPÍR, přistání povoluji!                                                      | 2. prosince 2022 až 23. dubna 2023                        |                                                                                           | chodba a sál v přízemí                                                              |             | Československé vojenské letectvo v Hradci Králové a Pardubicích 1945–1992                                                                          |
| 2023      | Doteky Afriky                                                                     | 28. dubna až 3. září                                      |                                                                                           | lapidárium                                                                          |             | Fotografická výstava tlapek a srstí afrických zvířat od fotoreportéra Martina Veselého a jeho dcery Anežky                                         |
| 2023      | Detaily moderní architektury na fotografiích Jiří Zikmunda                        | 12. května až 25. června                                  |                                                                                           |                                                                                     |             | |
| 2023      | Sto let je jen začátek, Český rozhlas 1923–2023                                   | 19. května až 25. června, prodlouženo do 3. září          |                                                                                           |                                                                                     |             | ke 100. výročí Českého rozhlasu |
| 2023–2024 | Jan Žižka –husité ve východních Čechách                                           | 23. června 2023 až 21. dubna 2024                         |                                                                                           | sál přízemí                                                                         |             | |
| 2023      | Památky prusko-rakouské války 1866                                                | 30. června až 24. září                                    |                                                                                           |                                                                                     |             | sbírkové předměty muzea (militaria) umístěné v kotěrovských vitrínách                                                                              |
| 2023      | Merch, brandové předměty                                                          | 30. června až 3. září                                     | spolupráce: Střední škola vizuální tvorby Hradec Králové                                  | ateliér                                                                             |             | návrhy nové propagace muzea vytvořené studenty Střední školy vizuální tvorby                                                                       |
| 2023      | Houby živé, jedlé i jedovaté                                                      | 5. až 7. října                                            |                                                                                           |                                                                                     |             | |
| 2023–2024 | Kouzlo hraček                                                                     | 10. listopadu 2023 až 3. března 2024                      |                                                                                           |                                                                                     |             | |
| 2024      | Co nenašli archeologové                                                           | 8. února až 24. března                                    |                                                                                           | lapidárium                                                                          |             | fenomén amatérských spolupracovníků východočeských archeologů napříč časem                                                                         |
| 2024      | ASILI WATU – přírodní národy Afriky                                               | 1. března až 30. dubna                                    |                                                                                           | kavárna Muzeum                                                                      |             | fotografická výstava, foto Petra Penišky |
| 2024      | Studentský design                                                                 | 25. března až 10. dubna                                   |                                                                                           |                                                                                     |             | výstava 32. ročníku celostátní soutěžní přehlídky prací žáků a studentů středních a vyšších odborných škol s výtvarnými a uměleckořemeslnými obory |
| 2024      | Míla Fürstová: Taj jemnosti aneb Návraty domů                                     | 5. dubna až 27. října                                     |                                                                                           | sál 1. patro                                                                        |             | výstava uměleckých děl |
| 2024–2025 | Na okraji keltského světa                                                         | 28. června 2024 až 27. května 2025                        |                                                                                           | lapidárium                                                                          |             | archeologická výstava |
| 2024      | Pražské Předměstí: město na předměstí 1924–2024                                   | 13. srpna až 10. listopadu                                |                                                                                           | ateliér                                                                             |             | výstava připomínající 100 let od povýšení Pražského Předměstí na město                                                                             |
| 2024      | Hradecká atletika v běhu času 1904–1924                                           | 18. září až 29. prosince                                  |                                                                                           | schodiště                                                                           |             | schodiště |
| 2024–2025 | 111 let vystavujeme v historické budově muzea                                     | 27. září 2024 až 2. března 2025                           |                                                                                           | chodba a sál v přízemí                                                              |             | obsahuje přehled výstav v historii muzea a výběr z vystavovaných předmětů                                                                          |
| 2024      | Houby živé, jedlé i jedovaté                                                      | 3. až 5. října                                            |                                                                                           |                                                                                     |             | |
| 2024–2025 | Panoptikum – výstava obrazů Jiřího Vavřiny                                        | 11. října 2024 až 5. ledna 2025                           |                                                                                           |                                                                                     |             | |
| 2024–2025 | Lesk a bída preparace: Když exponáty (ne)vypadají jako živé                       | 12. listopadu 2024 až 2. února 2025                       |                                                                                           | vestibul, Kotěrovy vitríny                                                          |             | |
| 2024–2025 | Salon východočeské fotografie                                                     | 24. listopadu 2024 až 19. ledna 2025                      | Centrum uměleckých aktivit a Volné sdružení východočeských fotografů Hradec Králové z. s. | sál 1. patro                                                                        |             | 7. ročník |
| 2025–2026 | Velehory v Hradci Králové – MAGICKÝ HIMÁLAJ                                       | 7. března 2025 až 25. října 2026                          | spolupráce: CK Livignstone                                                                |                                                                                     |             | etnovýstava Rudolfa Švaříčka |
| 2025      | Hledači a sběrači: pět let programu „Jak nalézat a neničit?“                      | 4. dubna až 22. června 2025                               |                                                                                           | vestibul druhého patra                                                              |             | nejzajímavější objevy spolupracovníků muzea, které se v předchozích pěti letech dostaly do sbírek muzea                                            |
| 2025      | Bylo jaro a konec Protektorátu                                                    | 24. dubna až 8. června 2025                               |                                                                                           | ve veřejném prostoru (ulice Karla Tomana, náměstí Osvoboditelů a náměstí 5. května) |             | u příležitosti 80 let od konce druhé světové války                                                                                                 |
| 2025      | Zobrazení Hradce Králové v proměnách času                                         | 25. dubna až 21. září 2025                                |                                                                                           | hlavní historická budova                                                            |             | u příležitosti 800 let první písemné zmínky o Hradci Králové                                                                                       |
| 2025      | Dědictví královského města                                                        | 29. května až 15. června 2025                             | spolupráce: Státní oblastní archiv Hradec Králové                                         | hlavní historická budova                                                            |             | originály nejvýznamnějších a nejcennějších movitých památek k dějinám města; u příležitosti 800 let první písemné zmínky o Hradci Králové          |
| 2025      | Město plné pokladů                                                                | 27. června až 26. října 2025                              |                                                                                           | hlavní historická budova                                                            |             | mincovní poklady (mince od starověku až po druhou světovou válku) u příležitosti 800 let první písemné zmínky o Hradci Králové                     |